# 1917
Portal Geschichte | Portal Biografien | Aktuelle Ereignisse | Jahreskalender | Tagesartikel

◄ |
19. Jahrhundert |
20. Jahrhundert
| 21. Jahrhundert

◄ |
1880er |
1890er |
1900er |
1910er
| 1920er | 1930er | 1940er | ►

◄◄ |
◄ |
1913 |
1914 |
1915 |
1916 |
1917
| 1918 | 1919 | 1920 | 1921 | ► | ►►
Staatsoberhäupter · Wahlen · Nekrolog · Kunstjahr · Literaturjahr · Musikjahr · Filmjahr  · Sportjahr
| Januar | Januar | Januar | Januar | Januar | Januar | Januar | Januar |
| Kw     | Mo     | Di     | Mi     | Do     | Fr     | Sa     | So     |
| ------ | ------ | ------ | ------ | ------ | ------ | ------ | ------ |
| 1      | 1      | 2      | 3      | 4      | 5      | 6      | 7      |
| 2      | 8      | 9      | 10     | 11     | 12     | 13     | 14     |
| 3      | 15     | 16     | 17     | 18     | 19     | 20     | 21     |
| 4      | 22     | 23     | 24     | 25     | 26     | 27     | 28     |
| 5      | 29     | 30     | 31     |        |        |        |        |

| Februar | Februar | Februar | Februar | Februar | Februar | Februar | Februar |
| Kw      | Mo      | Di      | Mi      | Do      | Fr      | Sa      | So      |
| ------- | ------- | ------- | ------- | ------- | ------- | ------- | ------- |
| 5       |         |         |         | 1       | 2       | 3       | 4       |
| 6       | 5       | 6       | 7       | 8       | 9       | 10      | 11      |
| 7       | 12      | 13      | 14      | 15      | 16      | 17      | 18      |
| 8       | 19      | 20      | 21      | 22      | 23      | 24      | 25      |
| 9       | 26      | 27      | 28      |         |         |         |         |

| März | März | März | März | März | März | März | März |
| Kw   | Mo   | Di   | Mi   | Do   | Fr   | Sa   | So   |
| ---- | ---- | ---- | ---- | ---- | ---- | ---- | ---- |
| 9    |      |      |      | 1    | 2    | 3    | 4    |
| 10   | 5    | 6    | 7    | 8    | 9    | 10   | 11   |
| 11   | 12   | 13   | 14   | 15   | 16   | 17   | 18   |
| 12   | 19   | 20   | 21   | 22   | 23   | 24   | 25   |
| 13   | 26   | 27   | 28   | 29   | 30   | 31   |      |

| April | April | April | April | April | April | April | April |
| Kw    | Mo    | Di    | Mi    | Do    | Fr    | Sa    | So    |
| ----- | ----- | ----- | ----- | ----- | ----- | ----- | ----- |
| 13    |       |       |       |       |       |       | 1     |
| 14    | 2     | 3     | 4     | 5     | 6     | 7     | 8     |
| 15    | 9     | 10    | 11    | 12    | 13    | 14    | 15    |
| 16    | 16    | 17    | 18    | 19    | 20    | 21    | 22    |
| 17    | 23    | 24    | 25    | 26    | 27    | 28    | 29    |
| 18    | 30    |       |       |       |       |       |       |

| Mai | Mai | Mai | Mai | Mai | Mai | Mai | Mai |
| Kw  | Mo  | Di  | Mi  | Do  | Fr  | Sa  | So  |
| --- | --- | --- | --- | --- | --- | --- | --- |
| 18  |     | 1   | 2   | 3   | 4   | 5   | 6   |
| 19  | 7   | 8   | 9   | 10  | 11  | 12  | 13  |
| 20  | 14  | 15  | 16  | 17  | 18  | 19  | 20  |
| 21  | 21  | 22  | 23  | 24  | 25  | 26  | 27  |
| 22  | 28  | 29  | 30  | 31  |     |     |     |

| Juni | Juni | Juni | Juni | Juni | Juni | Juni | Juni |
| Kw   | Mo   | Di   | Mi   | Do   | Fr   | Sa   | So   |
| ---- | ---- | ---- | ---- | ---- | ---- | ---- | ---- |
| 22   |      |      |      |      | 1    | 2    | 3    |
| 23   | 4    | 5    | 6    | 7    | 8    | 9    | 10   |
| 24   | 11   | 12   | 13   | 14   | 15   | 16   | 17   |
| 25   | 18   | 19   | 20   | 21   | 22   | 23   | 24   |
| 26   | 25   | 26   | 27   | 28   | 29   | 30   |      |

| Juli | Juli | Juli | Juli | Juli | Juli | Juli | Juli |
| Kw   | Mo   | Di   | Mi   | Do   | Fr   | Sa   | So   |
| ---- | ---- | ---- | ---- | ---- | ---- | ---- | ---- |
| 26   |      |      |      |      |      |      | 1    |
| 27   | 2    | 3    | 4    | 5    | 6    | 7    | 8    |
| 28   | 9    | 10   | 11   | 12   | 13   | 14   | 15   |
| 29   | 16   | 17   | 18   | 19   | 20   | 21   | 22   |
| 30   | 23   | 24   | 25   | 26   | 27   | 28   | 29   |
| 31   | 30   | 31   |      |      |      |      |      |

| August | August | August | August | August | August | August | August |
| Kw     | Mo     | Di     | Mi     | Do     | Fr     | Sa     | So     |
| ------ | ------ | ------ | ------ | ------ | ------ | ------ | ------ |
| 31     |        |        | 1      | 2      | 3      | 4      | 5      |
| 32     | 6      | 7      | 8      | 9      | 10     | 11     | 12     |
| 33     | 13     | 14     | 15     | 16     | 17     | 18     | 19     |
| 34     | 20     | 21     | 22     | 23     | 24     | 25     | 26     |
| 35     | 27     | 28     | 29     | 30     | 31     |        |        |

| September | September | September | September | September | September | September | September |
| Kw        | Mo        | Di        | Mi        | Do        | Fr        | Sa        | So        |
| --------- | --------- | --------- | --------- | --------- | --------- | --------- | --------- |
| 35        |           |           |           |           |           | 1         | 2         |
| 36        | 3         | 4         | 5         | 6         | 7         | 8         | 9         |
| 37        | 10        | 11        | 12        | 13        | 14        | 15        | 16        |
| 38        | 17        | 18        | 19        | 20        | 21        | 22        | 23        |
| 39        | 24        | 25        | 26        | 27        | 28        | 29        | 30        |

| Oktober | Oktober | Oktober | Oktober | Oktober | Oktober | Oktober | Oktober |
| Kw      | Mo      | Di      | Mi      | Do      | Fr      | Sa      | So      |
| ------- | ------- | ------- | ------- | ------- | ------- | ------- | ------- |
| 40      | 1       | 2       | 3       | 4       | 5       | 6       | 7       |
| 41      | 8       | 9       | 10      | 11      | 12      | 13      | 14      |
| 42      | 15      | 16      | 17      | 18      | 19      | 20      | 21      |
| 43      | 22      | 23      | 24      | 25      | 26      | 27      | 28      |
| 44      | 29      | 30      | 31      |         |         |         |         |

| November | November | November | November | November | November | November | November |
| Kw       | Mo       | Di       | Mi       | Do       | Fr       | Sa       | So       |
| -------- | -------- | -------- | -------- | -------- | -------- | -------- | -------- |
| 44       |          |          |          | 1        | 2        | 3        | 4        |
| 45       | 5        | 6        | 7        | 8        | 9        | 10       | 11       |
| 46       | 12       | 13       | 14       | 15       | 16       | 17       | 18       |
| 47       | 19       | 20       | 21       | 22       | 23       | 24       | 25       |
| 48       | 26       | 27       | 28       | 29       | 30       |          |          |

| Dezember | Dezember | Dezember | Dezember | Dezember | Dezember | Dezember | Dezember |
| Kw       | Mo       | Di       | Mi       | Do       | Fr       | Sa       | So       |
| -------- | -------- | -------- | -------- | -------- | -------- | -------- | -------- |
| 48       |          |          |          |          |          | 1        | 2        |
| 49       | 3        | 4        | 5        | 6        | 7        | 8        | 9        |
| 50       | 10       | 11       | 12       | 13       | 14       | 15       | 16       |
| 51       | 17       | 18       | 19       | 20       | 21       | 22       | 23       |
| 52       | 24       | 25       | 26       | 27       | 28       | 29       | 30       |
| 1        | 31       |          |          |          |          |          |          |

| Januar | Januar | Januar | Januar | Januar | Januar | Januar | Januar |
| Kw     | Mo     | Di     | Mi     | Do     | Fr     | Sa     | So     |
| ------ | ------ | ------ | ------ | ------ | ------ | ------ | ------ |
| 1      | 1      | 2      | 3      | 4      | 5      | 6      | 7      |
| 2      | 8      | 9      | 10     | 11     | 12     | 13     | 14     |
| 3      | 15     | 16     | 17     | 18     | 19     | 20     | 21     |
| 4      | 22     | 23     | 24     | 25     | 26     | 27     | 28     |
| 5      | 29     | 30     | 31     |        |        |        |        |

| Februar | Februar | Februar | Februar | Februar | Februar | Februar | Februar |
| Kw      | Mo      | Di      | Mi      | Do      | Fr      | Sa      | So      |
| ------- | ------- | ------- | ------- | ------- | ------- | ------- | ------- |
| 5       |         |         |         | 1       | 2       | 3       | 4       |
| 6       | 5       | 6       | 7       | 8       | 9       | 10      | 11      |
| 7       | 12      | 13      | 14      | 15      | 16      | 17      | 18      |
| 8       | 19      | 20      | 21      | 22      | 23      | 24      | 25      |
| 9       | 26      | 27      | 28      |         |         |         |         |

| März | März | März | März | März | März | März | März |
| Kw   | Mo   | Di   | Mi   | Do   | Fr   | Sa   | So   |
| ---- | ---- | ---- | ---- | ---- | ---- | ---- | ---- |
| 9    |      |      |      | 1    | 2    | 3    | 4    |
| 10   | 5    | 6    | 7    | 8    | 9    | 10   | 11   |
| 11   | 12   | 13   | 14   | 15   | 16   | 17   | 18   |
| 12   | 19   | 20   | 21   | 22   | 23   | 24   | 25   |
| 13   | 26   | 27   | 28   | 29   | 30   | 31   |      |

| April | April | April | April | April | April | April | April |
| Kw    | Mo    | Di    | Mi    | Do    | Fr    | Sa    | So    |
| ----- | ----- | ----- | ----- | ----- | ----- | ----- | ----- |
| 13    |       |       |       |       |       |       | 1     |
| 14    | 2     | 3     | 4     | 5     | 6     | 7     | 8     |
| 15    | 9     | 10    | 11    | 12    | 13    | 14    | 15    |
| 16    | 16    | 17    | 18    | 19    | 20    | 21    | 22    |
| 17    | 23    | 24    | 25    | 26    | 27    | 28    | 29    |
| 18    | 30    |       |       |       |       |       |       |

| Mai | Mai | Mai | Mai | Mai | Mai | Mai | Mai |
| Kw  | Mo  | Di  | Mi  | Do  | Fr  | Sa  | So  |
| --- | --- | --- | --- | --- | --- | --- | --- |
| 18  |     | 1   | 2   | 3   | 4   | 5   | 6   |
| 19  | 7   | 8   | 9   | 10  | 11  | 12  | 13  |
| 20  | 14  | 15  | 16  | 17  | 18  | 19  | 20  |
| 21  | 21  | 22  | 23  | 24  | 25  | 26  | 27  |
| 22  | 28  | 29  | 30  | 31  |     |     |     |

| Juni | Juni | Juni | Juni | Juni | Juni | Juni | Juni |
| Kw   | Mo   | Di   | Mi   | Do   | Fr   | Sa   | So   |
| ---- | ---- | ---- | ---- | ---- | ---- | ---- | ---- |
| 22   |      |      |      |      | 1    | 2    | 3    |
| 23   | 4    | 5    | 6    | 7    | 8    | 9    | 10   |
| 24   | 11   | 12   | 13   | 14   | 15   | 16   | 17   |
| 25   | 18   | 19   | 20   | 21   | 22   | 23   | 24   |
| 26   | 25   | 26   | 27   | 28   | 29   | 30   |      |

| Juli | Juli | Juli | Juli | Juli | Juli | Juli | Juli |
| Kw   | Mo   | Di   | Mi   | Do   | Fr   | Sa   | So   |
| ---- | ---- | ---- | ---- | ---- | ---- | ---- | ---- |
| 26   |      |      |      |      |      |      | 1    |
| 27   | 2    | 3    | 4    | 5    | 6    | 7    | 8    |
| 28   | 9    | 10   | 11   | 12   | 13   | 14   | 15   |
| 29   | 16   | 17   | 18   | 19   | 20   | 21   | 22   |
| 30   | 23   | 24   | 25   | 26   | 27   | 28   | 29   |
| 31   | 30   | 31   |      |      |      |      |      |

| August | August | August | August | August | August | August | August |
| Kw     | Mo     | Di     | Mi     | Do     | Fr     | Sa     | So     |
| ------ | ------ | ------ | ------ | ------ | ------ | ------ | ------ |
| 31     |        |        | 1      | 2      | 3      | 4      | 5      |
| 32     | 6      | 7      | 8      | 9      | 10     | 11     | 12     |
| 33     | 13     | 14     | 15     | 16     | 17     | 18     | 19     |
| 34     | 20     | 21     | 22     | 23     | 24     | 25     | 26     |
| 35     | 27     | 28     | 29     | 30     | 31     |        |        |

| September | September | September | September | September | September | September | September |
| Kw        | Mo        | Di        | Mi        | Do        | Fr        | Sa        | So        |
| --------- | --------- | --------- | --------- | --------- | --------- | --------- | --------- |
| 35        |           |           |           |           |           | 1         | 2         |
| 36        | 3         | 4         | 5         | 6         | 7         | 8         | 9         |
| 37        | 10        | 11        | 12        | 13        | 14        | 15        | 16        |
| 38        | 17        | 18        | 19        | 20        | 21        | 22        | 23        |
| 39        | 24        | 25        | 26        | 27        | 28        | 29        | 30        |

| Oktober | Oktober | Oktober | Oktober | Oktober | Oktober | Oktober | Oktober |
| Kw      | Mo      | Di      | Mi      | Do      | Fr      | Sa      | So      |
| ------- | ------- | ------- | ------- | ------- | ------- | ------- | ------- |
| 40      | 1       | 2       | 3       | 4       | 5       | 6       | 7       |
| 41      | 8       | 9       | 10      | 11      | 12      | 13      | 14      |
| 42      | 15      | 16      | 17      | 18      | 19      | 20      | 21      |
| 43      | 22      | 23      | 24      | 25      | 26      | 27      | 28      |
| 44      | 29      | 30      | 31      |         |         |         |         |

| November | November | November | November | November | November | November | November |
| Kw       | Mo       | Di       | Mi       | Do       | Fr       | Sa       | So       |
| -------- | -------- | -------- | -------- | -------- | -------- | -------- | -------- |
| 44       |          |          |          | 1        | 2        | 3        | 4        |
| 45       | 5        | 6        | 7        | 8        | 9        | 10       | 11       |
| 46       | 12       | 13       | 14       | 15       | 16       | 17       | 18       |
| 47       | 19       | 20       | 21       | 22       | 23       | 24       | 25       |
| 48       | 26       | 27       | 28       | 29       | 30       |          |          |

| Dezember | Dezember | Dezember | Dezember | Dezember | Dezember | Dezember | Dezember |
| Kw       | Mo       | Di       | Mi       | Do       | Fr       | Sa       | So       |
| -------- | -------- | -------- | -------- | -------- | -------- | -------- | -------- |
| 48       |          |          |          |          |          | 1        | 2        |
| 49       | 3        | 4        | 5        | 6        | 7        | 8        | 9        |
| 50       | 10       | 11       | 12       | 13       | 14       | 15       | 16       |
| 51       | 17       | 18       | 19       | 20       | 21       | 22       | 23       |
| 52       | 24       | 25       | 26       | 27       | 28       | 29       | 30       |
| 1        | 31       |          |          |          |          |          |          |

Das Jahr 1917 ist von den internationalen Ereignissen bestimmt, die sich vor dem prägenden Hintergrund des Ersten Weltkrieges ereignen. Der durch die uneingeschränkte U-Boot-Kriegsführung des Deutschen Kaiserreiches und die Anfang des Jahres abgefangene Zimmermann-Depesche an Mexiko ausgelöste Kriegseintritt der Vereinigten Staaten auf Seiten der Entente begründet den langsamen Aufstieg von einer industriellen Großmacht zu einer politischen Weltmacht. Die verstärkte Panzerkriegsführung der Entente sowie ihr Überhang an Material und Truppen lässt die strategische Initiative auf sie übergehen.
Im Russischen Kaiserreich führen die sozialen und politischen Spannungen zum Sturz der herrschenden Zarenfamilie Romanow in der Februarrevolution, deren Repräsentanten ihrerseits von der Oktoberrevolution und dem anschließenden Bürgerkrieg gestürzt werden. Die Errichtung eines Rätesystems, der UdSSR, legt den Keim für den Ost-West-Konflikt und lässt Russland in den nächsten Jahrzehnten zu einer Weltmacht kommunistischen Entwurfs wachsen.
Die politischen und sozioökonomischen Umwälzungen, die das Kriegsgeschehen den beteiligten Ländern abverlangt, markieren das Ende des sogenannten „langen 19. Jahrhunderts“, den Bruch monarchischer Tradition hin zur Politisierung der Massen. Aufgrund dieser vielschichtigen Erscheinungen, die dem Jahr 1917 insgesamt Zäsurcharakter verleihen, wird es auch als Epochenjahr bezeichnet.

## Ereignisse

### Politik und Weltgeschehen
- Siehe auch: Monatsübersichten für November und Dezember

#### Erster Weltkrieg

##### Politische und diplomatische Entwicklungen

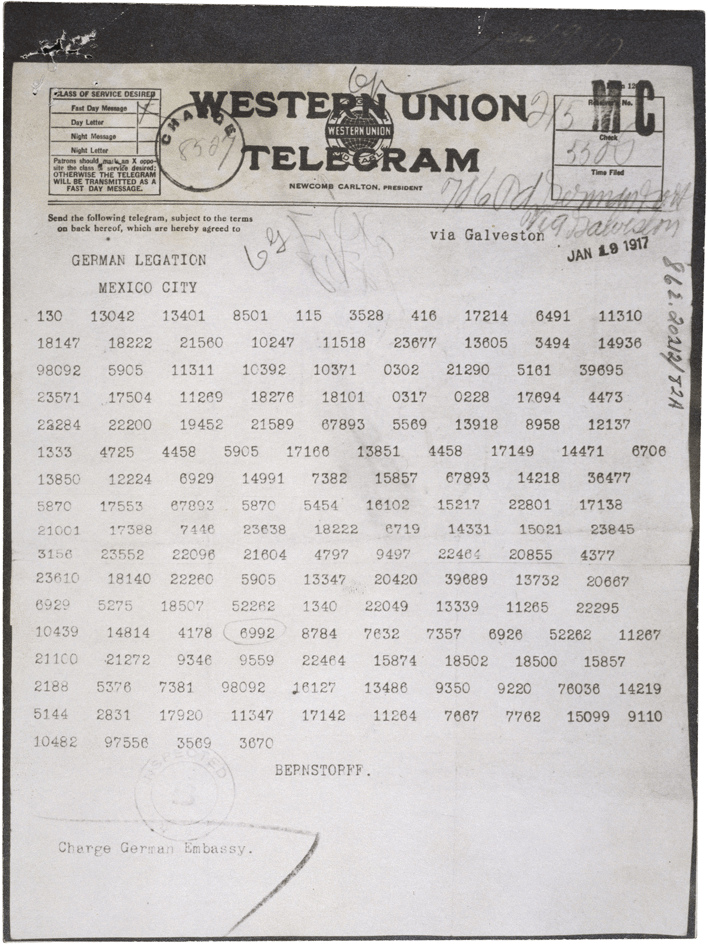
Zimmermann-Depesche

- 16. Januar: Arthur Zimmermann, der deutsche Staatssekretär des Auswärtigen Amts, übermittelt ein verschlüsseltes Telegramm an den deutschen Botschafter in Washington, Johann Heinrich von Bernstorff. Dieser leitet die Zimmermann-Depesche am 19. Januar an den deutschen Botschafter in Mexiko, Heinrich von Eckardt, weiter. Darin wird Mexiko vom Deutschen Reich ein Bündnis für den Fall des Kriegseintritts der Vereinigten Staaten vorgeschlagen. Deutschland stellt Mexiko Unterstützung für die Wiedergewinnung des 1848 im Vertrag von Guadalupe Hidalgo an die Vereinigten Staaten verlorenen Gebiets in Aussicht. Das Telegramm wird vom britischen Marinegeheimdienst Room 40 unter der Leitung von William Reginald Hall abgefangen und in den nächsten Wochen entziffert.
- 22. Januar: US-Präsident Woodrow Wilson proklamiert in einer Rede vor dem Kongress der Vereinigten Staaten den „Frieden ohne Sieg“.
- 30. Januar: Die Oberste Heeresleitung gründet das Bild- und Filmamt („BUFA“); dieses betreibt psychologische Kriegsführung und Propaganda im Ersten Weltkrieg.

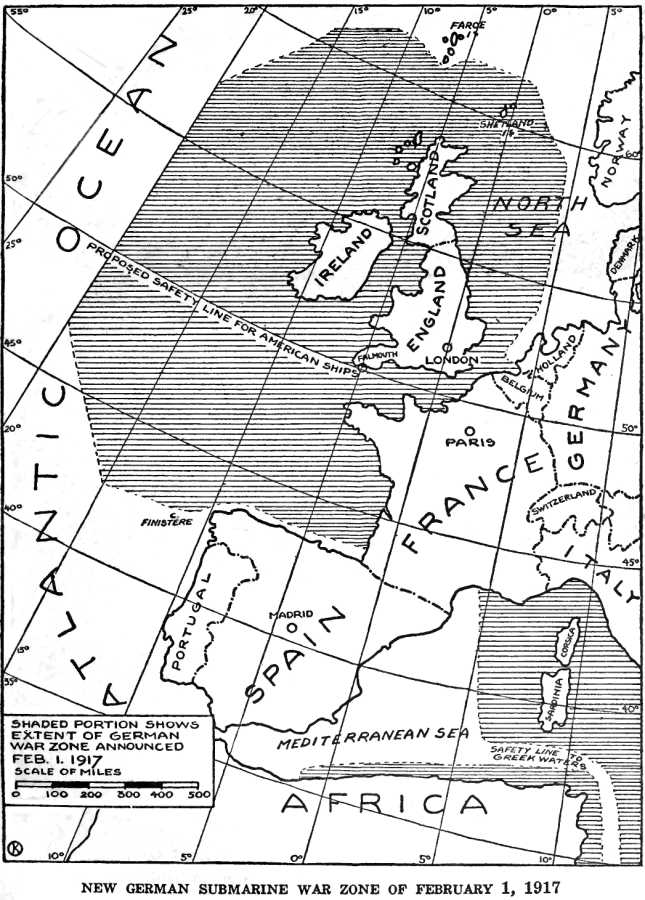
Die vom Deutschen Reich am 1. Februar 1917 erklärte Kriegszone

- 1. Februar: Auf Drängen der Obersten Heeresleitung nimmt das Deutsche Reich mit kaiserlicher Zustimmung den uneingeschränkten U-Boot-Krieg wieder auf. Die Vereinigten Staaten brechen daraufhin am 3. Februar die diplomatischen Beziehungen zum Deutschen Kaiserreich ab. Botschafter Johann Heinrich von Bernstorff wird ausgewiesen.
- 1. März: US-Außenminister Robert Lansing gibt der Presse Details der im Januar abgefangenen Zimmermann-Depesche bekannt.

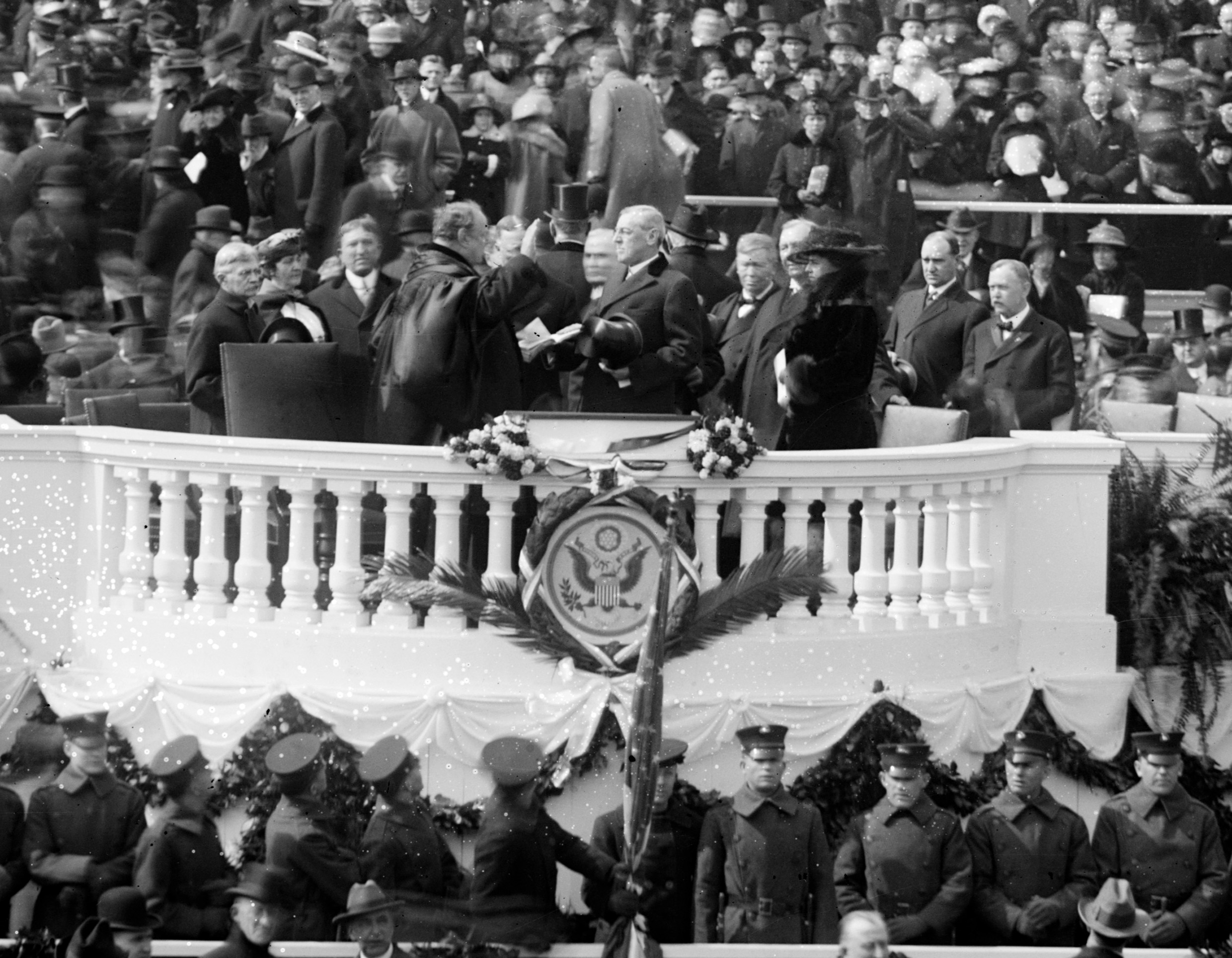
Wilsons zweite Inauguration 1917

- 4. März: US-Präsident Woodrow Wilson tritt seine zweite Amtszeit an.
- 6. April: Die Vereinigten Staaten erklären Deutschland den Krieg.
- 7. April: In seiner Osterbotschaft stellt der deutsche Kaiser Wilhelm II. nach dem Ende des Krieges Verfassungsänderungen in Aussicht, bei der auch das preußische Dreiklassenwahlrecht durch ein geheimes und direktes Wahlrecht ersetzt werden soll.
- 13. April: In den Vereinigten Staaten wird durch Executive Order als Propagandainstrument das Committee on Public Information gegründet.
- 23. April: In Lettland wird die Demokratische Partei russischer Bürger deutscher Nationalität gegründet.

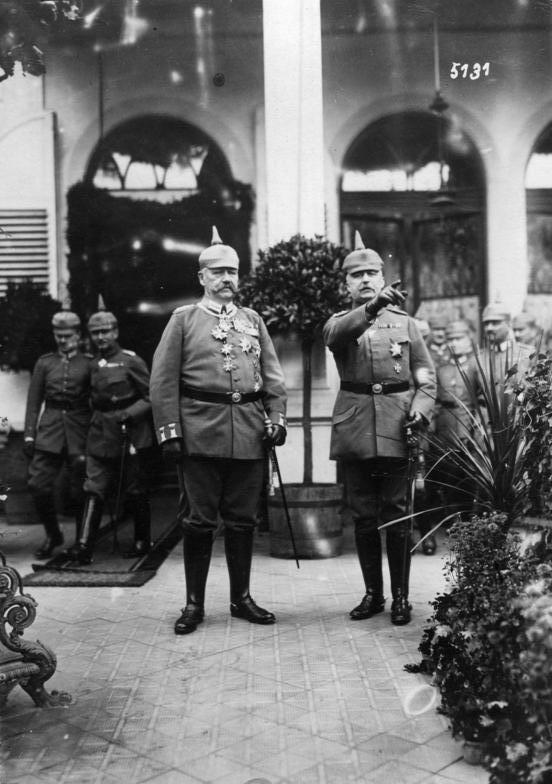
Paul von Hindenburg und Erich Ludendorff in Bad Kreuznach 1917

- 23. April: Die Kreuznacher Kriegszielkonferenz zwischen der deutschen Reichsleitung unter Kanzler Theobald von Bethmann Hollweg und der Obersten Heeresleitung unter Paul von Hindenburg und Erich Ludendorff findet im Großen Hauptquartier der dritten Obersten Heeresleitung in Kreuznach statt. Das daraus resultierende Kreuznacher Programm enthält weitreichende Forderungen an Annexionen im Westen wie im Osten. Am 17. und 18. Mai folgt eine zweite Konferenz, auf der die Kriegsziele mit Österreich-Ungarn vereinbart werden.
- April: In Japan wird das Kriegsgefangenenlager Bandō errichtet.
- 7. Mai: John J. Pershing wird zum Oberbefehlshaber der neu gegründeten American Expeditionary Forces ernannt.
- 18. Mai: Woodrow Wilson unterzeichnet den Selective Service Act, mit dem die Wehrpflicht in den Vereinigten Staaten eingeführt wird.
- 21. Mai: Die britische Imperial War Graves Commission für die Pflege von Kriegsgräbern wird gegründet.
- 30. Mai: Der österreichische Reichsrat tritt – von Kaiser Karl I. einberufen – zum ersten Mal seit 1914 wieder zusammen.

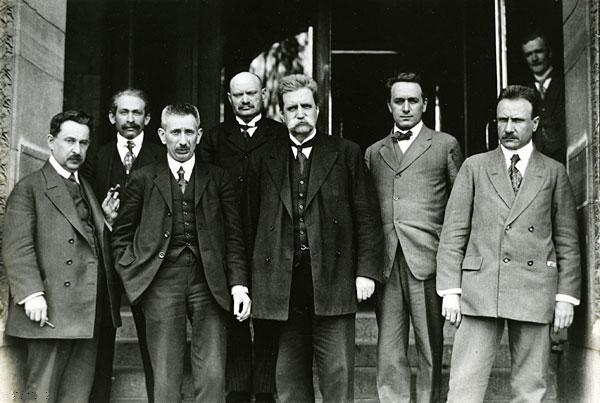
Karl Hjalmar Branting (Mitte) und ungarische Delegierte der Stockholmer Friedenskonferenz

- 2. bis 19. Juni: Stockholmer Friedenskonferenz von 1917
- 11. Juni: König Konstantin I. von Griechenland dankt auf Druck Frankreichs ab und geht mit dem Kronprinzen Georg ins Exil in die Schweiz. Neuer König wird sein zweiter Sohn Alexandros. Die Gegenregierung unter Eleftherios Venizelos tritt am 29. Juni auf Seiten der Entente in den Krieg ein.
- 15. Juni: In den Vereinigten Staaten wird der Espionage Act beschlossen, der die Offenlegung von militärischen Informationen unter Strafe stellt.
- 23. Juni: Heinrich Clam-Martinic tritt als österreichischer Ministerpräsident zurück. Zu seinem Nachfolger wird Ernst Seidler von Feuchtenegg ernannt. Zur Lösung der Nationalitätenprobleme Cisleithaniens strebt Seidler trotz Bedenken gegen den Trialismus eine Verfassungsreform an, bei der unter Beibehaltung der Kronländer möglichst national einheitliche Kreise mit eigener Autonomie geschaffen werden sollen. Damit entsteht ein zunehmender Gegensatz zum autoritär agierenden Außenminister Graf Ottokar Czernin.
- 6. Juli: Die Mehrheitsfraktionen im Reichstag des Deutschen Kaiserreiches, Sozialdemokratische Partei Deutschlands (SPD), Fortschrittliche Volkspartei (FVP) und der Deutschen Zentrumspartei, bilden als inoffizielles Gremium den Interfraktionellen Ausschuss. Unmittelbarer Gründungsanlass ist die Reichstagsdebatte über die Abfassung einer Friedensresolution, die der Abgeordnete Matthias Erzberger mit seiner Rede während der Sitzung des Hauptausschusses des Reichstages am Vormittag angestoßen hat.
- 6. Juli: Die Mehrheit des kanadischen Unterhauses nimmt den Military Service Act an. Fast alle englischsprachigen Abgeordneten stimmen für das Gesetz, sämtliche frankokanadischen Abgeordneten dagegen. Ab 1. Januar 1918 versucht die Regierung, die Wehrpflicht durchzusetzen.
- 9. Juli: Bei der Eidkrise verweigern mehrere Einheiten der Polnischen Legionen den Treueeid gegenüber dem Deutschen Reich und Österreich-Ungarn. Tausende Legionäre werden daraufhin degradiert oder interniert. Die rund 1100 Legionäre, die den Eid geleistet haben, werden in die im April neuaufgestellte Polnische Wehrmacht integriert.
- 13. Juli: Kaiser Wilhelm II. entlässt auf Druck der Obersten Heeresleitung Reichskanzler Theobald von Bethmann Hollweg, der sich für ein allgemeines und gleiches Wahlrecht ausgesprochen und den uneingeschränkten U-Boot-Krieg kritisiert hat; dessen Nachfolger wird Georg Michaelis. Die eigentliche Macht liegt mittlerweile jedoch bei Generalquartiermeister Erich Ludendorff.

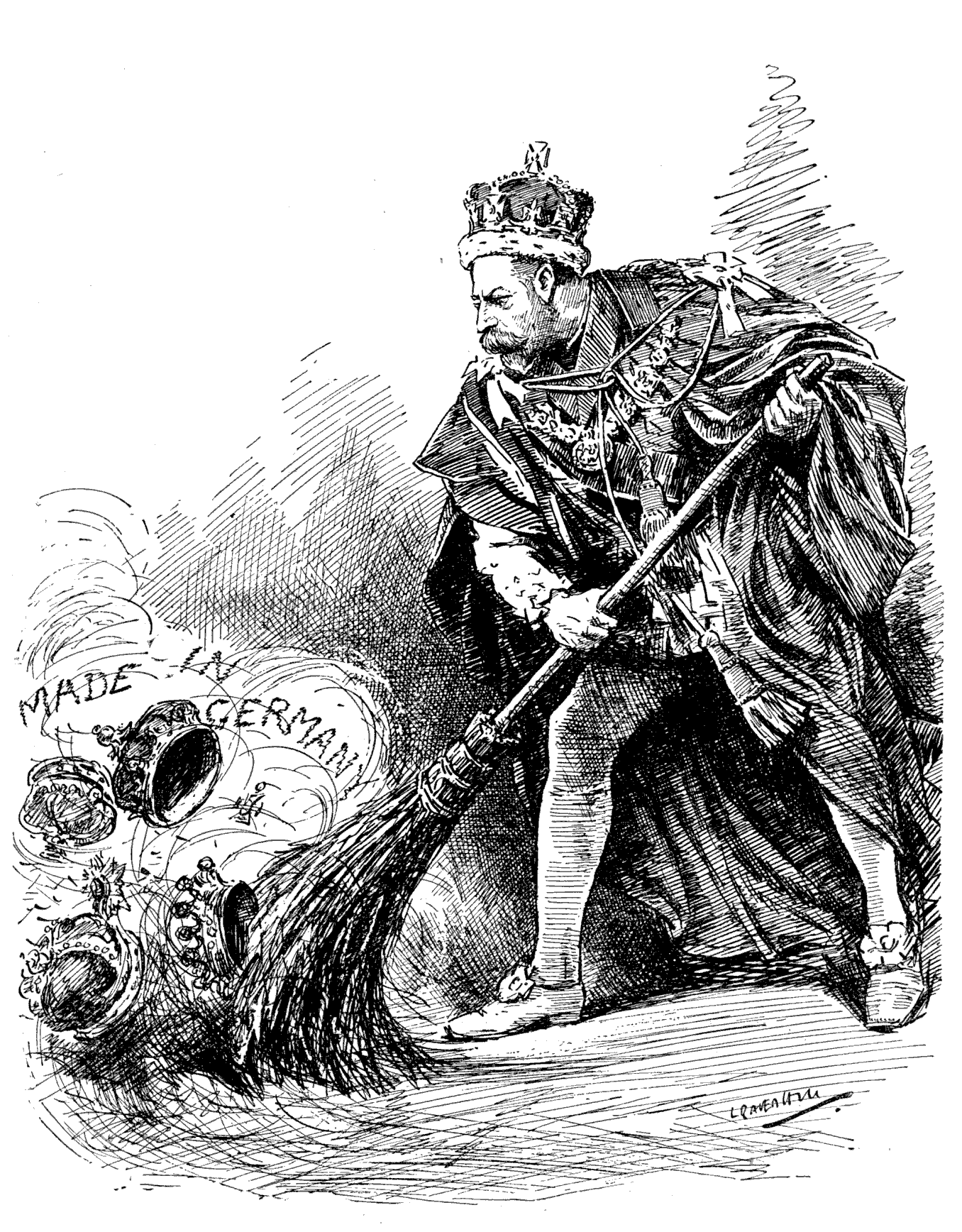
A Good Riddance
Cartoon des Punch zur Namensänderung des britischen Königshauses

- 17. Juli: Aufgrund der anti-deutschen Stimmung während des Ersten Weltkrieges legt der britische König George V. seinen Familiennamen Sachsen-Coburg und Gotha ab und nennt sich fortan Windsor.
- 19. Juli: Der deutsche Reichstag verabschiedet die Friedensresolution, die einen Verständigungsfrieden zur Beendigung des Ersten Weltkrieges fordert.

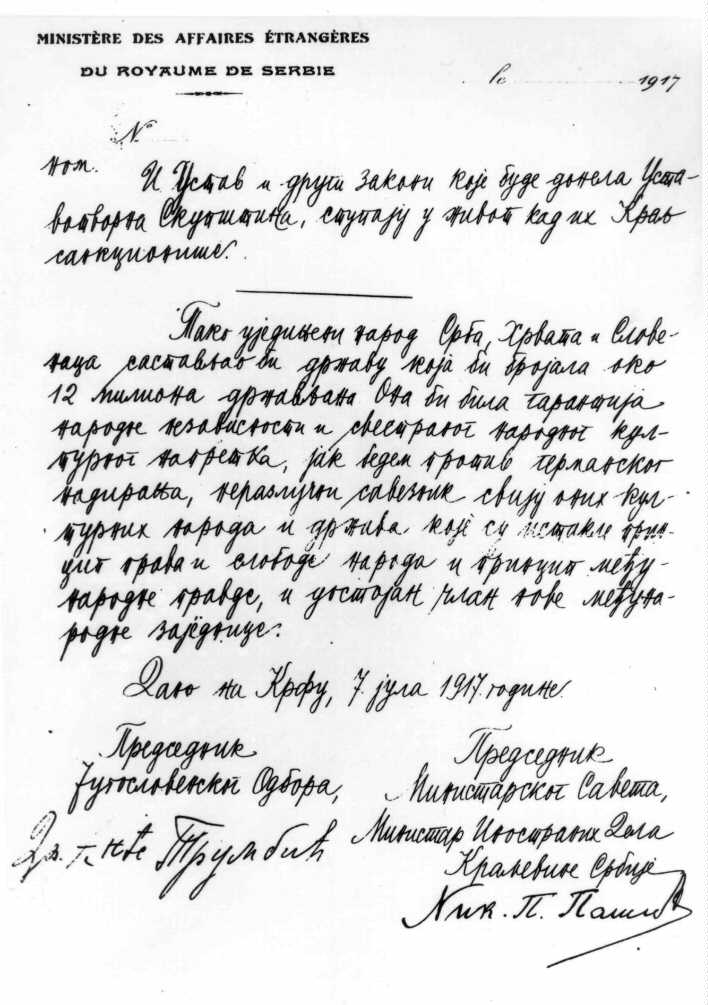
Seite 2 der Deklaration mit den Unterschriften

- 20. Juli: Mit der Deklaration von Korfu wird der Weg für die Gründung des Königreichs der Serben, Kroaten und Slowenen unter der Herrschaft der Karađorđević-Dynastie geebnet. Sie wird vom serbischen Außenminister Nikola Pašić und Ante Trumbić, dem Vorsitzenden des Jugoslawischen Komitees, einer im Exil gegründeten Vereinigung von südslawischen Politikern aus der Habsburger-Monarchie auf Korfu unterzeichnet. Die Entente-Mächte Großbritannien und Frankreich unterstützen die Erklärung.
- 1. August: Das Apostolische Schreiben Dès le début stellt den Höhepunkt der Friedensbemühungen von Papst Benedikt XV. dar. Es stößt bei den Kriegsparteien auf geringe Resonanz.
- 1. November: Der deutsche Reichskanzler Georg Michaelis tritt nach drei Monaten im Amt zurück, Nachfolger wird Georg von Hertling.

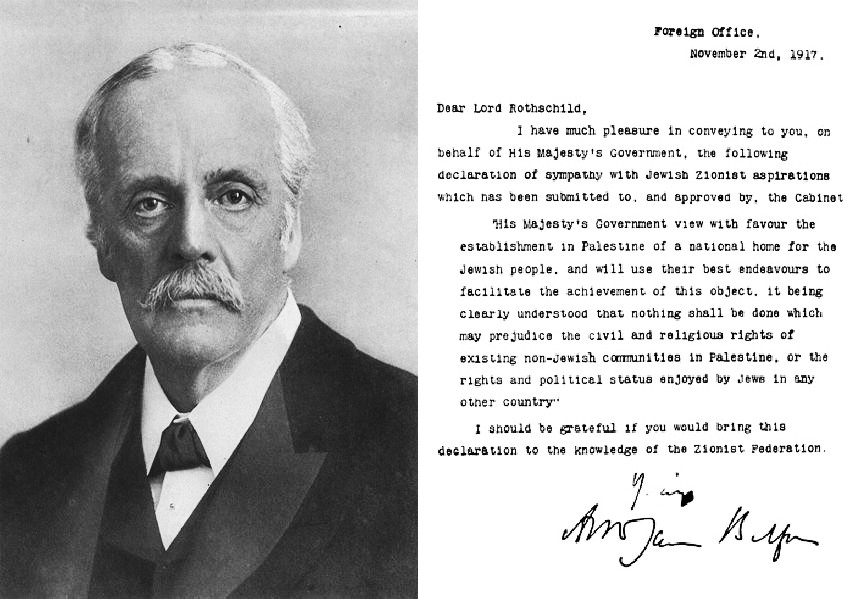
Bild von Balfour und seiner Deklaration

- 2. November: In der Balfour-Deklaration sagt der britische Außenminister Arthur Earl of Balfour dem Vertreter der zionistischen Bewegung Lord Rothschild Land in Palästina zur Gründung einer zionistischen „nationalen Heimstätte“ zu. Die seit Ende des Vorjahres im Amt befindliche britische Regierung unter David Lloyd George verspricht sich von der Zusage Vorteile in der Mobilisierung zusätzlicher Ressourcen während des Krieges und langfristige strategische Vorteile.
- 7. November: Frankreich, Großbritannien und Italien bilden auf der Konferenz von Rapallo den Alliierten Obersten Kriegsrat.
- 28. November: Leo Trotzki macht den Kriegsparteien einen Vorschlag für einen Waffenstillstand. Während die Entente ablehnt, stimmen die Mittelmächte zu.
- 7. Dezember: Die Vereinigten Staaten erklären Österreich-Ungarn den Krieg.

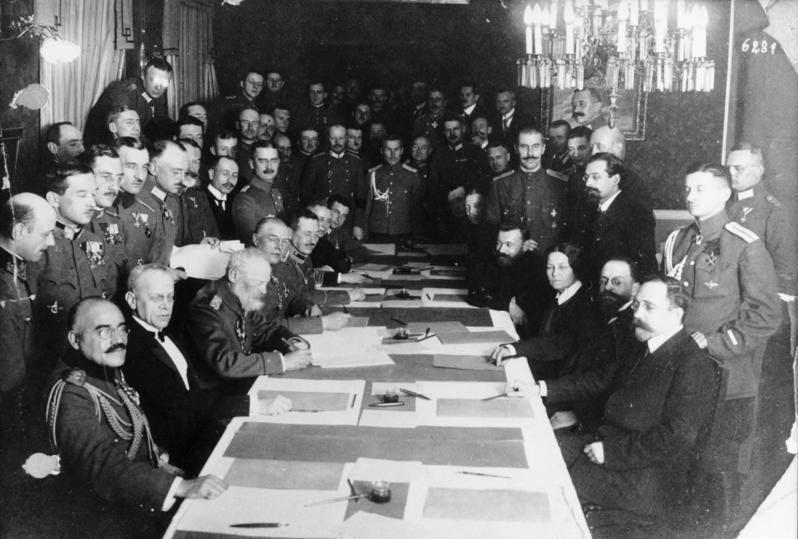
Unterzeichnung des Waffenstillstands

- 9. Dezember: In Brest-Litowsk treffen sich die Delegationen Russlands und der Mittelmächte erstmals zu Waffenstillstandsverhandlungen. Trotz gegenseitiger persönlicher Abneigung der Verhandlungsführer wird am 15. Dezember ein Waffenstillstandsabkommen unterzeichnet.

Karte der Wahl 1917

- 17. Dezember: Mit der Unionistischen Partei, einer kurzlebigen Koalition von Konservativen und einigen Liberalen, welche die Wehrpflicht unterstützen, erringt Premierminister Robert Borden bei der kanadischen Unterhauswahl die größte Mehrheit, die eine Partei bei einer Wahl auf Bundesebene jemals erreichte. Kandidaten der oppositionellen Liberalen Partei, die zu ihrem Parteivorsitzenden Wilfrid Laurier halten, werden überwiegend in der französischsprachigen Provinz Québec gewählt, wo die Wehrpflicht auf einhellige Ablehnung stößt.

##### „Heimatfront“
- 7. Januar: An der von der Sozialdemokratischen Arbeitsgemeinschaft einberufenen Reichskonferenz der sozialdemokratischen Opposition in Berlin nehmen 138 Delegierte und 19 Reichstagsabgeordnete teil.
- 6. bis 8. April: Ehemalige Mitglieder der Sozialdemokratischen Partei Deutschlands gründen in Gotha auf der zweiten Reichskonferenz der sozialdemokratischen Opposition die Unabhängige Sozialdemokratische Partei Deutschlands (USPD). Zu Vorsitzenden werden Hugo Haase und Georg Ledebour gewählt, Wilhelm Dittmann wird geschäftsführender Sekretär. Auch der Spartakusbund um Rosa Luxemburg und Karl Liebknecht schließt sich der äußerst heterogenen Fraktion an, die hauptsächlich durch ihre Opposition zum Krieg geeint wird. Große Teile der SPD treten in den nächsten Monaten zur USPD über. Die Sozialdemokratische Partei nennt sich in der Folge Mehrheitssozialdemokratische Partei Deutschlands.
- April: Im Deutschen Reich kommt es zu Massenstreiks, die sich gegen die unzureichende Versorgungslage in Folge des Steckrübenwinters richten.

##### Westfront

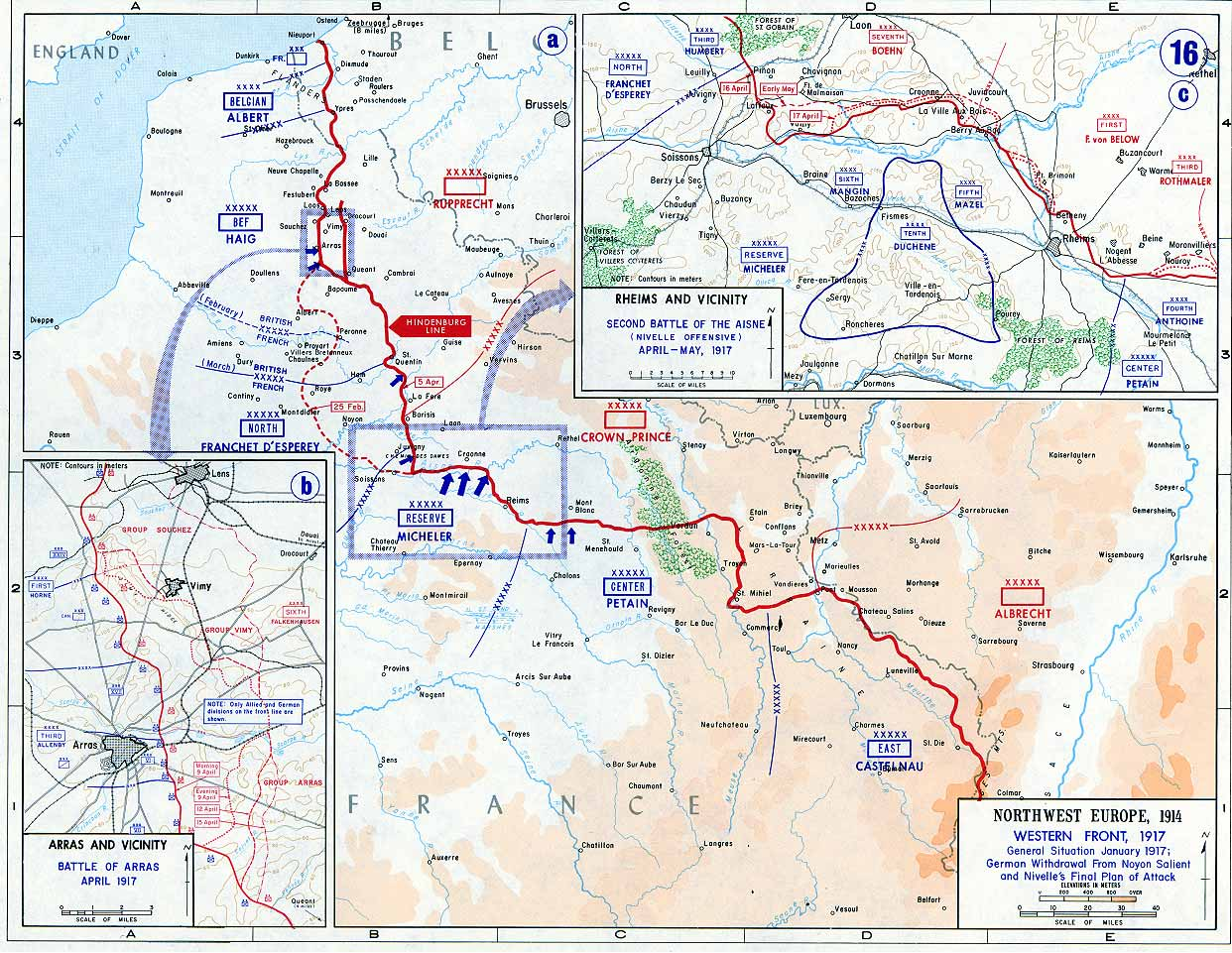
Die Westfront 1917

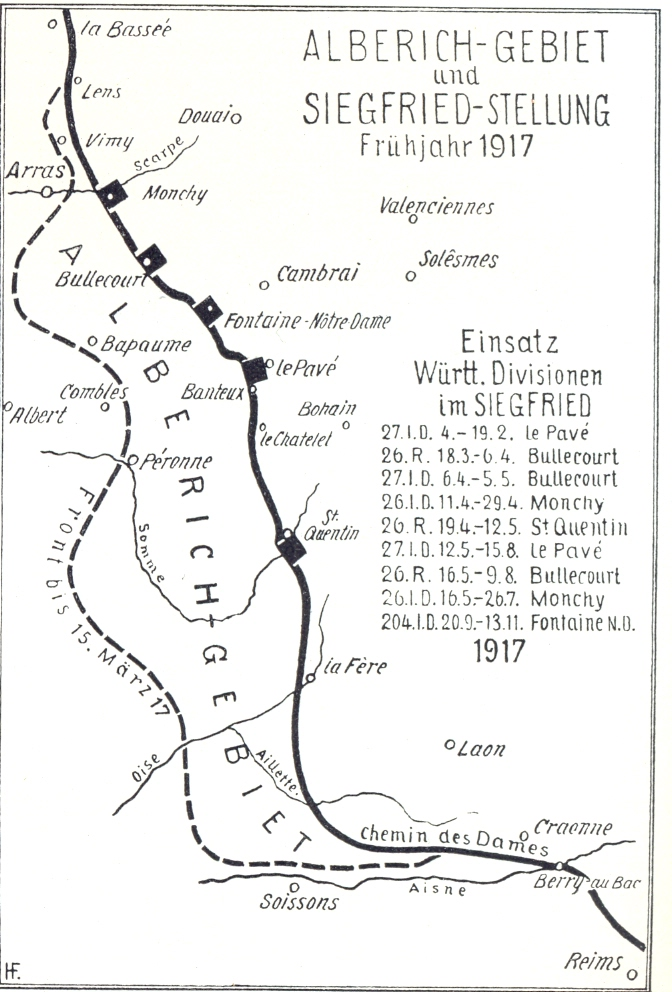
Veränderung des Frontverlaufs durch das Unternehmen Alberich

- 9. Februar bis 15. März: Unter dem Decknamen Unternehmen Alberich bereiten die deutschen Streitkräfte an der Westfront ihren Rückzug auf die Siegfriedstellung vor. Damit soll der Frontverlauf verkürzt und die alliierten Angriffsplanungen vereitelt werden. Der Rückzug wird von 16. bis 20. März unter Führung der Heeresgruppe „Kronprinz Rupprecht“ durchgeführt. Das zu räumende Gebiet beiderseits der Somme wird vor dem Abzug planmäßig verwüstet, um dem Gegner dessen militärische Nutzung weitgehend unmöglich zu machen. Rund 200 Ortschaften und die Infrastruktur werden völlig zerstört; mehr als 100.000 Zivilisten werden deportiert. Das Unternehmen verläuft aus deutscher Sicht erfolgreich und überrascht die Militärführung der Entente. Es festigt aber auch den Ruf der Deutschen als „Barbaren“.

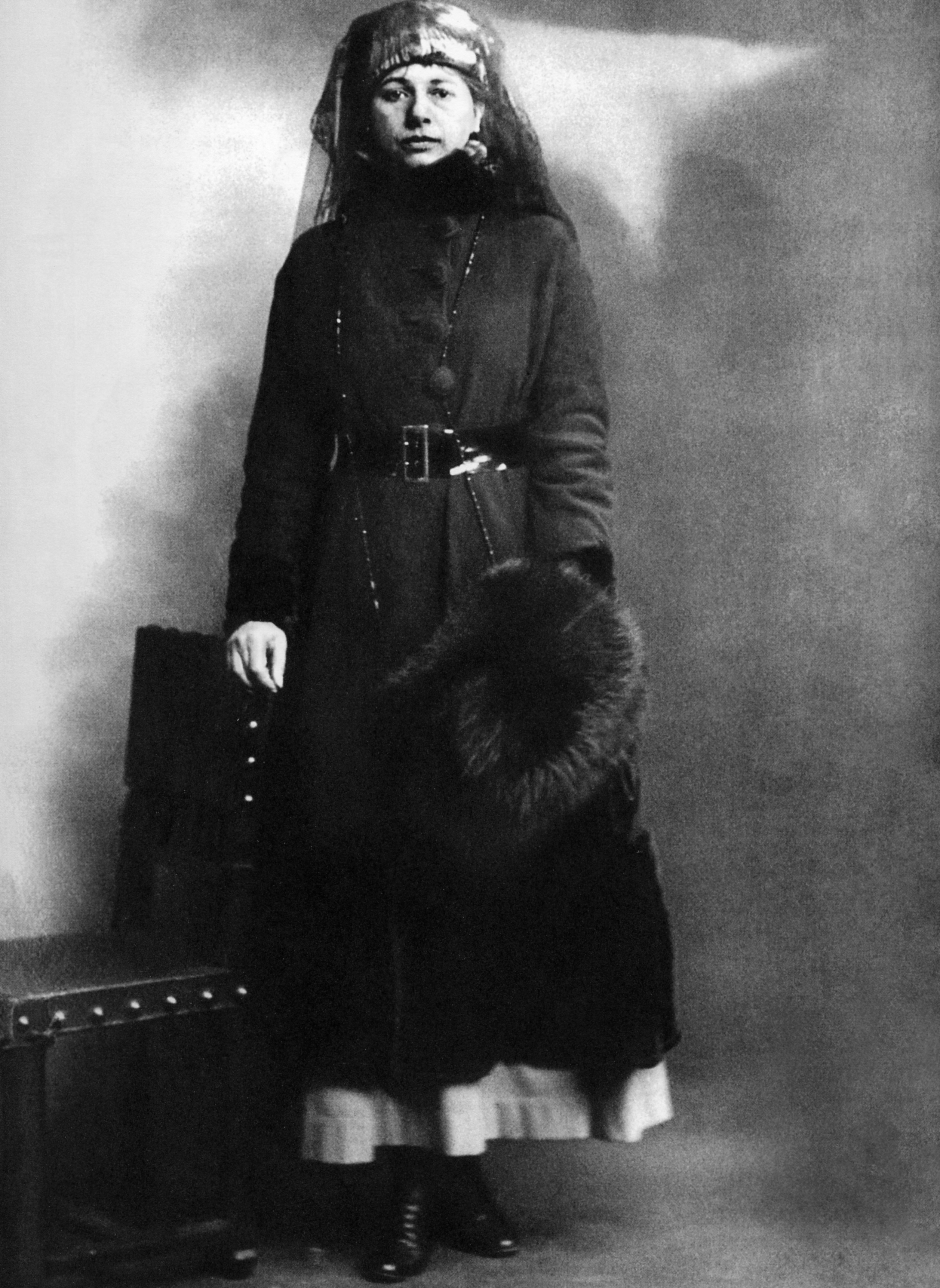
Mata Hari am Tag ihrer Verhaftung

- 13. Februar: Mata Hari wird wegen Spionage in Paris verhaftet und nach ihrer Vorführung vor den Untersuchungsrichter des Kriegsgerichts in das Frauengefängnis Saint-Lazare verbracht. Am 24. Juli beginnt ihr Prozess, der unter Ausschluss der Öffentlichkeit nur eineinhalb Tage dauert.
- 27. März: Deutsche Soldaten sprengen in der Picardie trotz zahlreicher Proteste von Historikern beider Seiten den Donjon der Burg Coucy, einer der bedeutendsten mittelalterlichen Feudalburgen in Europa.
- 9. April: Die Schlacht bei Arras beginnt. Bis zum 16. Mai gelingt es britischen und kanadischen Truppen, den deutschen Truppen einen strategischen Höhenzug bei Vimy abzunehmen, ohne jedoch einen entscheidenden Durchbruch zu erzielen. Die britischen Verluste während der Schlacht belaufen sich auf 150.000 Mann, die deutschen liegen etwas niedriger.
- 16. April: Frankreichs Armee startet unter General Robert Nivelle eine Großoffensive gegen den als uneinnehmbar geltenden Höhenzug des Chemin des Dames. Die zweite Schlacht an der Aisne muss wegen der schweren Verluste Ende Mai abgebrochen werden.
- Ende April: Es kommt zu ersten umfangreichen Meutereien in der französischen Armee. Bis zum 10. Juni verweigern rund 25.000 bis 50.000 Männer die Ausführung von Befehlen.
- 21. Mai: Die Schlacht bei Messines beginnt. Sie ist besonders bekannt durch die gleichzeitige Sprengung einer Gruppe von Minen am 7. Juni, welche die alliierten Truppen zuvor unter die deutschen Stellungen gegraben haben, und endet am 21. Juni mit einem britischen Sieg und dem Rückzug der Deutschen.
- 27. Mai: Unter rund 30.000 französischen Soldaten bei Missy-aux-Bois in Nordostfrankreich kommt es zur Meuterei.
- 4. Juni: Frankreich stellt die Blaue Armee aus polnischen Emigranten auf.
- 13. Juni: John J. Pershing, Oberbefehlshaber der American Expeditionary Forces, trifft mit seinem Stab in Paris ein. Knapp zwei Wochen später, am 26. Juni, landen die ersten Kampftruppen der 1st Infantry Division in Saint-Nazaire. Pershing will seine Soldaten gut ausbilden, bevor sie in den Kampf geschickt werden, weshalb amerikanische Truppen erst Ende Oktober erstmals Schützengräben an der Westfront beziehen. Außerdem hält er den Plan der Entente, seine Truppen unter fremdem Befehl an der Front einzusetzen, für unannehmbar. Dies verursacht anfangs große Spannungen zwischen den Militärs der USA und ihren europäischen Alliierten.
- 12. Juli: Im Verlauf des Gaskrieges während des Ersten Weltkrieges wird von deutschen Truppen bei Ypern erstmals Senfgas eingesetzt.

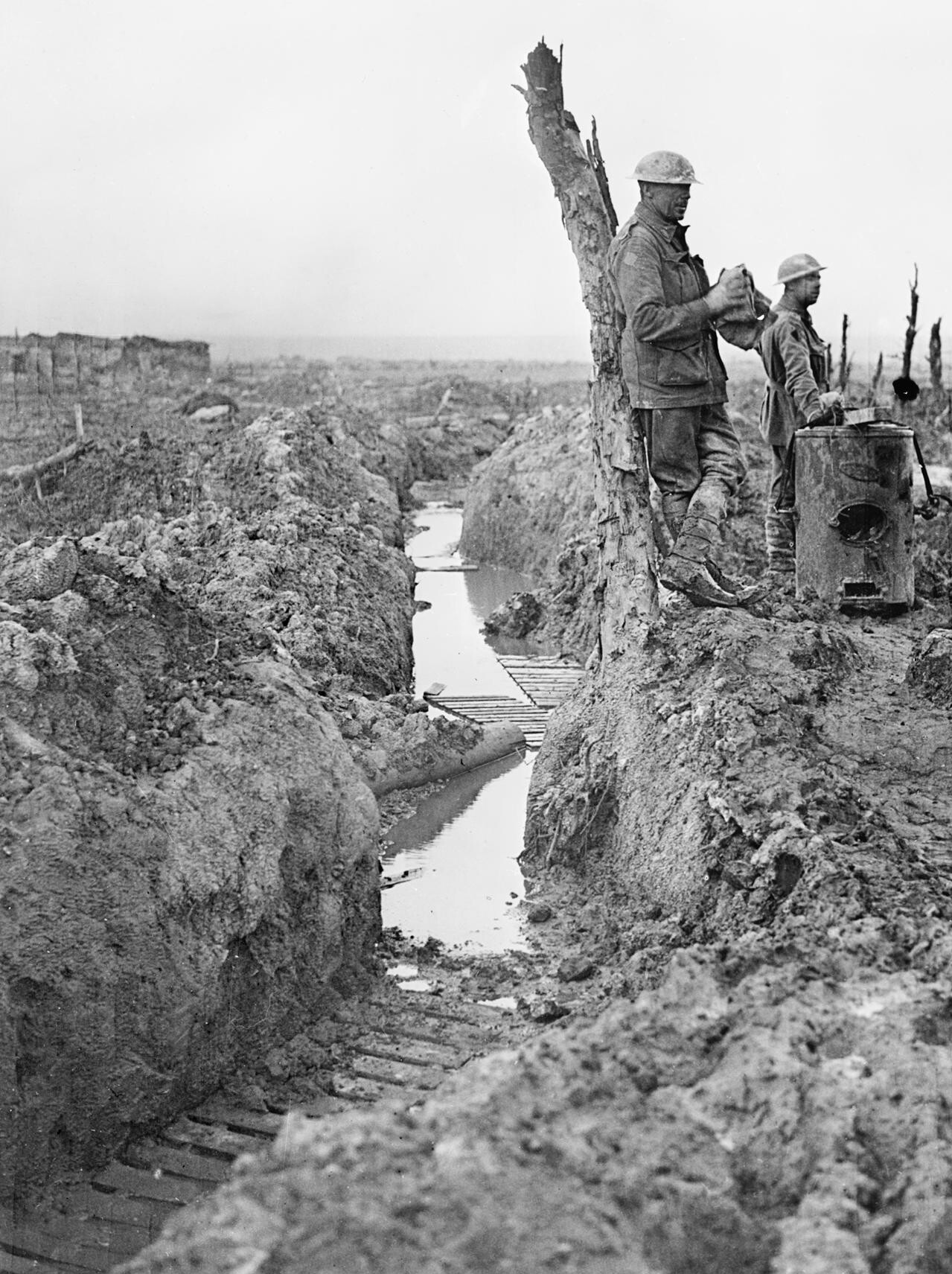
Wassergefüllter Schützengraben

- 31. Juli: Nach tagelangem Artilleriebeschuss beginnt mit einer Großoffensive der britischen 5. Armee die Dritte Flandernschlacht. Die durch die Bombardierung gewarnte deutsche 4. Armee unter Oberbefehlshaber General Friedrich Sixt von Armin hat zur Abwehr entsprechende Reserven herangezogen. Beginnender starker Regen verwandelt das Schlachtfeld in ein Schlammfeld, sodass der Einsatz von Panzern unmöglich wird, und die Schützengräben überflutet werden. Am 16. August wird die Offensive fortgesetzt, muss jedoch Ende August wegen neuerlichen schlechten Wetters abgebrochen werden.
- 12. Oktober: Im Rahmen der Dritten Flandernschlacht beginnt die erste Schlacht bei Passchendaele.
- 15. Oktober: Ein Exekutionskommando erschießt die der Doppelspionage und des Hochverrats von einem Militärgericht für schuldig befundene Tänzerin Mata Hari in den Festungsanlagen des Schlosses Vincennes.
- 23. bis 25. Oktober: In der Schlacht bei Malmaison können französische Truppen den Höhenzug Chemin des Dames in Nordfrankreich wieder unter ihre Kontrolle bringen.
- 26. Oktober: Die zweite Schlacht bei Passchendaele beginnt.

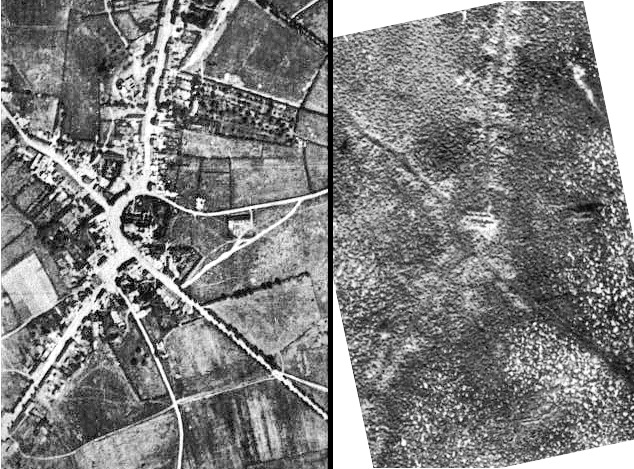
Passchendaele vor und nach der dritten Flandernschlacht

- 6. November: Mit der Eroberung des völlig zerstörten Ortes Passchendaele durch kanadische Divisionen endet die Dritte Flandernschlacht.
- 20. November: Die britische Armee startet bei Cambrai eine Offensive gegen die Deutschen, bei der sie mehrere hundert Tanks einsetzt. Die bis 6. Dezember dauernde Schlacht von Cambrai fordert mehrere zehntausend Tote und Verletzte und endet ohne Entscheidung für eine der beiden Seiten.

##### Gebirgskrieg zwischen Italien und Österreich-Ungarn
- 12. Mai bis 10. Juni: Die zehnte Isonzoschlacht bringt bei schweren Verlusten auf beiden Seiten nur geringe Geländegewinne für die italienischen Angreifer.
- 17. August bis 12. September: In der elften Isonzoschlacht kann die italienische Armee zwar Erfolge verbuchen, scheitert aber am gesetzten Ziel, Triest zu erobern. Beide Seiten erleiden nicht nur schwere Verluste in den Kämpfen, sondern werden auch zunehmend durch grassierende Krankheiten wie Ruhr und Typhus geschwächt.

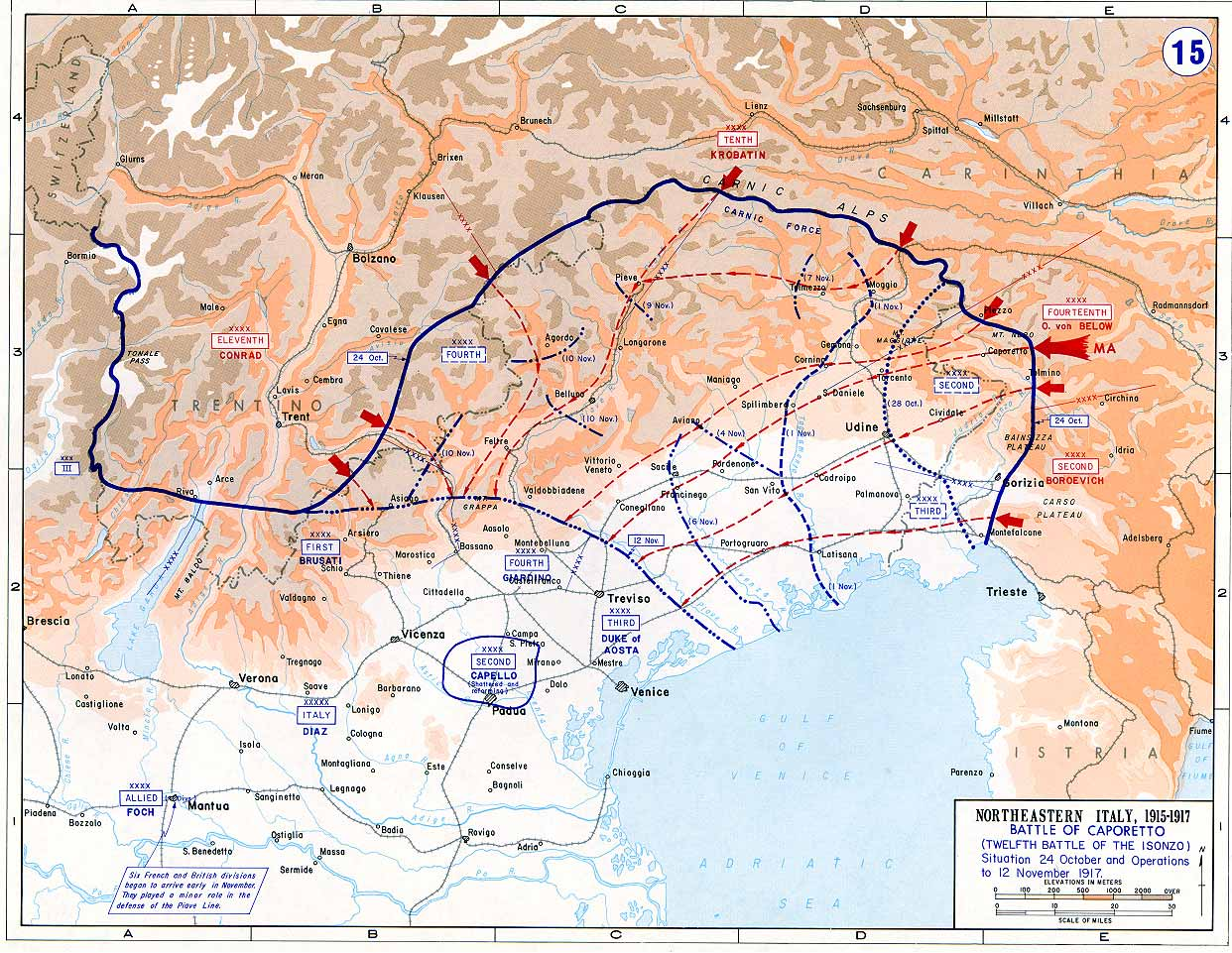
Ausgangslage der 12. Isonzoschlacht und Lageentwicklung bis zum 12. November

- 24. Oktober: Beginn der Schlacht von Karfreit, in der Österreich-Ungarn gegen Italien bis an den Piave vorrückt
- 10. November: Die erste von drei Piaveschlachten im Ersten Weltkrieg beginnt. Österreich-Ungarn versucht, den Krieg gegen Italien zu seinen Gunsten zu entscheiden.

##### Ostfront
- 5. bis 11. Januar: Die Schlachten an der Aa zwischen Russland und dem Deutschen Reich bringen für keine der beiden Seiten einen nennenswerten Erfolg. Die russische Offensive unter Radko Dimitriew, die durch eine Meuterei zweier sibirischer Regimenter behindert wird, wird am 23. Januar mit einer deutschen Gegenoffensive unter Friedrich von Scholtz beantwortet. Nach drei Tagen fällt die Temperatur auf −38 °C, was eine Fortführung der Kämpfe auf beiden Seiten unmöglich macht.
- Anfang März: In Russland beginnt die Februarrevolution. Die provisorische Regierung unter Georgi Lwow führt nach der Abdankung des Zaren den Krieg vorläufig fort.
- 1. Juli: Die russische Kerenski-Offensive beginnt. Sie endet am 19. Juli mit einer Gegenoffensive der Mittelmächte. Nur die Schlacht bei Zborów bringt einen Erfolg für die russische Armee.
- 19. Juli: Die Tarnopol-Offensive der Mittelmächte beginnt. Sie endet am 25. Juli mit der Besetzung von Ostgalizien durch die Mittelmächte.

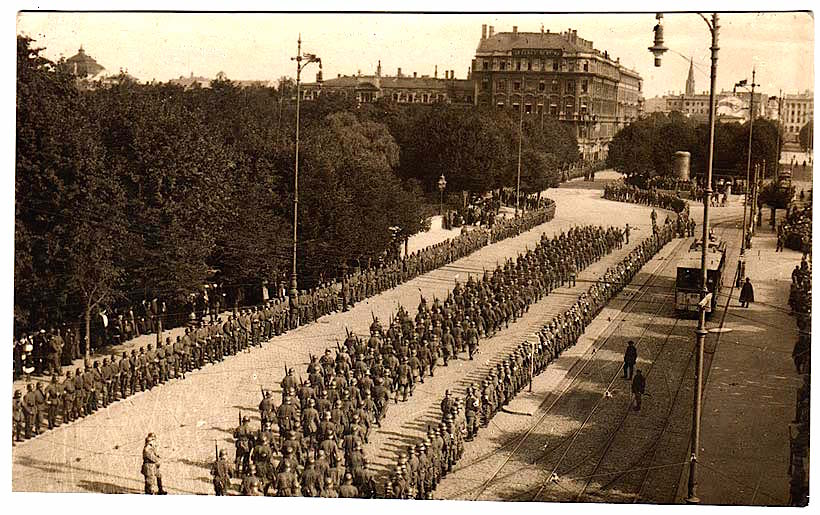
Deutsche Truppen beim Einmarsch in Riga

- 1. bis 5. September: Die Schlacht um Riga endet mit dem Einmarsch deutscher Truppen in Riga.
- September/Oktober: Unternehmen Albion
- 17. Oktober: Schlacht im Moon-Sund
- Dezember: Nach der Oktoberrevolution kommt es zu einem Waffenstillstand an der Ostfront.

##### Die Fronten des Osmanischen Reichs
- 23. Januar: Arabische Revolte: Von britischen Kriegsschiffen unterstützt, erobert eine Armee von 10.000 Beduinenkriegern unter der Führung von Faisal und T. E. Lawrence nach heftigen Kämpfen al-Wadschh.
- 11. März: Britische Truppen nehmen im Ersten Weltkrieg die zum Osmanischen Reich gehörende Stadt Bagdad ohne größeren Widerstand ein.
- 26. März: Die Ägyptische Expeditionsstreitmacht der Briten unternimmt den ersten vergeblichen Versuch, die Stadt Gaza zu erobern.

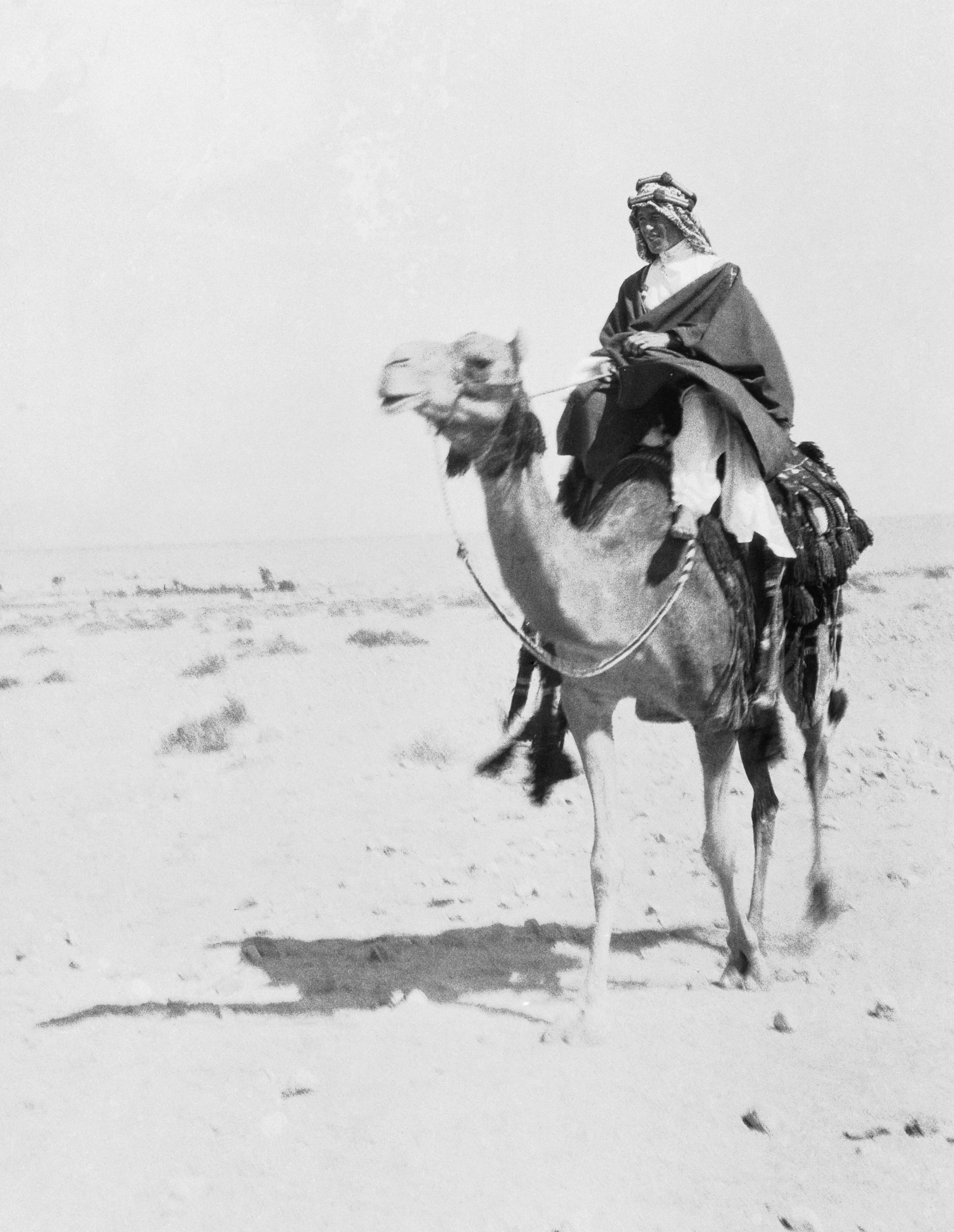
Lawrence von Arabien in Akaba

- Am 9. Mai bricht T. E. Lawrence mit dem Scherifen Nasir und einigen wenigen Männern zu einer Reise durch die Wüste Nefud nach Maʿan auf, um dort weitere Krieger für Sabotageaktionen in der Nähe und schließlich für die Einnahme Akabas zu rekrutieren. Auf der Reise schließt sich ihnen bald Auda ibu Tayi, ein Stammesoberhaupt der Howeitat an. Mit dessen Hilfe gelingt es schließlich am 1. Juli, die Türken vor Akaba bei Abu l-Lisan zu schlagen. So können die Araber Akaba am 6. Juli kampflos einnehmen. Da in der Stadt jetzt Nachschub eingeschifft werden kann, ist es den Beduinen nun möglich, die Arabische Revolte nach Palästina und Syrien zu tragen und mehrere Sabotageaktionen gegen die Hedschasbahn und Telegrafenmasten durchzuführen. Am 8. Oktober gelingt es den britischen Expeditionsstreitkräften, bei Gaza durchzubrechen und weiter gegen Norden durch Palästina vorzurücken.
- Mitte Juli: Erich von Falkenhayn übernimmt auf Bitten der osmanischen Heeresleitung unter Enver Pascha die Führung der Heeresgruppe F, deren Kräfte im Irak und bei Aleppo neu gebildet worden sind. Nach langen Auseinandersetzungen mit der türkischen Führung wird er am 7. September schließlich als osmanischer Feldmarschall zum Oberbefehlshaber zweier türkischer Feldarmeen in Palästina eingesetzt.

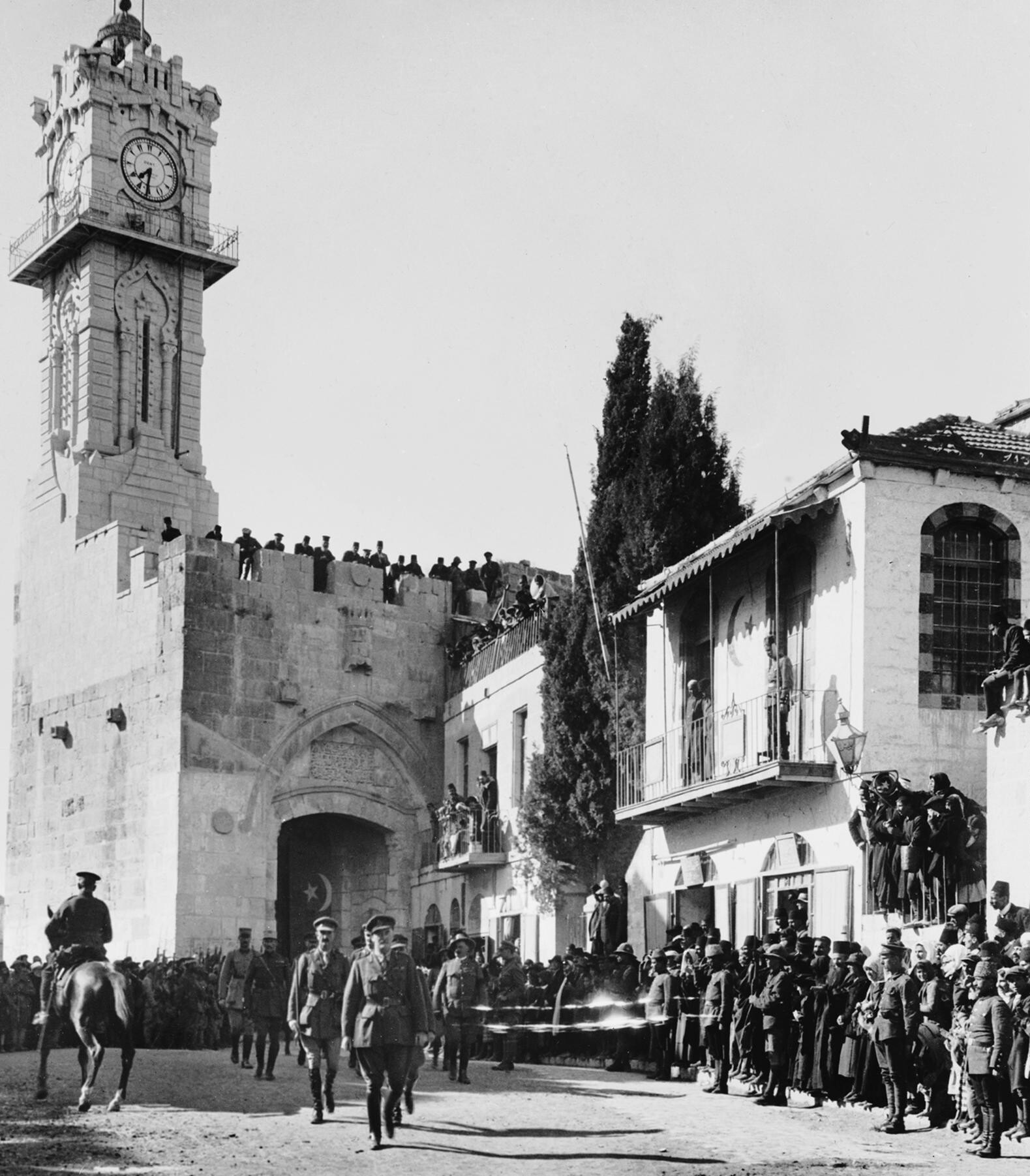
Allenby zieht in Jerusalem ein

- 31. Oktober: Edmund Allenby, seit 28. Juni anstelle von Archibald Murray Oberbefehlshaber der britischen Egyptian Expeditionary Force, beginnt mit einer erfolgreichen Offensive gegen die Osmanische Armee an der Palästinafront. Mit der australischen 4th Light Horse Brigade und der britischen 5th Mounted Brigade führt er bei der Eroberung von Beʾer Scheva einen der letzten erfolgreichen Kavallerieangriffe der Geschichte. Am 7. November nimmt er Gaza, das von den deutschen Befehlshabern der osmanischen Truppen stark befestigt worden ist. Daraufhin bricht der osmanische Widerstand zusammen, und Allenby kann am 16. November Jaffa erobern. Am 19. November eröffnet er die Schlacht um Jerusalem, die am 9. Dezember mit der Einnahme der Stadt endet.
- 5. Dezember: Das revolutionäre Russland und das Osmanische Reich unterzeichnen den Waffenstillstand von Erzincan, mit dem die Kampfhandlungen an der Kaukasusfront beendet werden.

##### Der Krieg in den Kolonien
- Februar: Ein Verband der Schutztruppe für Deutsch-Ostafrika unter Max Wintgens löst sich vom Hauptteil der Truppe und beginnt autonome Guerillaoperationen im Westen und Norden der deutschen Kolonie. Die Reste dieses Verbandes kapitulieren am 1. Oktober bei Luitaberg südöstlich von Kondoa. Die verbleibenden Kräfte unter Paul von Lettow-Vorbeck werden zunehmend in der Nähe der mosambikanischen Grenze zusammengedrängt. Das letzte Funkgerät der Schutztruppe wird zerstört, sodass es forthin keine Kommunikation mit Deutschland mehr gibt.
- 15. bis 18. Oktober: Unter schweren Verlusten siegen die Deutschen in der Schlacht von Mahiwa über die Briten.
- 25. November: Die deutsche Schutztruppe aus Deutsch-Ostafrika unter Paul von Lettow-Vorbeck besiegt in der Schlacht von Ngomano portugiesische Truppen unter João Teixeira Pinto und sichert den Übergang über den Grenzfluss Rovuma nach Portugiesisch-Ostafrika. Von dort führen sie ihren Buschkrieg gegen die Alliierten fort.

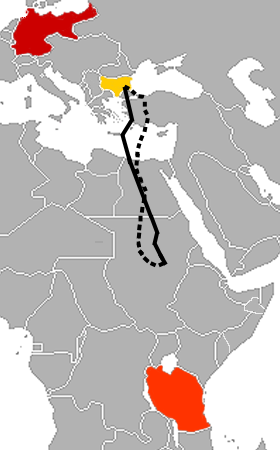
Die Afrikafahrt von LZ 104 (Rückfahrt gestrichelt)

- 3. November: Ein letzter Versuch, die Schutztruppe durch das Luftschiff LZ 104/L 59 von Berlin-Staaken aus über Bulgarien mit Nachschub zu versorgen, scheitert. Am 21. November kehrt das Luftschiff über dem Sudan um und kehrt nach Bulgarien zurück. Während des Fluges stellt es damit einen Langstreckenrekord auf. In 95 Stunden und fünf Minuten Fahrzeit legte LZ 104 eine Strecke von 6.757 Kilometern zurück.

##### See- und Luftkrieg
Die Oberste Heeresleitung drängt Wilhelm II. aufgrund der schwierigen militärischen Gesamtlage zur Freigabe des unbegrenzten U-Boot-Krieges, am 8. Januar stimmt der Kaiser zu. Kanzler Theobald von Bethmann Hollweg trägt am 9. Januar noch einmal alle Gegenargumente vor, erhebt aber im Gegensatz zu den Diskussionen in den Jahren 1915 und 1916 keinen grundsätzlichen Einspruch mehr. Am 9. Januar 1917 beschließt der Kronrat, den uneingeschränkten U-Boot-Krieg am 1. Februar ohne weitere Verhandlungen und Vorankündigungen zu eröffnen. Dies bedeutet, dass U-Boot-Kommandanten „alle Schiffe unter Einsatz jeder verfügbaren Waffe ohne Vorankündigung“ angreifen können. Die Neutralen erhalten zum 31. Januar eine kurze entsprechende Mitteilung. Bis zum 31. Dezember werden von der aus etwa 110 einsatzbereiten Booten bestehenden deutschen U-Boot-Flotte 6,141 Millionen BRT alliierter Schiffsraum und 1,127 Millionen BRT neutraler Schiffsraum versenkt.

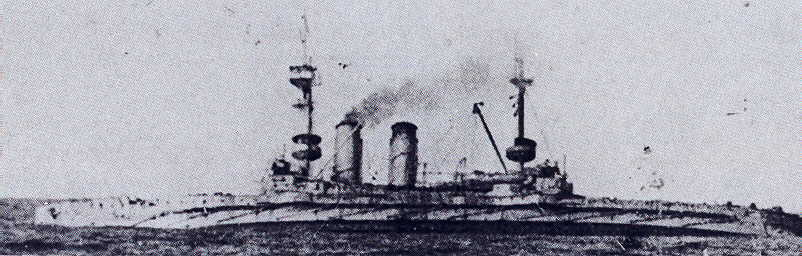
Die sinkende Cornwallis, getroffen durch deutsche Torpedos östlich von Malta

- 9. Januar: Das deutsche U-Boot U 32 unter dem Kommando von Kurt Hartwig versenkt im Mittelmeer das britische Linienschiff Cornwallis. Da das Schiff vor dem Versinken lange unter Kontrolle gehalten werden kann, kommen nur 15 Menschen ums Leben.

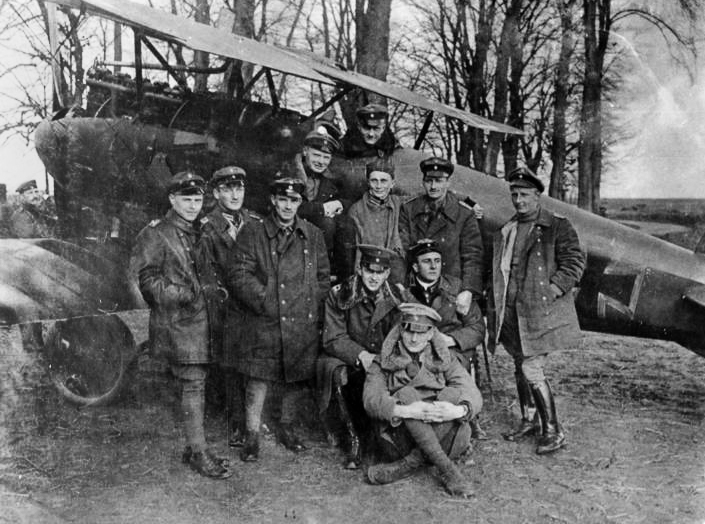
Geschwader Richthofen 1917; Richthofen im Flugzeug

- Januar: Manfred von Richthofen erhält die Führung der Jagdstaffel 11 übertragen.
- 3. Februar: Das deutsche U-Boot U 53 unter Kapitänleutnant Hans Rose entert südlich der Scilly-Inseln den US-amerikanischen Frachter Housatonic. Nachdem die Besatzung in Rettungsboote gegangen ist, wird das Schiff versenkt.
- 7. Februar: An der Südküste Irlands wird der britische Passagierdampfer California ohne Vorwarnung von dem deutschen U-Boot U 85 versenkt. 41 Menschen sterben.
- 17. Februar: Bei der Versenkung des französischen Truppentransporters Athos im östlichen Mittelmeer durch das deutsche U-Boot U 65 unter dem Kommando von Hermann von Fischel sterben 754 Besatzungsmitglieder, Soldaten und Passagiere.
- 25. Februar: Der britische Ozeandampfer Laconia wird an der südirischen Küste ohne Vorwarnung von einem deutschen U-Boot versenkt; 12 Menschen sterben. Der Tod von zwei US-Amerikanerinnen sorgt für politische Spannungen.
- 11. März: SM U 53 unter Hans Rose versenkt das zum Frachtschiff umgebaute ehemalige Passagierschiff Folia der Cunard Line, wobei sieben Besatzungsmitglieder ums Leben kommen.
- 4. April: Das deutsche U-Boot UC 35 versenkt beim Cap d’Antibes (Côte d’Azur) den britischen Passagierdampfer City of Paris. Alle 122 Menschen an Bord sterben.
- 10. April: Das britische Hospitalschiff Salta läuft vor Le Havre auf eine Seemine und sinkt. Von den 205 Menschen an Bord kommen 130 ums Leben.

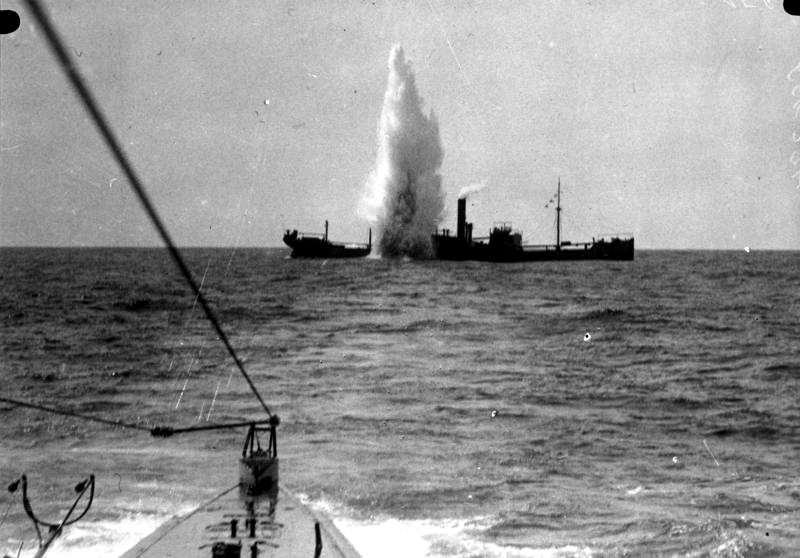
U 35 trifft mit einem Torpedo das britische Frachtschiff Maplewood (7. April 1917 im Mittelmeer)

- 15. April: Der zum Truppentransporter umgewandelte ehemalige Ozeandampfer Cameronia wird östlich von Malta von dem deutschen U-Boot U 33 versenkt. 210 Menschen sterben.
- 17. April: Die britischen Hospitalschiffe Donegal und Lanfranc werden von deutschen U-Booten torpediert und versenkt. Dabei kommen insgesamt 81 Menschen ums Leben, darunter auch einige deutsche Kriegsgefangene.

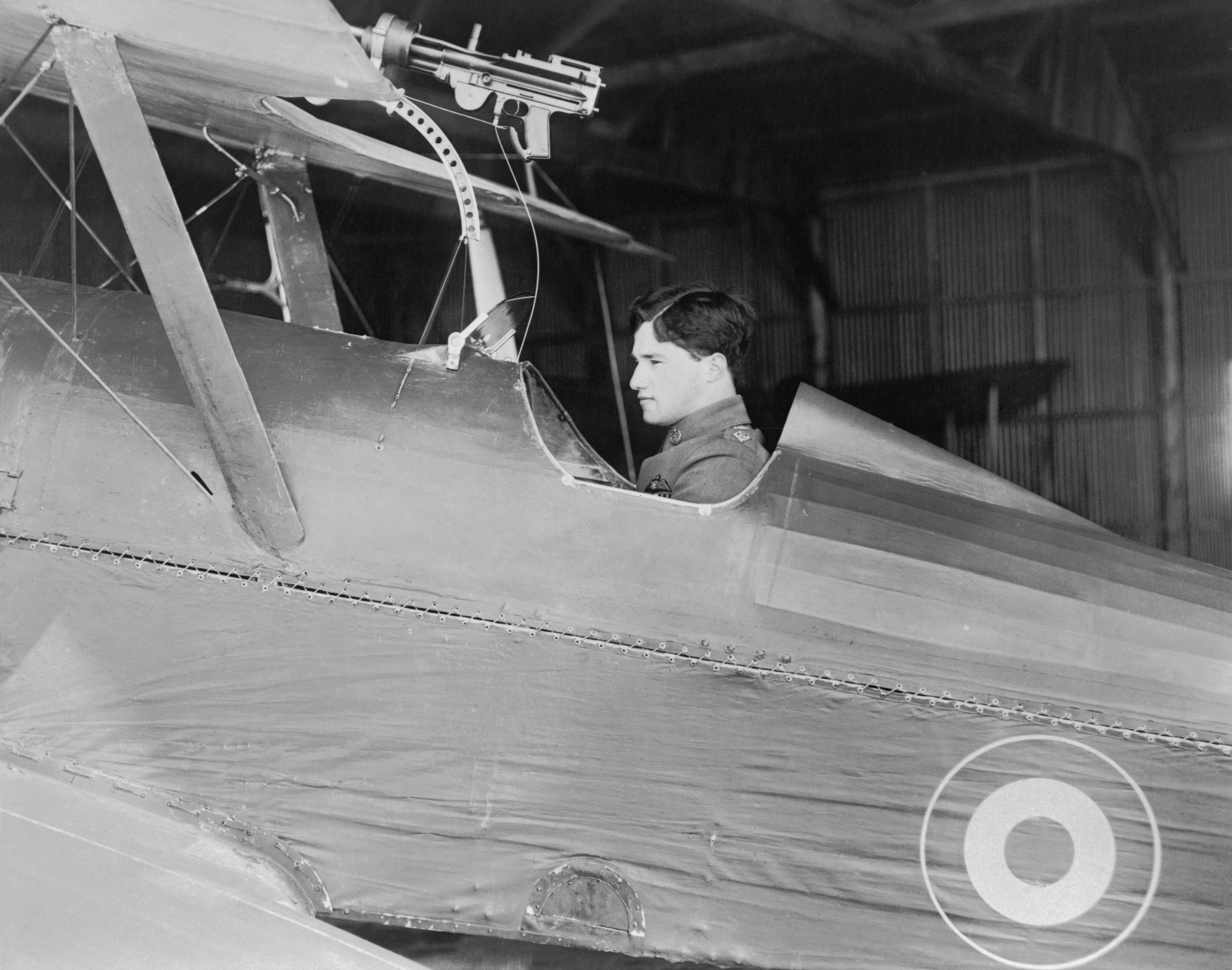
Der britische Jagdflieger Albert Ball im Cockpit seiner S.E.5

- 22. April: Erstmals kommt eine Royal Aircraft Factory S.E.5 bei einem Patrouillenflug des Royal Flying Corps über Frankreich zum Einsatz. Gemeinsam mit der Sopwith Camel trägt sie ab dem Sommer erheblich dazu bei, die Luftherrschaft für die Alliierten an der Westfront zu erlangen und bis Kriegsende zu behaupten.
- 24. April: 180 Seemeilen westlich des Fastnet-Felsen wird der britische Passagier- und Frachtdampfer Abosso von dem deutschen U-Boot U 43 versenkt; 65 Passagiere und Besatzungsmitglieder kommen um.
- 4. Mai: Der zum Truppentransporter umgewandelte ehemalige Ozeandampfer Transylvania wird von dem deutschen U-Boot U 63 im Golf von Genua versenkt. 412 Soldaten und Besatzungsmitglieder sterben.
- 15. Mai: Ein österreich-ungarischer Angriff auf die Otranto-Sperre zwischen der Adria und dem Ionischen Meer führt zum Seegefecht in der Straße von Otranto, dem größten Seegefecht in der Adria während des Krieges. Ohne ein Schiff zu verlieren, fügt die Österreichische Marine unter dem Befehl von Miklós Horthy der Entente großen Schaden zu und kann die Sperre durchbrechen. An der strategischen Gesamtlage in der Adria ändert die Schlacht jedoch nur wenig und die Sperre kann wenig später wieder aufgebaut werden.

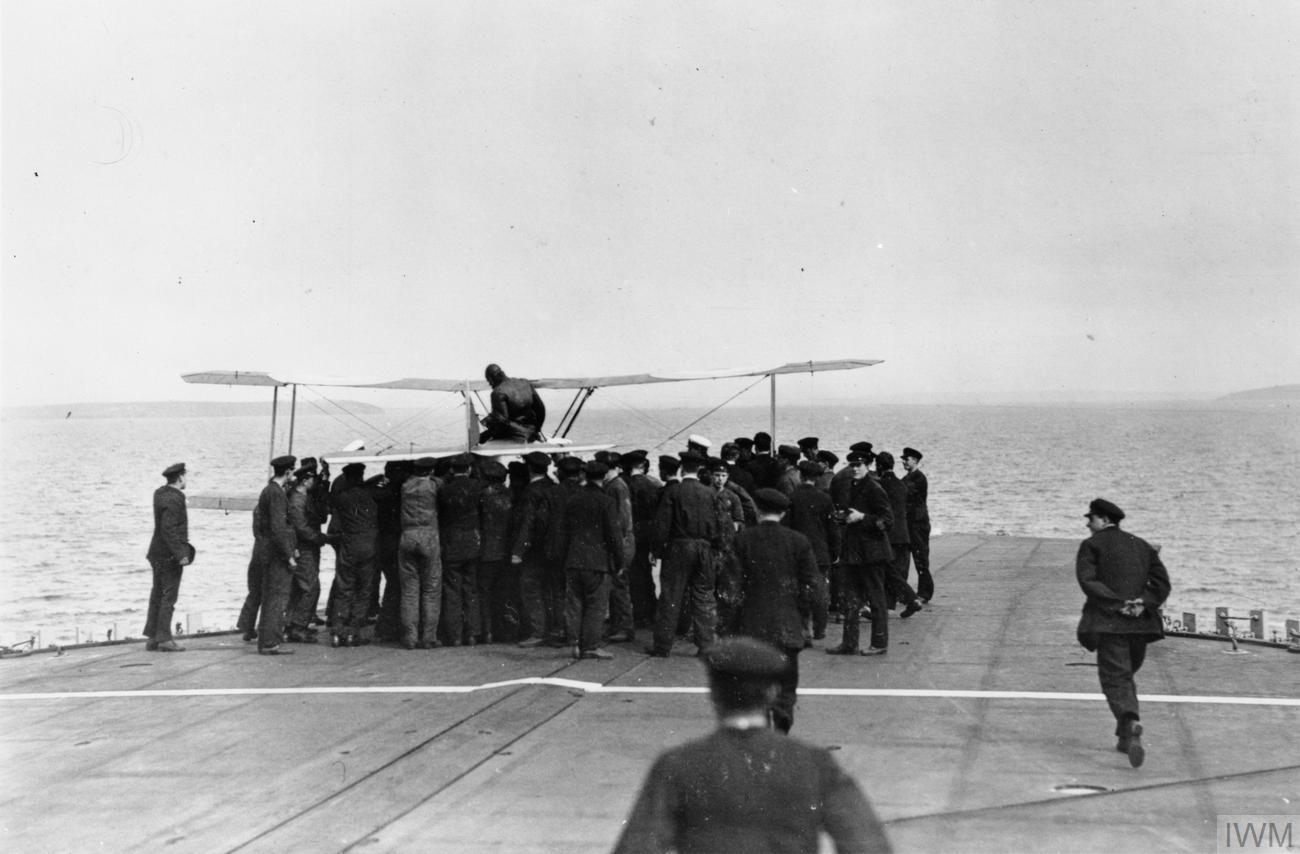
Die Mannschaftsmitglieder feiern Dunning nach dessen geglückter historischer Landung

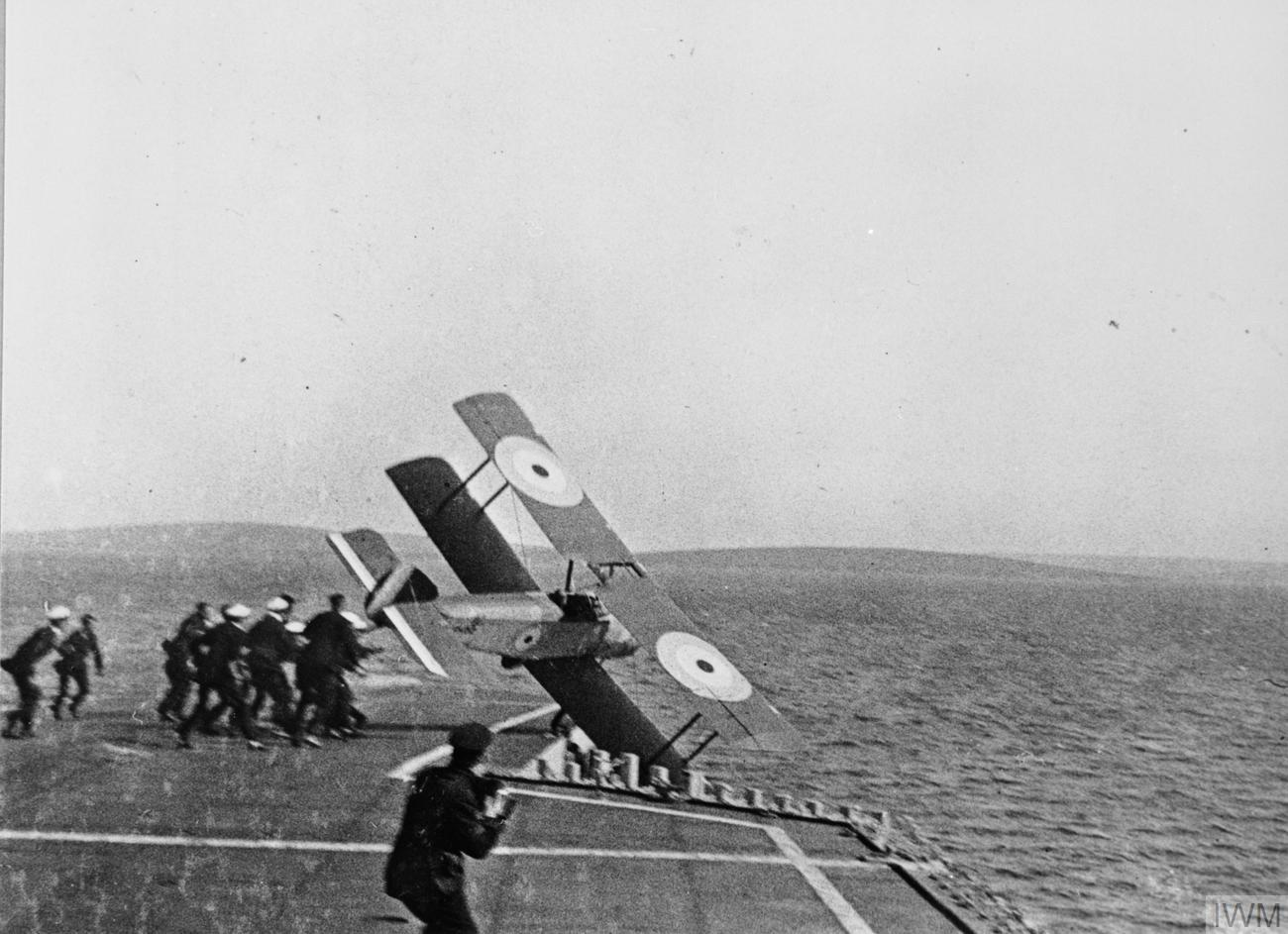
Der Unfall am 7. August

- 2. August: Edwin Harris Dunning gelingt mit seiner Sopwith Pup als erstem Piloten die Landung auf einem fahrenden Schiff, dem britischen Flugzeugträger Furious. Fünf Tage später stürzt er bei einem erneuten Versuch ab und ertrinkt.
- 13. August: Der Truppentransporter Turakina wird südwestlich von Bishop Rock bei Land’s End von dem deutschen U-Boot U 86 versenkt.
- September/Oktober: Unternehmen Albion
- 17. Oktober: Das Seegefecht bei den Shetland-Inseln endet mit einem Sieg der Kaiserlichen Marine über die Royal Navy.
- 17. November: In der Deutschen Bucht kommt es zwischen britischen und deutschen Marinestreitkräften zum Seegefecht bei Helgoland, das aber ohne Entscheidung abgebrochen wird.
- 28. November: Vor der Insel Anglesey wird der britische Passagier- und Frachtdampfer Apapa von dem deutschen U-Boot U 96 durch zwei Torpedos versenkt; 77 Passagiere und Besatzungsmitglieder kommen um.
- 6. Dezember: SM U 53 unter Hans Rose versenkt den Zerstörer USS Jacob Jones der United States Navy. Zwei Offiziere und 64 Matrosen kommen dabei ums Leben. Es ist der erste Zerstörer der US Navy, der durch Feindeinwirkung verloren geht.
- 12. Dezember: Das Seegefecht vor Bergen endet mit einem weiteren deutschen Sieg über britische Einheiten.
- 30. Dezember: Der britische Truppentransporter Aragon wird vor dem Hafen von Alexandria von dem deutschen U-Boot UC 34 durch einen Torpedo versenkt. 610 britische Soldaten und Besatzungsmitglieder kommen um.
- 31. Dezember: Der britische Truppentransporter Osmanieh läuft vor Alexandria auf eine von dem deutschen U-Boot UC 34 gelegte Seemine und sinkt innerhalb weniger Minuten. 199 Menschen kommen ums Leben, darunter acht britische Krankenschwestern.

#### Die Revolution in Russland

##### Februarrevolution und Sturz des Zaren
- 19. Dezember 1916jul. / 1. Januar 1917greg.: Grigori Rasputin, Berater von Zar Nikolaus II., wird tot aus der Newa geborgen. Zarin Alexandra Fjodorowna fordert die unverzügliche Hinrichtung der Haupttäter, doch Fürst Felix Jussupow wird nur auf sein Familiengut in Rakitnoje verbannt, Dmitri Romanow an die persische Front versetzt. Alle anderen Attentäter bleiben unbehelligt, Wladimir Purischkewitsch hält sogar weiterhin Reden als Abgeordneter der Duma.
- 14. Februarjul. / 27. Februargreg.: Die Eröffnung der Duma wird von einer Massendemonstration begleitet, die diese zu energischem Handeln auffordert.
- 21. Februarjul. / 6. Märzgreg.: In den Putilow-Werken, einem Rüstungsbetrieb in Petrograd, bricht ein Streik aus. Daraufhin verfügt die Direktion die Aussperrung von 30.000 Mann. Prompt kommt es zu einer Protestdemonstration gegen die katastrophale Versorgungslage. Lawinenartig dehnen sich die Proteste auf andere Betriebe aus. Tausende demonstrieren mit roten Fahnen auf dem Newski-Prospekt.
- 23. Februarjul. / 8. Märzgreg.: In den Putilow-Werken wird neuerlich gestreikt. Arbeiter in Petrograd treten in den Generalstreik, die eigentliche Februarrevolution beginnt. Aus Arbeiterkomitees bilden sich wie schon 1905 Räte, sogenannte Sowjets, die die Forderungen der Demonstrierenden vertreten und politisch durchzusetzen versuchen. An der Spitze der Räte steht ein Exekutivkomitee, das zunächst mehrheitlich aus Menschewiki und Sozialrevolutionären zusammengesetzt ist.
- 24. Februarjul. / 9. Märzgreg.: Zar Nikolaus II. erteilt den Schießbefehl gegen die Aufständischen der Februarrevolution. Am folgenden Nachmittag schießen Angehörige des Wolhynischen Garderegiments in der Hauptstadt auf die Aufrührer, sechzig Menschen sterben. An anderen Orten verbünden sich die Truppen hingegen mit den Demonstrierenden.
- 26. Februarjul. / 11. Märzgreg.: Nikolaus II. löst telegraphisch die Duma auf, die sich jedoch weigert, auseinanderzutreten.
- 27. Februarjul. / 12. Märzgreg.: Das Wolhynische Garderegiment in Petrograd wechselt auf die Seite der Revolution über. Das Preobraschensker und das Litauische Garderegiment folgen. Mehrere Kommandanten werden erschossen, die Aufständischen mit Waffen versorgt. Am Nachmittag wird auch das Gebäude der Duma von bewaffneten Soldaten und Arbeitern besetzt, und noch am Abend versammelt sich im Sitzungssaal der Duma der Petrograder Sowjet. Die noch immer amtierende zaristische Regierung verhängt über Petrograd den Belagerungszustand.
- 28. Februarjul. / 13. Märzgreg.: Der Aufstand greift auf Moskau über, wo er einen ähnlichen Verlauf wie in Petrograd nimmt.

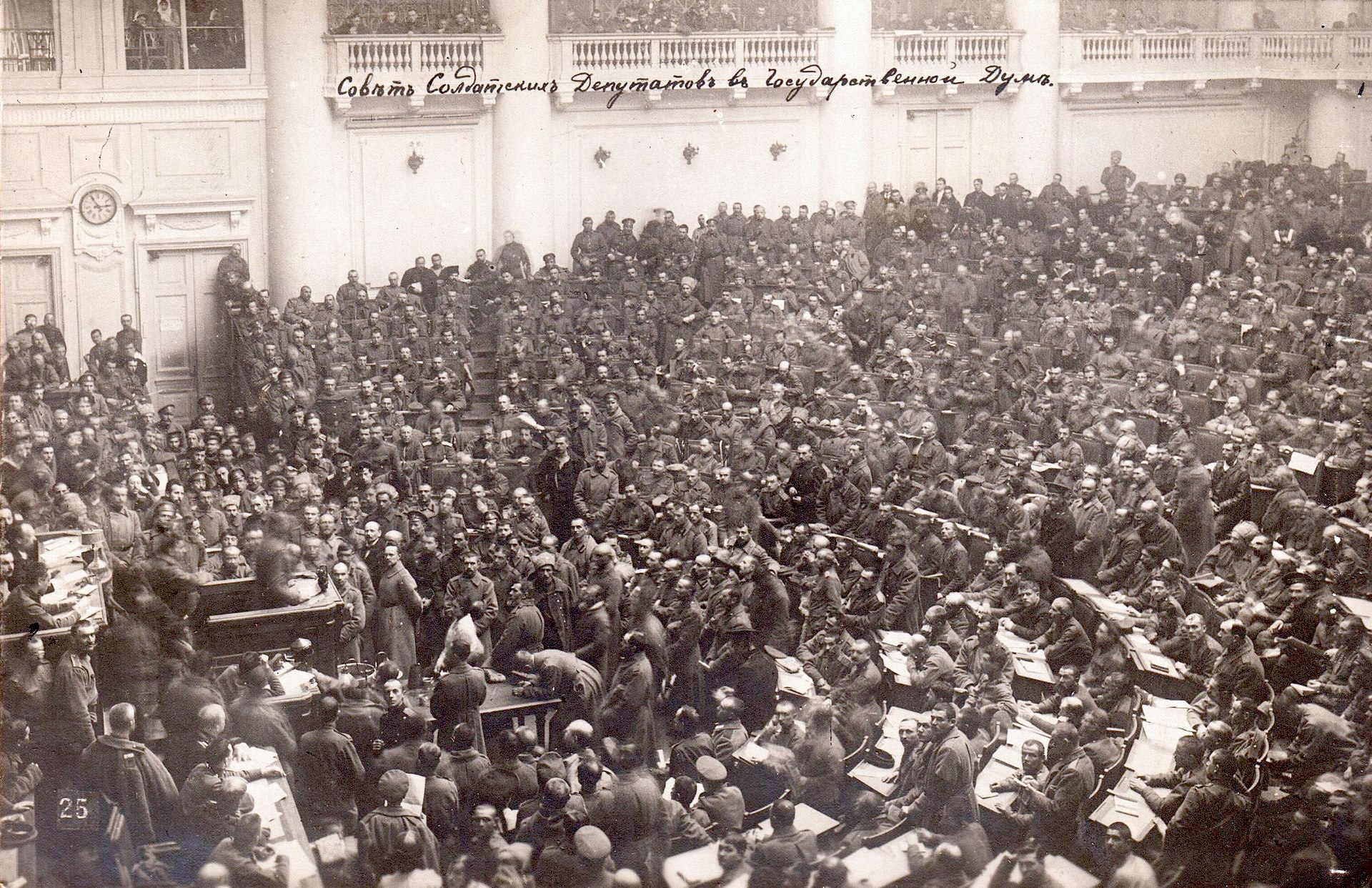
Sitzung der Soldatensektion des Petrograder Sowjets während der Russischen Revolution

- 1. Märzjul. / 14. Märzgreg.: Der Petrograder Sowjet erlässt den Befehl Nr. 1, demzufolge nur Befehle der Regierung zu befolgen seien, die nicht jenen des Sowjets widersprechen. Damit beginnt die sogenannte „Doppelherrschaft“ aus Regierung und Sowjets.
- 1. Märzjul. / 14. Märzgreg.: Michail Alexejew, der Stabschef und damit de facto Befehlshaber aller Armeen, fordert Nikolaus II. auf, abzudanken.

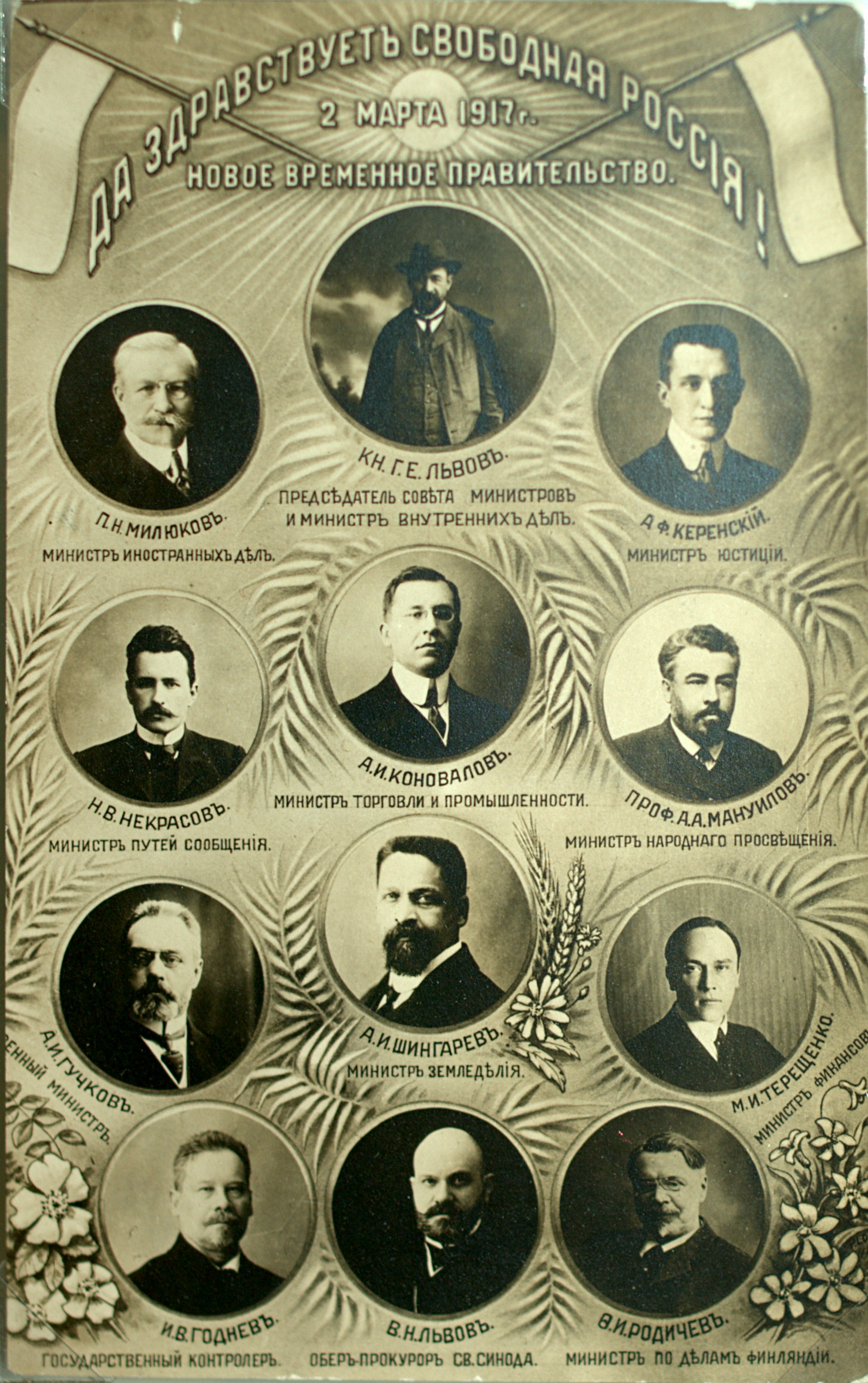
Poster mit den Angehörigen der ursprünglichen Provisorischen Regierung, März 1917

- 2. Märzjul. / 15. Märzgreg.: Zar Nikolaus II. dankt zugunsten seines Bruders Michail ab, der am Folgetag seinen Thronverzicht erklärt; damit endet die Romanow-Dynastie. Eine provisorische Regierung unter Fürst Georgi Lwow wird gebildet. Justizminister wird Alexander Kerenski, Außenminister Pawel Miljukow und Kriegsminister Alexander Gutschkow. Die verhafteten Minister des Zaren werden in die Peter-Pauls-Festung überstellt.
- 4. Märzjul. / 17. Märzgreg.: In Kiew wurde die ukrainische Zentralrada, das politische Entscheidungsorgan der Ukrainischen Volksrepublik, gegründet.
- 7. Märzjul. / 20. Märzgreg.: Mychajlo Hruschewskyj wird zum Vorsitzenden der Zentralrada gewählt.
- 8. Märzjul. / 21. Märzgreg.: Nikolaus II. wird in Haft genommen und nach Internierung in Zarskoje Selo mit seiner Familie nach Sibirien verbannt.

##### Reise Lenins und Oktoberrevolution

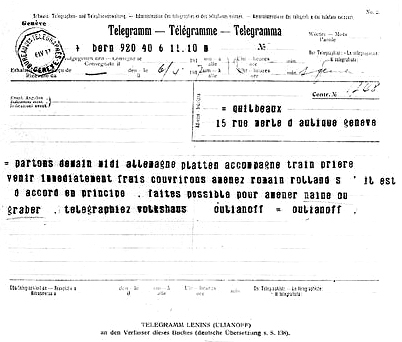
Abreise morgen – (Lenin aus Bern an Henri Guilbeaux am 6. April 1917)

- 27. Märzjul. / 9. Aprilgreg.: Die Reise Lenins im plombierten Wagen von Zürich über Deutschland und Schweden nach Russland beginnt. Mittelsmann für das Unternehmen ist der mitreisende Schweizer Sozialist Fritz Platten. Zu den Mitreisenden gehören außerdem Lenins Ehefrau Nadja Krupskaja sowie seine Geliebte Inessa Armand, Mieczysław Broński (mit Tochter Wanda Brońska), Moissei Charitonow, Karl Radek, Sarra Rawitsch, Georgi Safarow, Grigori Sinowjew und Grigori Sokolnikow.
- 30. Märzjul. / 12. Aprilgreg.: Auf der Eisenbahnfähre Drottning Victoria setzt die Reisegruppe von Sassnitz nach Trelleborg in Schweden über. Anschließend reist sie über Stockholm nach Tornio in Finnland weiter.

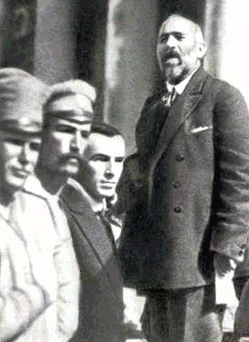
Nikolos Tschcheidse, Rede in Petrograd

- 3. Apriljul. / 16. Aprilgreg.: Lenins Reisegruppe trifft am Finnländischen Bahnhof in Petrograd ein, wo sie von mehreren tausend Personen empfangen wird. Die georgischen Menschewiki Nikolos Tschcheidse und Irakli Zereteli halten Begrüßungsreden.

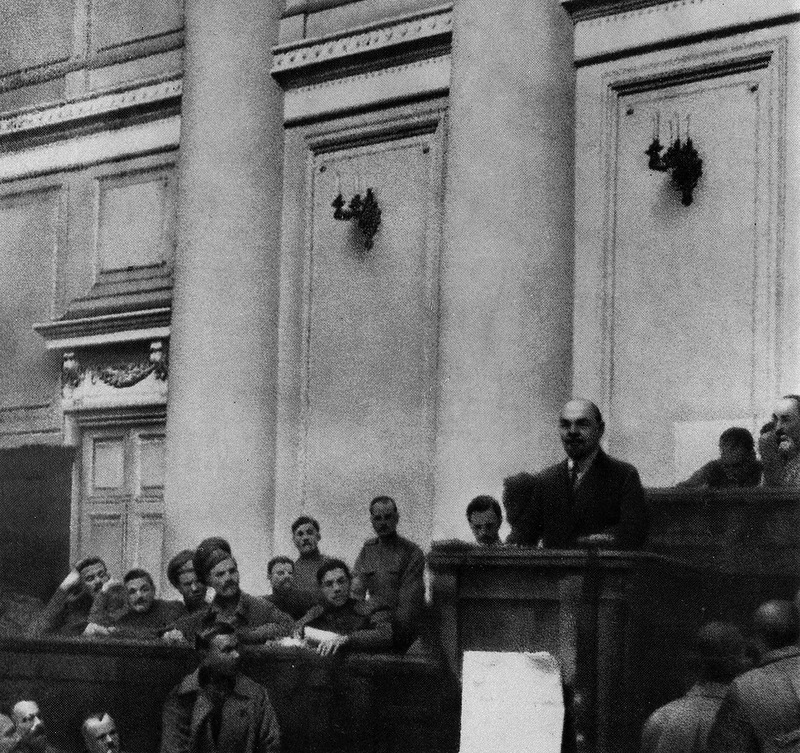
Lenin hält im Taurischen Palais die Rede vor dem Petrograder Sowjet

- 4. Apriljul. / 17. Aprilgreg.: Wladimir Lenin hält eine Rede vor dem Petrograder Sowjet, wo er erstmals seine Aprilthesen skizziert. Darin kritisiert er unter anderem die Provisorische Regierung wegen ihrer kapitalistischen Ausrichtung und fordert die Errichtung einer Republik auf Basis der Sowjets, eine Verstaatlichung des Bodens und der Produktionsmittel, sowie den bedingungslosen Friedensschluss mit Deutschland.
- 18. Apriljul. / 1. Maigreg.: In der Miljukow-Note sichert die russische Regierung den Alliierten die Erfüllung ihrer Bündnispflichten und die Fortführung des Krieges zu und schließt den Abschluss eines Separatfriedens mit Deutschland aus. Das Schreiben führt zur sogenannten Aprilkrise in Petrograd, wo die Bevölkerung erneut mit Streiks reagiert.
- 29. Apriljul. / 12. Maigreg.: Kriegsminister Alexander Gutschkow tritt als Folge der Aprilkrise zurück.
- 2. Maijul. / 15. Maigreg.: Außenminister Pawel Miljukow tritt zurück.
- Juni: Auf dem Ersten Allrussischen Sowjetkongress vom 3. bis zum 24. Juni in Petrograd wird das erste Allrussische Zentrale Exekutivkomitee gewählt. Vorsitzender wird Nikolos Tschcheidse.

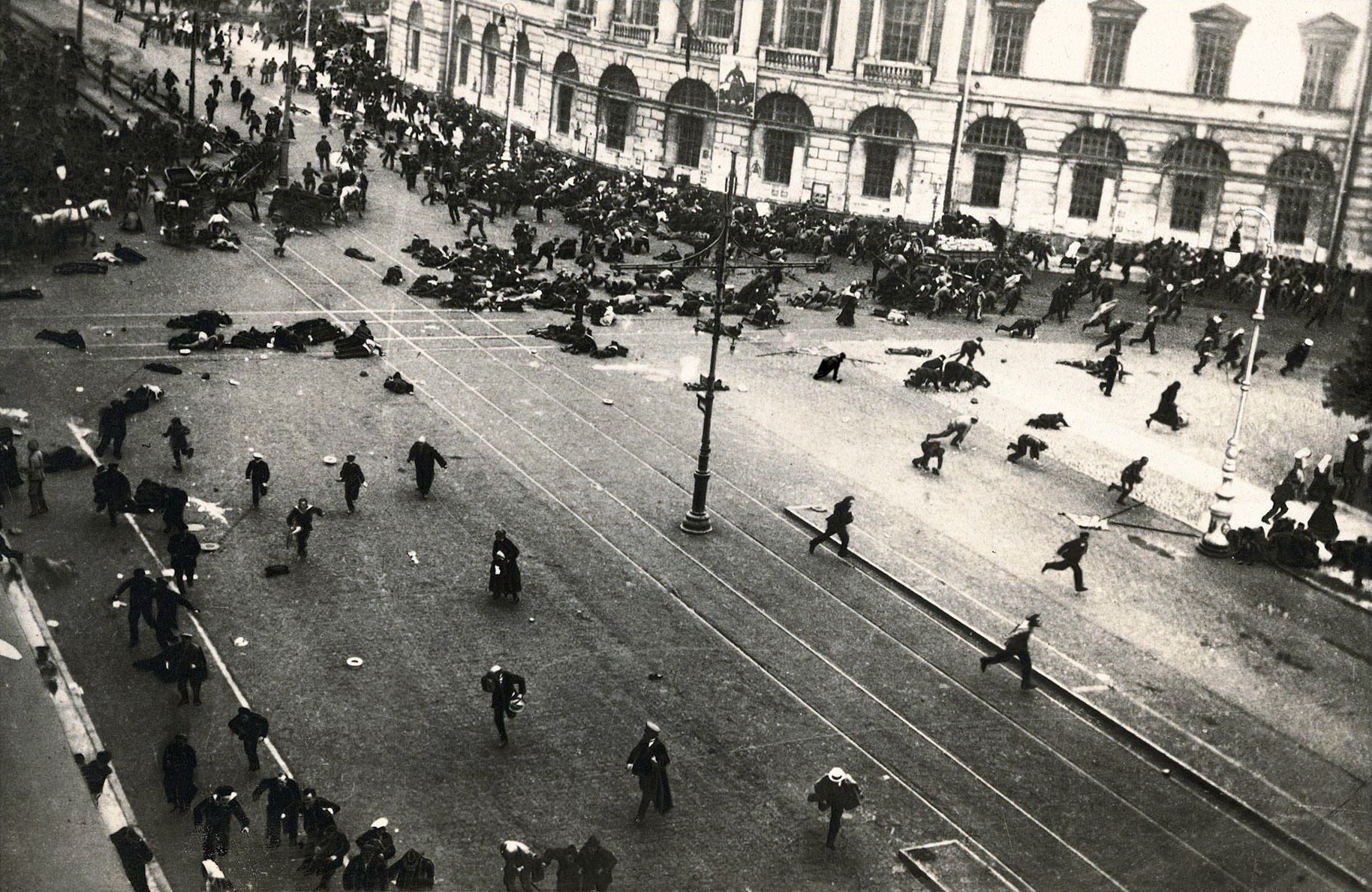
Juliaufstand in Petrograd: Regierungstruppen schießen Demonstranten mit Maschinengewehren nieder

- 3. Julijul. / 16. Juligreg. bis 7. Julijul. / 20. Juligreg.: Der bolschewistisch inspirierte Juliaufstand in Petrograd schlägt fehl. Der ausgerufene Generalstreik scheitert ebenso wie eine schlecht koordinierte Erhebung der Kronstädter Matrosen und Roten Garden. Eine von ihnen begleitete Demonstration in Petersburg wird von Kadetten der Regierungstruppen zusammengeschossen. Die Doppelherrschaft ist damit zugunsten der Provisorischen Regierung beendet.

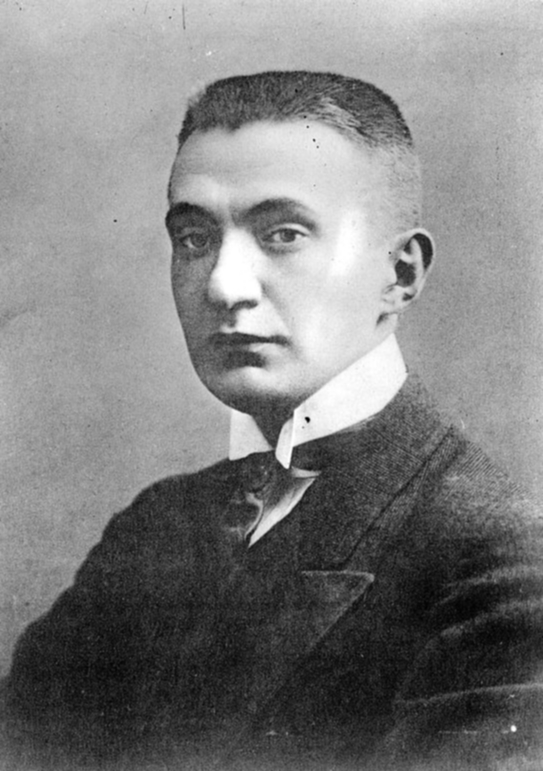
Alexander Kerenskij 1917

- 8. Julijul. / 21. Juligreg.: Nach dem Rücktritt von Georgi Lwow übernimmt Alexander Kerenski zusätzlich zum Kriegs- und Marineministerium den Vorsitz in der Provisorischen Regierung.
- 27. Augustjul. / 9. Septembergreg.: Lawr Kornilow, Oberster Befehlshaber der russischen Streitkräfte, unternimmt einen vergeblichen Putschversuch gegen die Regierung Kerenski.
- 1. Septemberjul. / 14. Septembergreg.: Ministerpräsident Alexander Kerenski ruft die von den radikalen Linken nach der Februarrevolution geforderte Russische Republik aus. Die Bolschewiki planen unterdessen einen Aufstand.
- 25. Oktoberjul. / 7. Novembergreg.: In Petrograd beginnt mit einem Signalschuss des Kreuzers Aurora die Oktoberrevolution. Der Winterpalast, der Sitz der provisorischen Regierung, wird gestürmt, alle Regierungsmitglieder außer Ministerpräsident Alexander Kerenski werden festgenommen. Die Russische Sozialistische Föderative Sowjetrepublik wird gegründet.

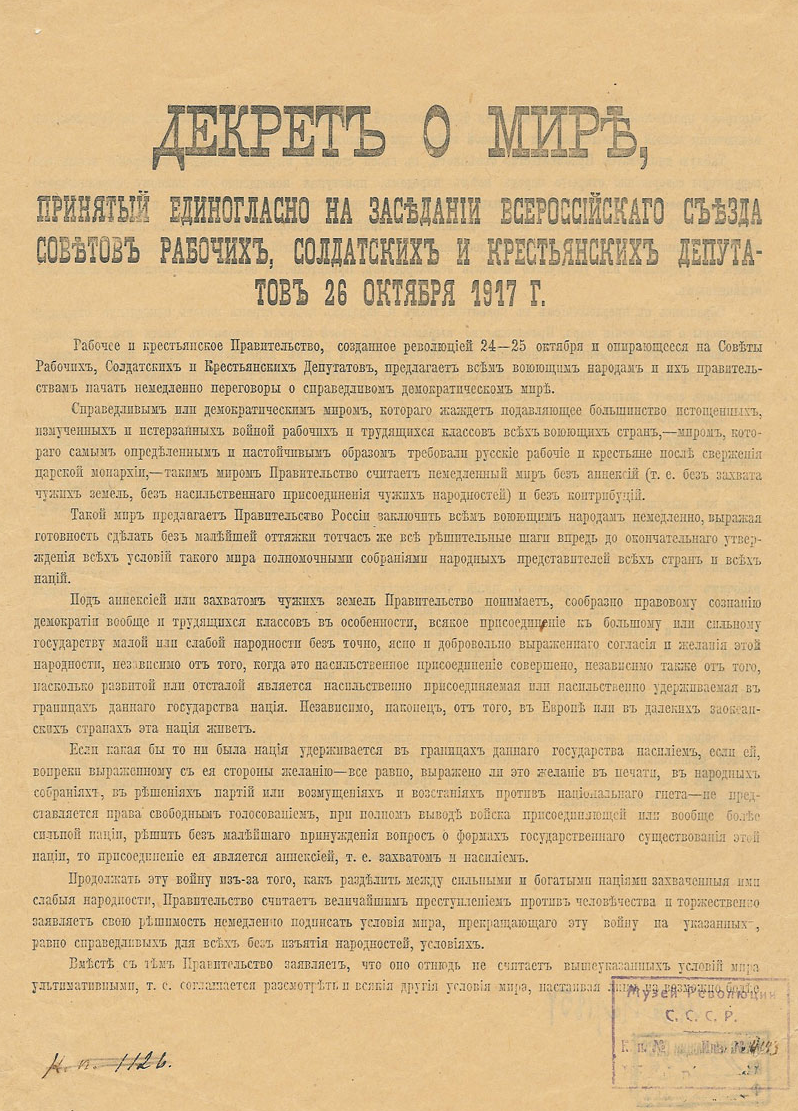
Dekret über den Frieden

- 26. Oktoberjul. / 8. Novembergreg.: In der Iswestija wird das von Lenin ausgearbeitete Dekret über Grund und Boden veröffentlicht. Die entschädigungslose Konfiszierung der Ländereien von Gutsherren, Kirchen und Staatsdomänen gewinnt die Landbevölkerung für die Bolschewiki. Am gleichen Tag beschließt die Regierung Sowjetrusslands einstimmig auch das Dekret über den Frieden, das ebenfalls in der Iswestija veröffentlicht wird.
- 27. Oktoberjul. / 9. Novembergreg.: Lew Kamenew wird Vorsitzender des Gesamtrussischen Zentralexekutivkomitees und damit Staatsoberhaupt der Russischen Sozialistischen Föderativen Sowjetrepublik. Er wird nur zwölf Tage später von Jakow Swerdlow abgelöst. Weiters werden per Dekret 13 Volkskommissariate geschaffen und der Rat der Volkskommissare eingerichtet.
- 12. Novemberjul. / 25. Novembergreg.: Die Wahlen zur konstituierenden Versammlung werden abgehalten, aus denen die Partei der Sozialrevolutionäre mit Abstand als stärkste Kraft hervorgeht. Die Bolschewiki erhalten nur knapp ein Viertel der Stimmen.
- 23. Novemberjul. / 6. Dezembergreg.: Die sowjetrussische Regierung unter dem Vorsitz Lenins beauftragt das Mitglied des Militärrevolutionären Komitees von Petrograd (MRKP) Felix Dserschinski mit der Bildung einer Spezialkommission zur Bekämpfung des Streiks der zaristischen Beamten, welcher schon wenige Tage nach der Oktoberrevolution begonnen hat. Am 7. Dezemberjul. / 20. Dezembergreg. wird die Geheimpolizei Tscheka ins Leben gerufen, aus der die GPU hervorgehen wird.
- 2. Dezemberjul. / 15. Dezembergreg.: Der Oberste Rat für Volkswirtschaft wird per Dekret eingerichtet. Dieser ist den Volkskommissariaten gleichgestellt und hat die Aufgabe, die gesamte Volkswirtschaft und die Finanzen Russlands zu organisieren.

##### Unabhängigkeitsbestrebungen

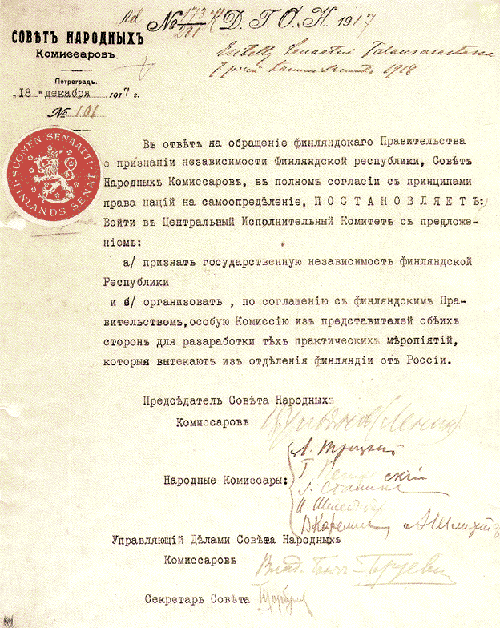
Die Anerkennung der Unabhängigkeit Finnlands durch Russland

- 2. Novemberjul. / 15. Novembergreg.: Die Bolschewisten erklären ein generelles Recht aller Völker des Zarenreichs zur Selbstbestimmung.
- 7. Novemberjul. / 20. Novembergreg.: Der Zentralrat der Ukraine ruft die autonome Ukrainische Volksrepublik innerhalb des föderativen neuen Sowjetrusslands aus. Hauptstadt wird Kiew. Im Dezember 1917 beginnen sowjetrussische Einheiten der ehemaligen russischen Armee und Rote Garden eine militärische Offensive in die Ukraine.
- 21. Novemberjul. / 4. Dezembergreg.: Ein von Pehr Evind Svinhufvud entworfene Unabhängigkeitserklärung wird dem finnischen Parlament vorgelegt.
- 23. Novemberjul. / 6. Dezembergreg.: In Helsinki erklärt das Parlament die Unabhängigkeit des bisherigen Großfürstentums Finnlands von Russland.
- 29. Novemberjul. / 12. Dezembergreg.: Aufstände der Bolschewiki in Kiew, Odessa und Winnyzja werden von Einheiten der Ukrainischen Volksrepublik niedergeschlagen.
- 2. Dezemberjul. / 15. Dezembergreg.: Das bisherige Gouvernement Bessarabien ruft die Moldauische Demokratische Republik aus, die zu diesem Zeitpunkt aber noch keine volle Unabhängigkeit anstrebt, sondern Teil eines neuen, reformierten russischen Staates bleiben und dafür über weitgehende Autonomie verfügen will.
- 13. Dezemberjul. / 26. Dezembergreg.: Sowjetische Einheiten erobern die ukrainische Stadt Charkiw. Am 17. Dezemberjul. / 30. Dezembergreg. wird dort die Ukrainische Volksrepublik der Sowjets deklamiert.
- 18. Dezemberjul. / 31. Dezembergreg.: Sowjetrussland erkennt die Unabhängigkeit Finnlands an.

#### Portugal

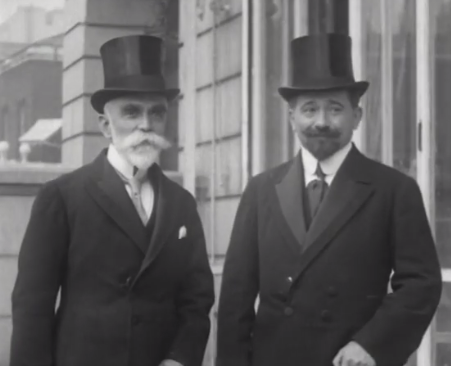
Staatspräsident Bernardino Machado und Ministerpräsident Afonso Costa 1917

- 25. April: Finanzminister Afonso Costa löst António José de Almeida ab und wird zum dritten Mal Ministerpräsident von Portugal. Die neue Regierung besteht nur noch aus Demokraten und ihnen nahestehenden Parteilosen, wird jedoch von den liberalen Evolutionisten toleriert.
- 12. Juni: In Portugal ruft die Regierung Afonso Costa den Ausnahmezustand aus, nachdem es im Mai aufgrund von Korruptionsvorwürfen bei gewalttätigen Demonstrationen zu Todesopfern gekommen ist.

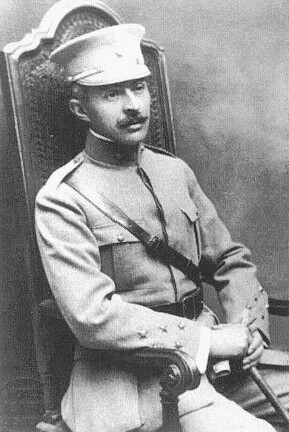
Sidónio Pais

- 5. Dezember: In Portugal beginnt eine Militärrevolte, in deren Folge Hauptmann Sidónio Pais die Macht übernimmt.
- 8. Dezember: Nach dem Putsch vom 5. Dezember verlässt Ministerpräsident Afonso Costa Portugal und geht nach Frankreich ins Exil. Sidónio Pais wird neuer Regierungschef, suspendiert die Verfassung und ruft die República Nova aus. Staatspräsident Bernardino Machado, der sich geweigert hat, sein Amt zu übergeben, wird kurzzeitig festgenommen und muss danach ebenfalls ins französische Exil.

#### Weitere Ereignisse in Europa
- 1. Januar: Edmund Schulthess wird neuer Bundespräsident der Schweiz.

#### Weitere Ereignisse in Amerika
- 27. Januar: In Costa Rica putscht der Kriegs- und Marineminister Federico Alberto Tinoco Granados mit Hilfe des Militärs gegen Präsident Alfredo González Flores, der in die US-Botschaft flüchtet. Eine von Granados einberufene verfassungsgebende Versammlung wählt ihn im April zum Präsidenten des Landes.

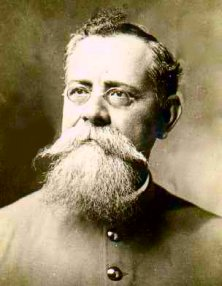
Venustiano Carranza um 1917

- 5. Februar: Im Zuge der Mexikanischen Revolution wird die erste Verfassung Mexikos verkündet. Venustiano Carranza wird im Mai erster konstitutioneller Präsident Mexikos.
- 7. Februar: Die Vereinigten Staaten beenden die Mexikanische Expedition gegen Pancho Villa und ziehen ihre Truppen aus Mexiko ab.
- 2. März: US-Präsident Woodrow Wilson unterschreibt den Jones–Shafroth Act. Damit wird Puerto Rico ein organisiertes, aber nicht inkorporiertes Territorium der Vereinigten Staaten.
- 1. April: Dänemark verkauft nach einer Ende des Vorjahres durchgeführten Volksabstimmung die Kolonie Dänisch-Westindien für 25 Millionen US-Dollar an die Vereinigten Staaten, die diese in Amerikanische Jungferninseln umbenennt. James Harrison Oliver wird von Präsident Woodrow Wilson zum ersten Gouverneur der Amerikanischen Jungferninseln ernannt. Bis zum Eintreffen an seiner neuen Wirkungsstätte wird er dort von Edwin Taylor Pollock kommissarisch vertreten.
- 18. Dezember: Der US-Kongress schlägt den Bundesstaaten einen Verfassungszusatz über die Prohibition zur Ratifizierung vor. Der vorgeschlagene Verfassungszusatz wird am 16. Januar 1919 als 18. Zusatzartikel ratifiziert.

#### Asien
- 1. Juli: Nach einem Militärputsch wird Präsident Li Yuanhong abgesetzt und der mittlerweile elfjährige Puyi in der Verbotenen Stadt zum zweiten Mal zum Kaiser von China gekrönt. Nach 12 Tagen ist dieser Restaurationsversuch jedoch bereits wieder beendet. Premierminister Duan Qirui stellt mithilfe der Anhui-Clique die Republik China wieder her, die aber weiter in der Warlord-Ära versinkt.

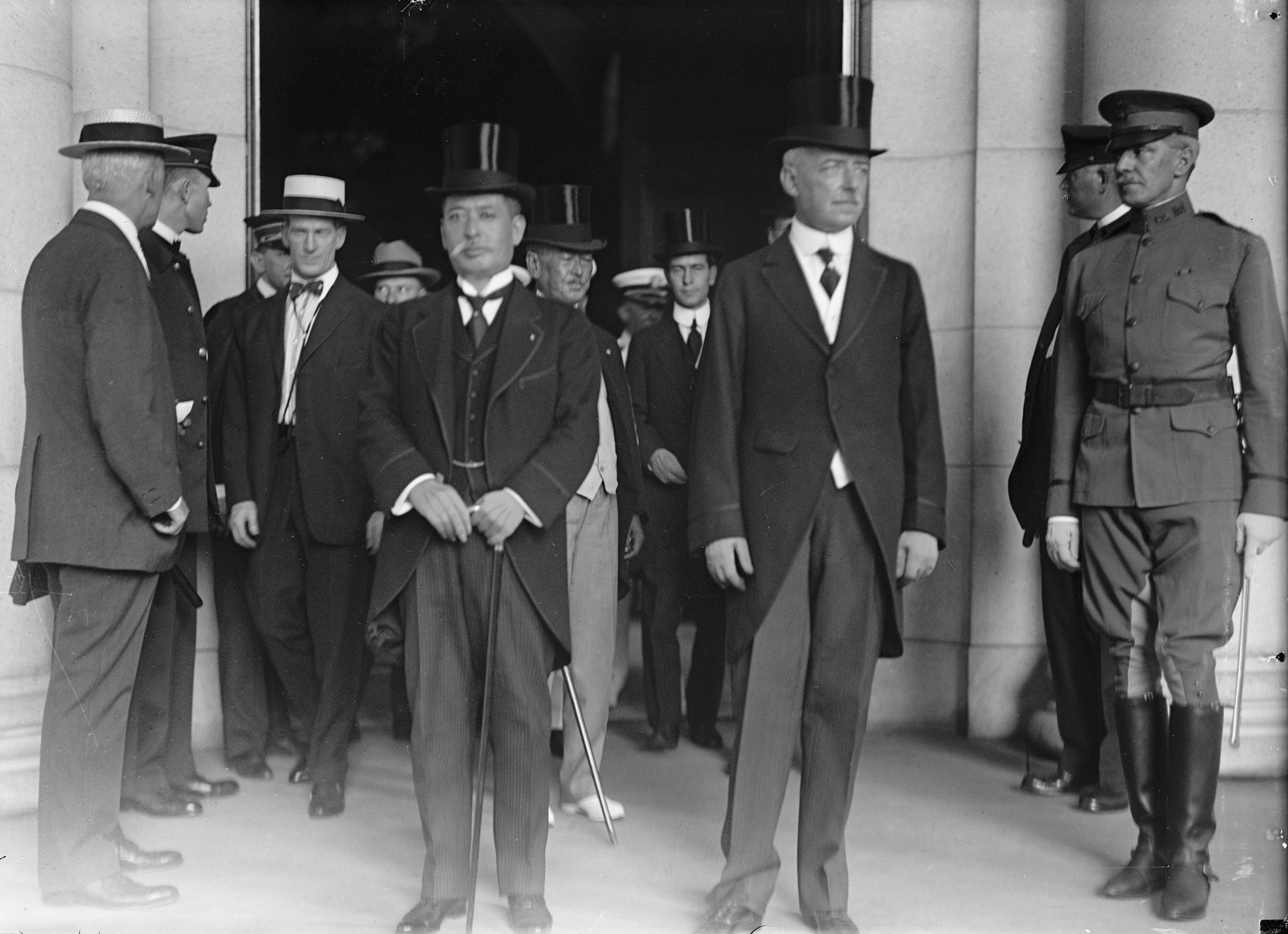
Ishii Kikujirō und Robert Lansing nach der Unterzeichnung des Abkommens in Washington, D.C.

- 2. November: Mit dem Lansing-Ishii-Abkommen verständigen sich die Vereinigten Staaten und das Kaiserreich Japan über ihre Interessen in China. Die Verhandlungsführer beider Nationen sind der ehemalige japanische Außenminister Ishii Kikujirō und der US-Außenminister Robert Lansing. Die Politik der offenen Tür soll beibehalten werden.

#### Australien
- 2. August bis 8. September: An dem von New South Wales ausgehenden Australischen Generalstreik von 1917 beteiligen sich zeitweise mehr als 100.000 Arbeiter. Der Streik wird jedoch ohne Erfolg beendet, zahlreiche Streikende werden in der Folge entlassen oder an andere Arbeitsstellen mit niedrigeren Löhnen versetzt. Auslöser für den Streik war die Einführung einer neuen Kosten- und Leistungskontrolle, ein Taylorismus-System, für die Beschäftigten des Eisen- und Straßenbahnwesens.

### Wirtschaft

#### Kriegswirtschaft
- 24. Juli: In Österreich wird das Kriegswirtschaftliche Ermächtigungsgesetz erlassen. Darin wird die k.k. Regierung von Kaiser und Reichsrat ermächtigt, die notwendigen Verfügungen zum Funktionieren der Wirtschaft und der Versorgung der Bevölkerung durch Verordnung zu erlassen und dabei auch Gesetze zu ändern.
- 22. Dezember: Der Normenausschuss der deutschen Industrie (Vorläufer des DIN) wird gegründet.

#### Unternehmensgründungen und -übernahmen
- 17. April: Henry Ford gründet in Cork das Zweigwerk Henry Ford & Son und begründet damit die Automobilindustrie in Irland.
- 24. April: Die Polyphon Musikwerke AG übernimmt die Deutsche Grammophon Gesellschaft.
- 31. Juli: In der Schweiz erscheinen erstmals die Neuen Republikanischen Blätter.
- 25. September: Zur Ausbeutung der Goldvorkommen des südafrikanischen East Rand wird von Ernest Oppenheimer das Unternehmen Anglo American gegründet.
- 16. Oktober: Kapitalanleger aus mehreren Staaten beteiligen sich an der Gründung der Companhia de Diamantes de Angola (Diamang), die sich dem Diamantenabbau in Angola zuwendet.
- 13. Dezember: Die Deutsche Luft-Reederei, eine Vorläuferfirma der Lufthansa, wird gegründet.
- In Wien wird das Österreichische Verkehrsbüro gegründet. Die staatliche Organisation ist zunächst mit der Entwicklung eines Fahrscheinsystems für die Österreichischen Staatsbahnen betraut.

#### Weitere wirtschaftliche Ereignisse

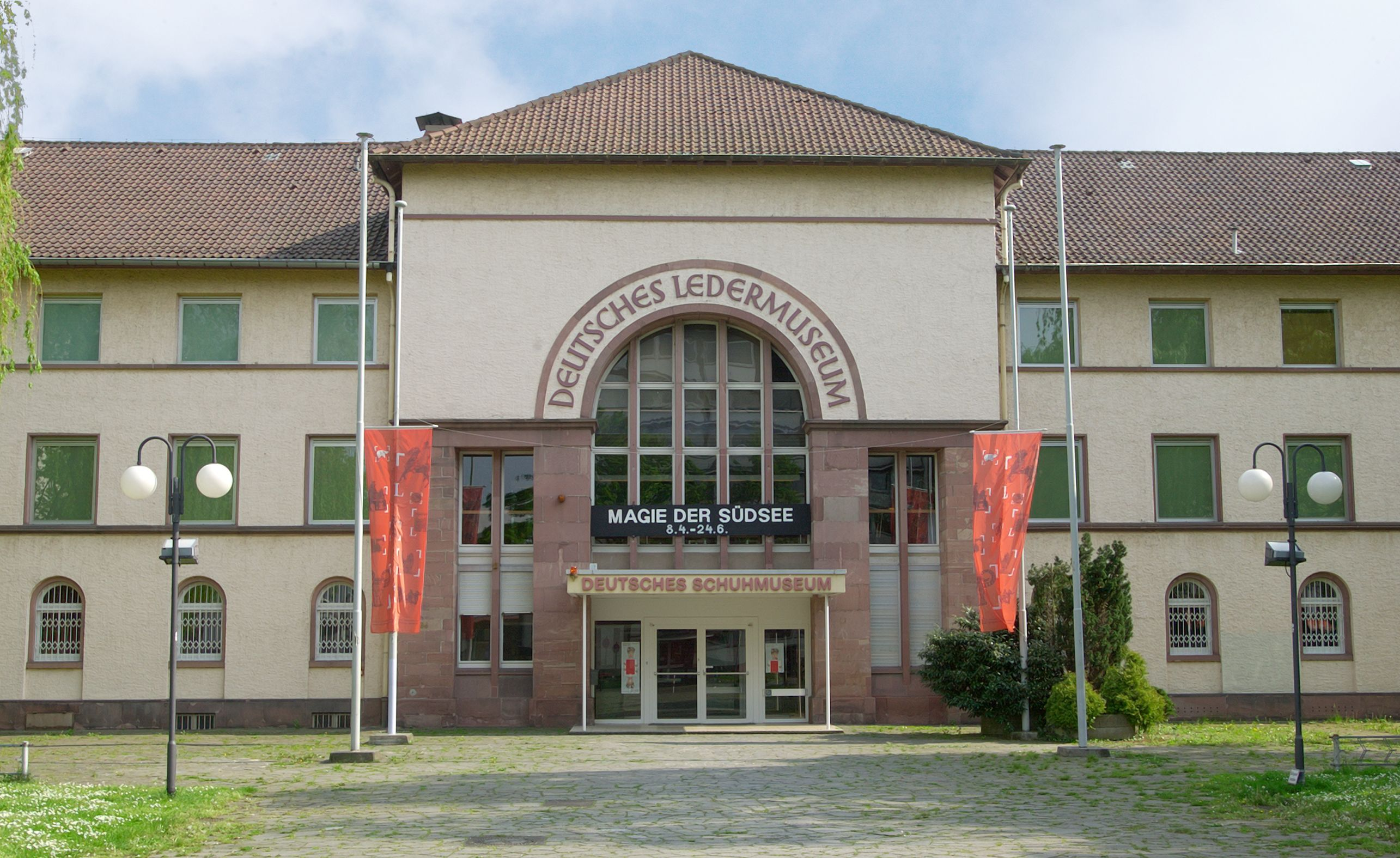
Das Deutsche Ledermuseum, Mai 2001

- 13. März: In Offenbach am Main wird das auf Initiative Hugo Eberhardts entstandene Deutsche Ledermuseum eröffnet.
- 15. bis 29. April: Die erste Mustermesse Basel wird abgehalten.
- 4. August: Der französische Ingenieur Lucien Lévy meldet ein Patent für ein Überlagerungsverfahren für Funksignale an. Sein Schaltungsprinzip setzt sich in der Folge gegen andere durch.
- 6. Oktober: Die Schweizer Eisenbahngesellschaft Langenthal-Melchnau-Bahn eröffnet die in den Kantonen Bern und Luzern gelegene, von Anfang an elektrisch betriebene, meterspurige Schmalspurbahnstrecke von Langenthal über Roggwil und St. Urban nach Melchnau. Die Geschäftsführung der Bahnstrecke Langenthal–Melchnau liegt bei der 1907 gegründeten Langenthal-Jura-Bahn.

### Wissenschaft und Technik

#### Antarktisforschung
- 10. Januar: Die in Neuseeland generalüberholte Aurora erreicht Kap Evans an der Westküste der Ross-Insel in der Antarktis und sammelt die sieben letzten Überlebenden der Ross Sea Party auf, um sie nach Wellington zu bringen, wo sie am 9. Februar ankommen. Damit endet die gescheiterte Endurance-Expedition, die 1914 unter der Leitung von Ernest Shackleton aufgebrochen ist, die Antarktis zu durchqueren.

#### Naturwissenschaften
- 6. Juli: Die Kaiser-Wilhelm-Gesellschaft zur Förderung der Wissenschaften beschließt die Gründung des Kaiser-Wilhelm-Instituts für Physik zum 1. Oktober. Dieses verfügt zunächst nicht über ein eigenes Institutsgebäude, die Adresse des Instituts ist die Privatanschrift des ersten Direktors Albert Einstein in Berlin-Schöneberg.
- 19. August: Der US-amerikanische Paläontologe Charles Walcott findet im Burgess-Schiefer versteinert die ausgestorbene Art Fasciculus vesanus, die vor etwa 510 Millionen Jahren im Kambrium auf der Erde gelebt hat.
- Robert Innes, Direktor des Republic Observatory in Johannesburg, entdeckt den Stern Proxima Centauri.

#### Technische Errungenschaften

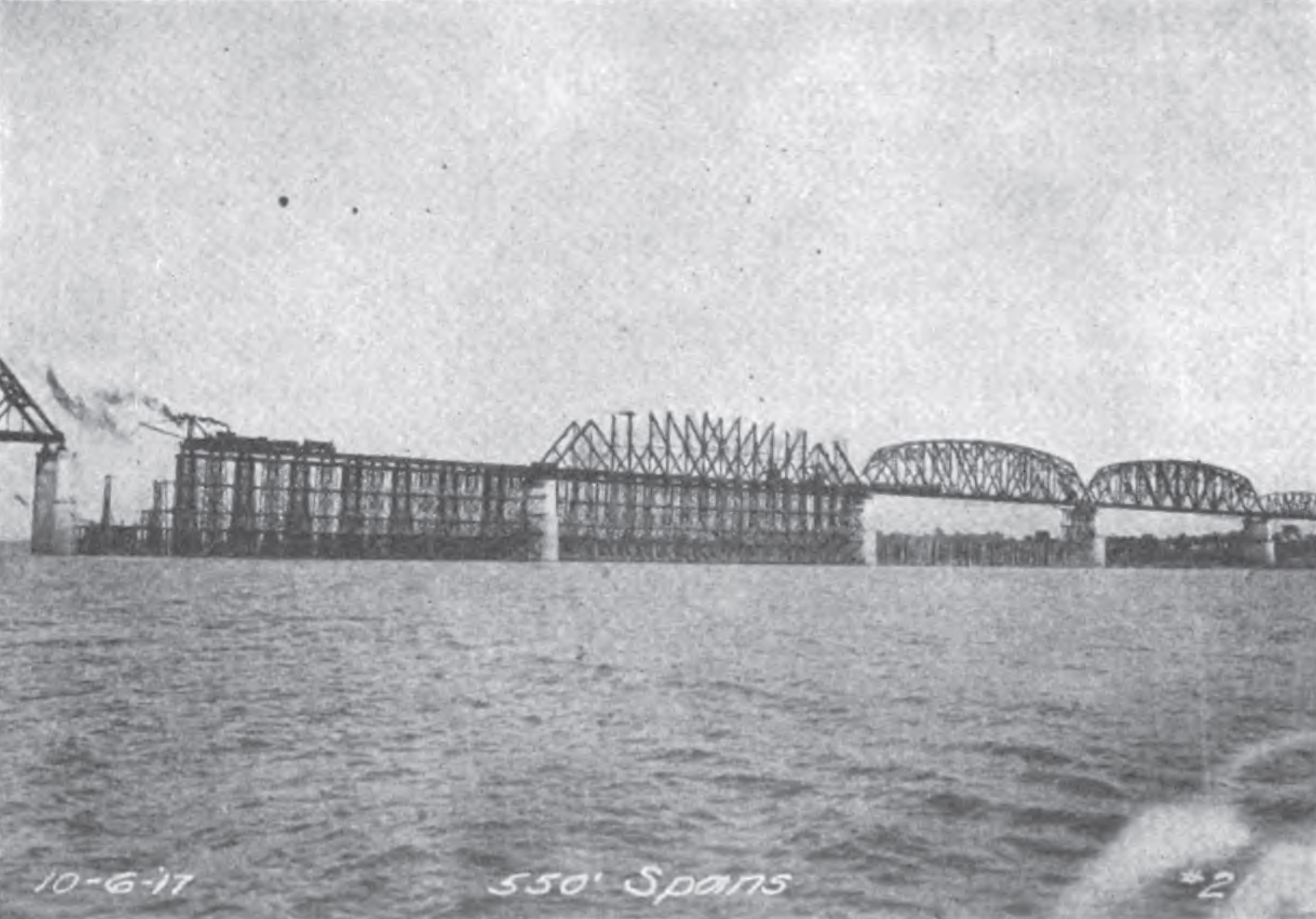
Errichtung der mittleren Fachwerkträger der Metropolis Bridge im Oktober 1917

- 15. Dezember: Nach über zweijähriger Bauzeit überquert der erste Zug die Metropolis Bridge über den Ohio zwischen der Stadt Metropolis in Illinois und dem McCracken County in Kentucky. Die fast zwei Kilometer lange Stahlbrücke besitzt mit 220 Metern den weltweit längsten einfachen Fachwerkträger einer Eisenbahnbrücke und ist ursprünglich für einen zweigleisigen Ausbau konzipiert, der aber nie umgesetzt wird.
- Der US-Amerikaner Eugene Clark stellt den ersten Gabelstapler her.
- Technicolor wird bei dem Film The Gulf Between mit einem 2-Farben-Verfahren zum ersten Mal eingesetzt. Der Prozess führt jedoch zu einer großen Enttäuschung, da der Kinovorführer es nicht schafft, die beiden Kinoprojektor-Prismen so einzustellen, dass die zwei farbigen Teilbilder auf der Leinwand korrekt übereinander liegen.

#### Lehre und Forschung
- 26. März: In Bangkok wird die Chulalongkorn-Universität als erste Universität Siams (des heutigen Thailands) gegründet.

### Kultur

#### Bildende Kunst

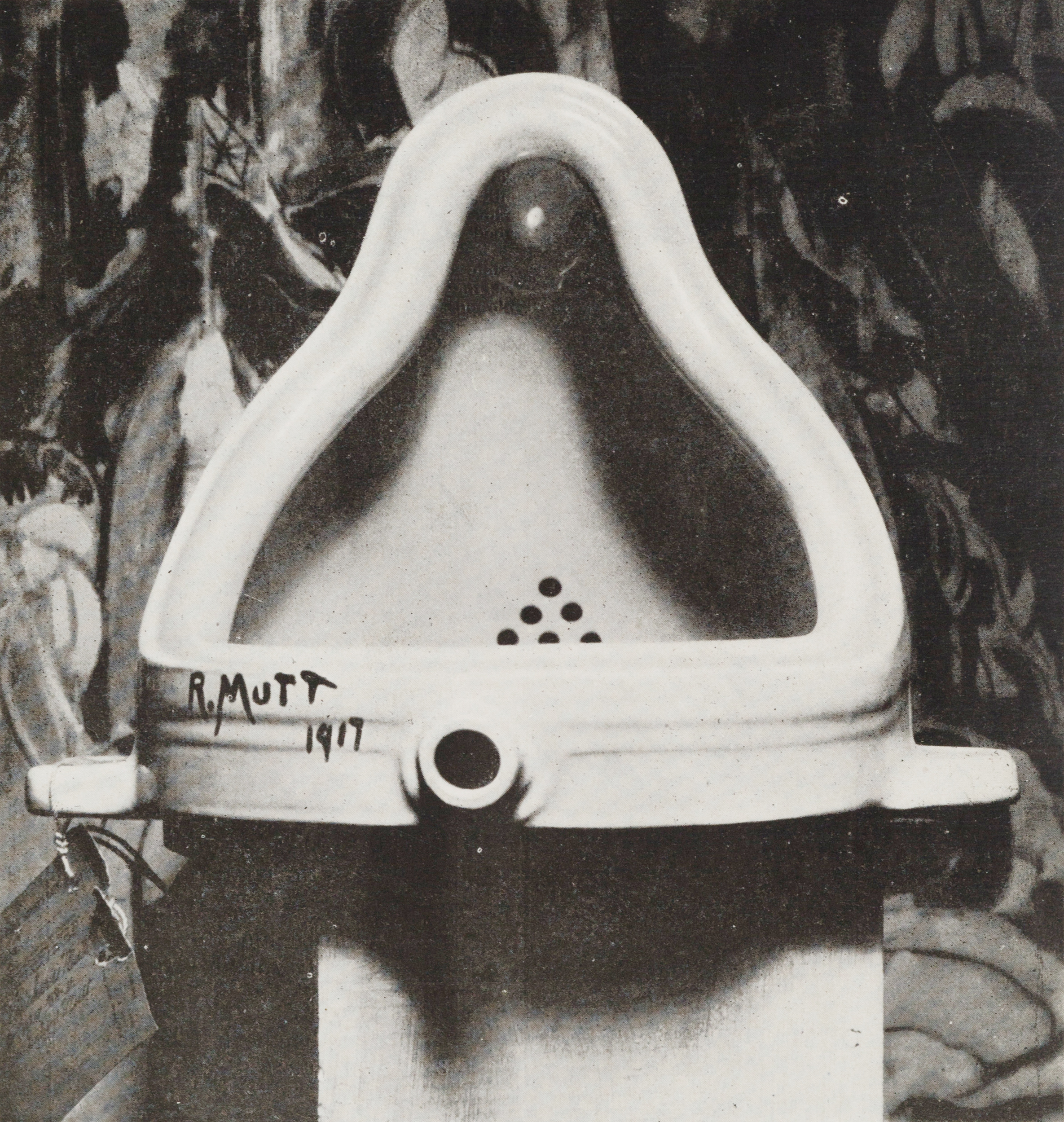
Fountain, Foto von Alfred Stieglitz (1917)

- 10. April: Anlässlich der Eröffnung der ersten Ausstellung der Society of Independent Artists erscheint in New York die erste Ausgabe des Dadamagazins The Blind Man.
- April: Das Ready-made Fountain von Marcel Duchamp, ein mit „R. Mutt“ signiertes handelsübliches Urinal aus einem Sanitärgeschäft, wird vom Vorstand der Society of Independent Artists abgelehnt.

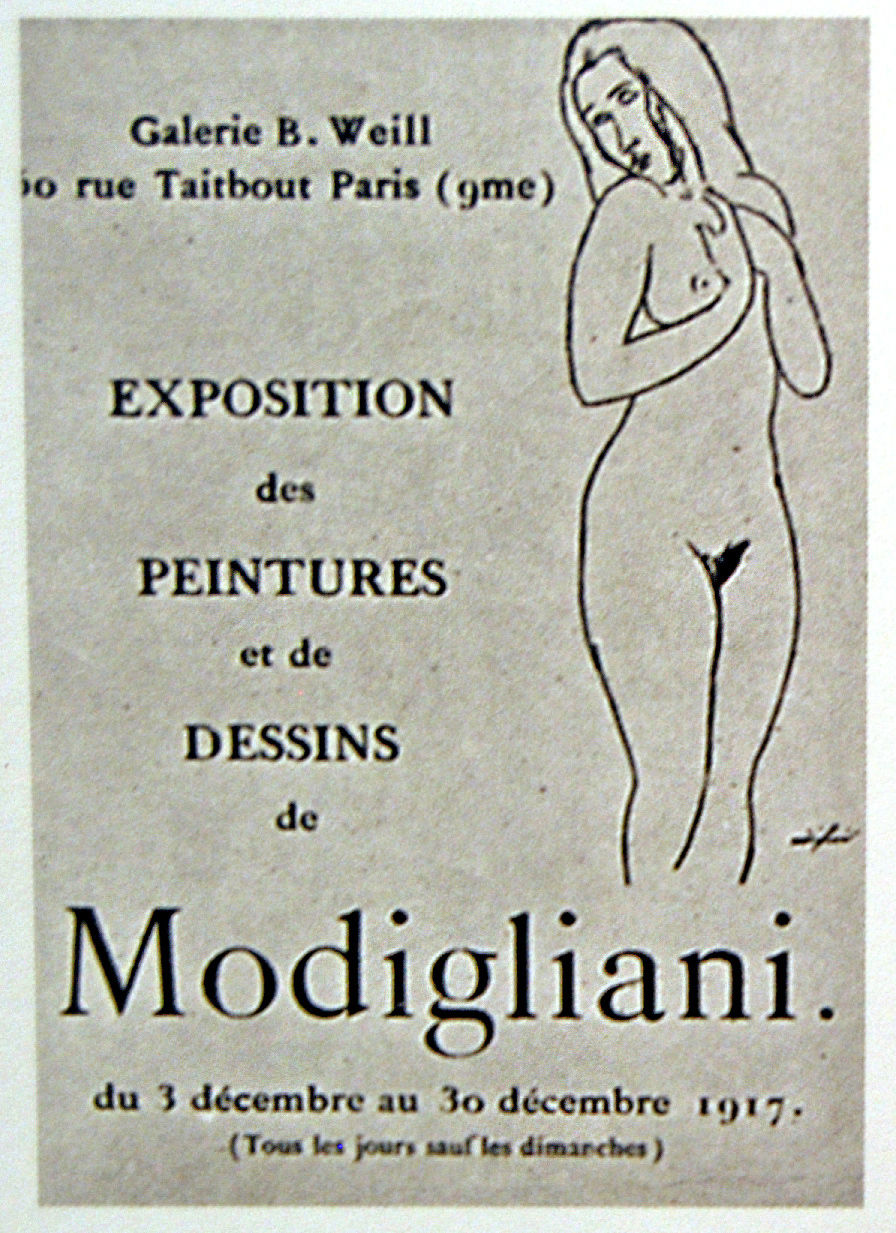
Amedeo-Modigliani-Ausstellung 1917 Berthe Weill

- Amedeo Modigliani malt im Auftrag seines Freundes und Kunsthändlers Leopold Zborowski eine Serie von Aktbildern, darunter die Ölgemälde Nu couché (Liegender Akt) und Liegender Frauenakt auf weißem Kissen. Die Werke werden am 3. Dezember auf der einzigen Einzelausstellung des Künstlers in der Galerie Berthe Weill gezeigt, die allerdings schon am ersten Tag von der Polizei geschlossen wird.
- Die niederländische Künstlergruppe De Stijl wird gegründet. Sie bekennt sich zu einer geometrisch-abstrakten, „asketischen“ Darstellungsform in Kunst und Architektur und einem auf Funktionalität beschränkten Purismus. Gründungsmitglieder sind der Maler und Kunsttheoretiker Theo van Doesburg, die Maler Piet Mondrian und Georges Vantongerloo, die Architekten Robert van’t Hoff, J. J. P. Oud und Jan Wils, die Maler Vilmos Huszár und Bart van der Leck, sowie der Dichter Antony Kok.

#### Film

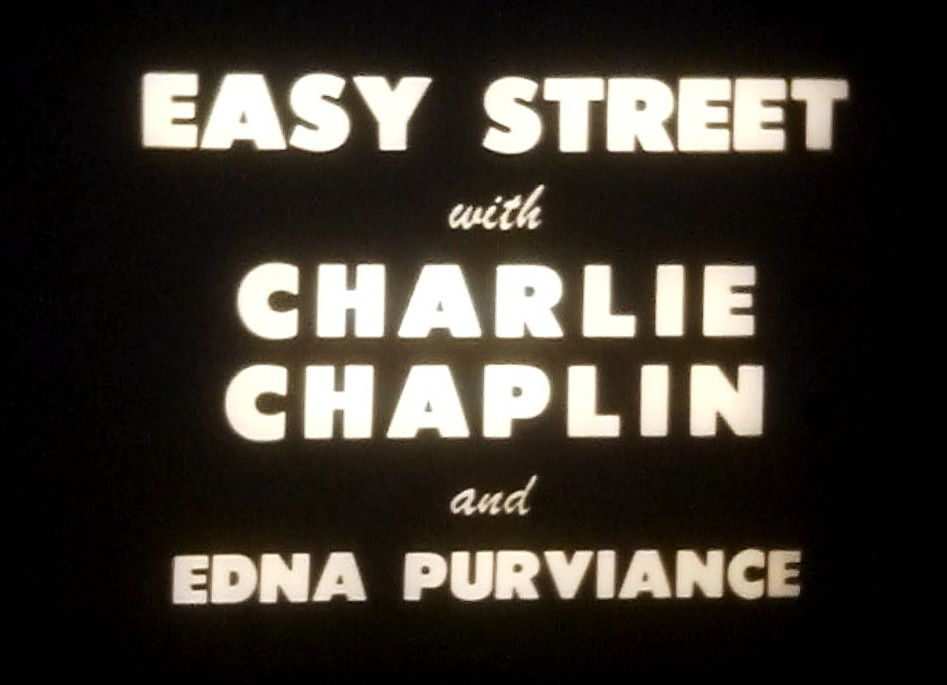
Easy Street Filmtitel

- Die für den 22. Januar geplante Premiere von Charlie Chaplins Stummfilmkomödie Easy Street (Leichte Straße) muss wegen mehrerer Pannen auf dem Set um zwei Wochen verschoben werden. Die „komische Parodie der viktorianischen Besserungs-Melodramen“ gilt als eines der frühen Meisterwerke des Künstlers.

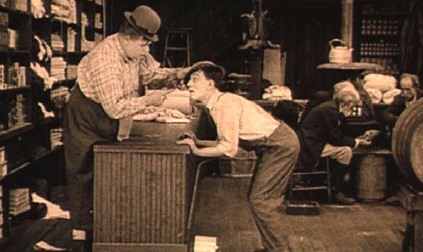
Buster Keaton und Roscoe Arbuckle in The Butcher Boy

- Februar: Bei einem Studiobesuch lädt Roscoe Arbuckle den anfangs skeptischen Vaudeville-Komiker Buster Keaton spontan ein, in einem seiner Filme aufzutreten. The Butcher Boy gilt als Keatons Leinwanddebüt.
- 1. März: Mit dem ersten von insgesamt vier Teilen von Es werde Licht! unter der Regie von Richard Oswald kommt der erste Aufklärungsfilm in die Kinos und erhält positive Resonanz beim breiten Publikum und der nichtbürgerlichen Kritik. Erzkonsevative und militärische Kreise bekämpfen das Werk hingegen auf das Schärfste.
- 17. Juni: Die Tragikomödie The Immigrant (Der Einwanderer) mit Charlie Chaplin und Edna Purviance in den Hauptrollen hat ihre Uraufführung. Ausschnitte aus dem Film werden in der McCarthy-Ära als „Beweis“ für Chaplins angeblichen Antiamerikanismus herangezogen.

#### Literatur

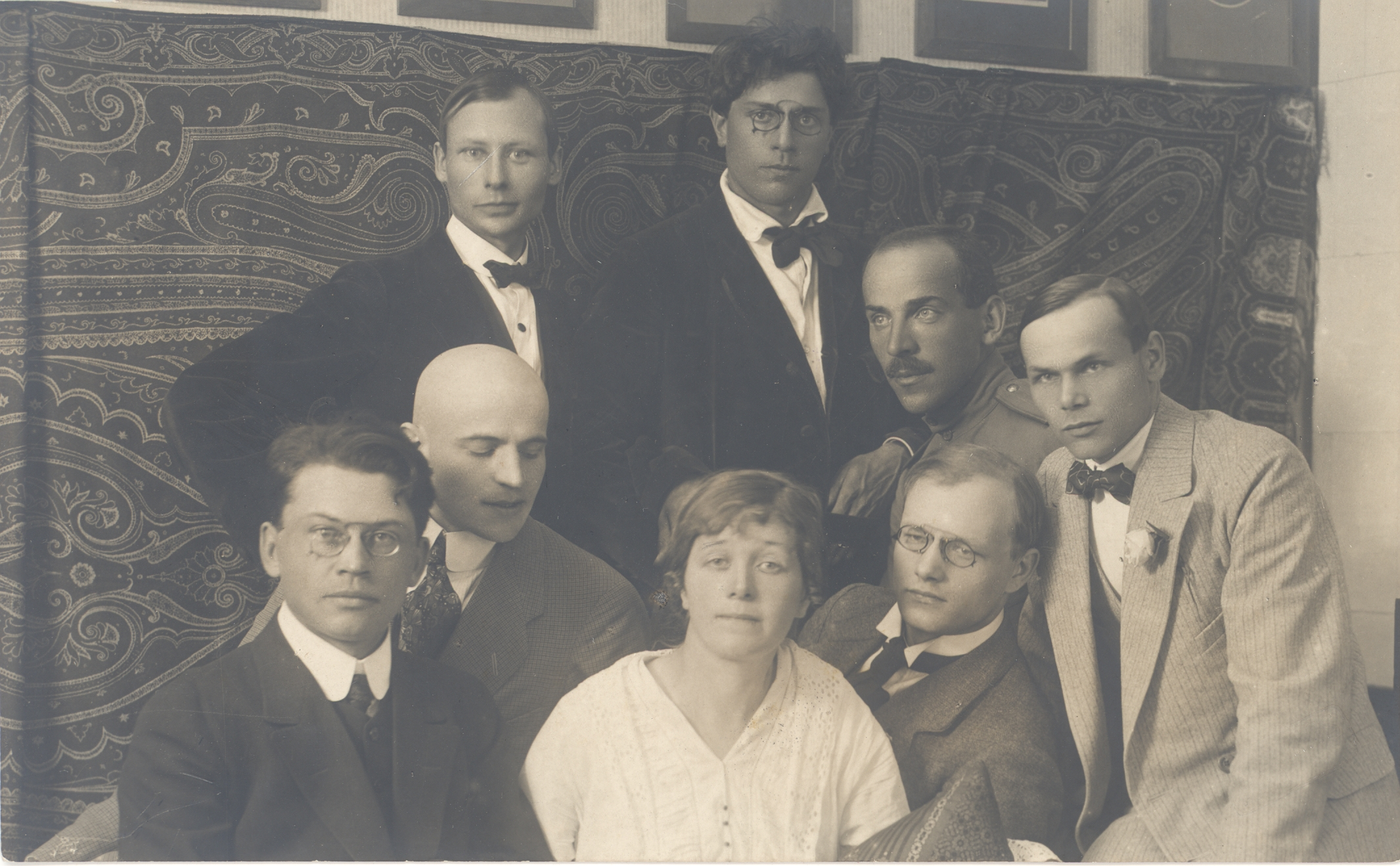
Die Mitglieder von Siuru

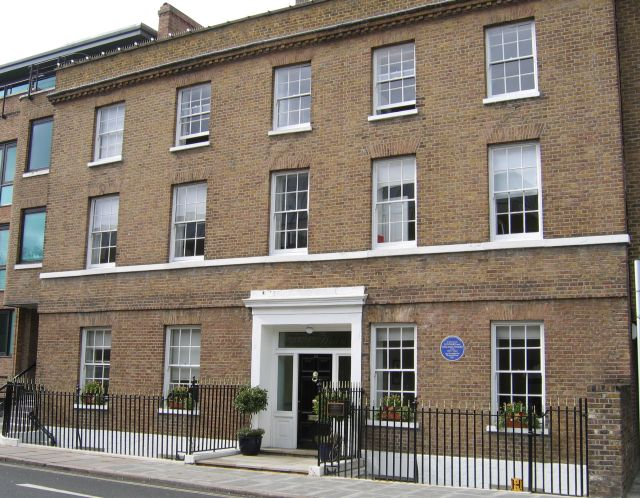
Hogarth House, Wohnhaus und Verlagssitz von 1917 bis 1924

#### Musik und Theater
- 29. Januar: Georg Kaisers expressionistisches Bühnenspiel Die Bürger von Calais wird am Neuen Theater in Frankfurt am Main unter der Regie von Arthur Hellmer uraufgeführt. Das Theaterstück wird ein großer Publikumserfolg und bringt dem Autor den künstlerischen Durchbruch.
- 30. Januar: Am Hoftheater in Stuttgart hat die einaktige Oper Eine florentinische Tragödie von Alexander von Zemlinsky ihre Uraufführung. Der Text beruht auf der Dichtung A Florentine Tragedy von Oscar Wilde in der deutschen Übersetzung von Max Meyerfeld.
- 23. Februar: Die Uraufführung der Oper Mlada von César Cui findet am Michailowski-Theater in Sankt Petersburg statt, das 1872 geschriebene Werk erweckt allerdings kein Interesse.
- 26. April: Hugo von Hofmannsthals Komödie Die Lästigen wird in den Kammerspielen des Deutschen Theaters in Berlin uraufgeführt.
- 28. April: Das 1912 entstandene Theaterstück Von morgens bis mitternachts von Georg Kaiser wird in München uraufgeführt.

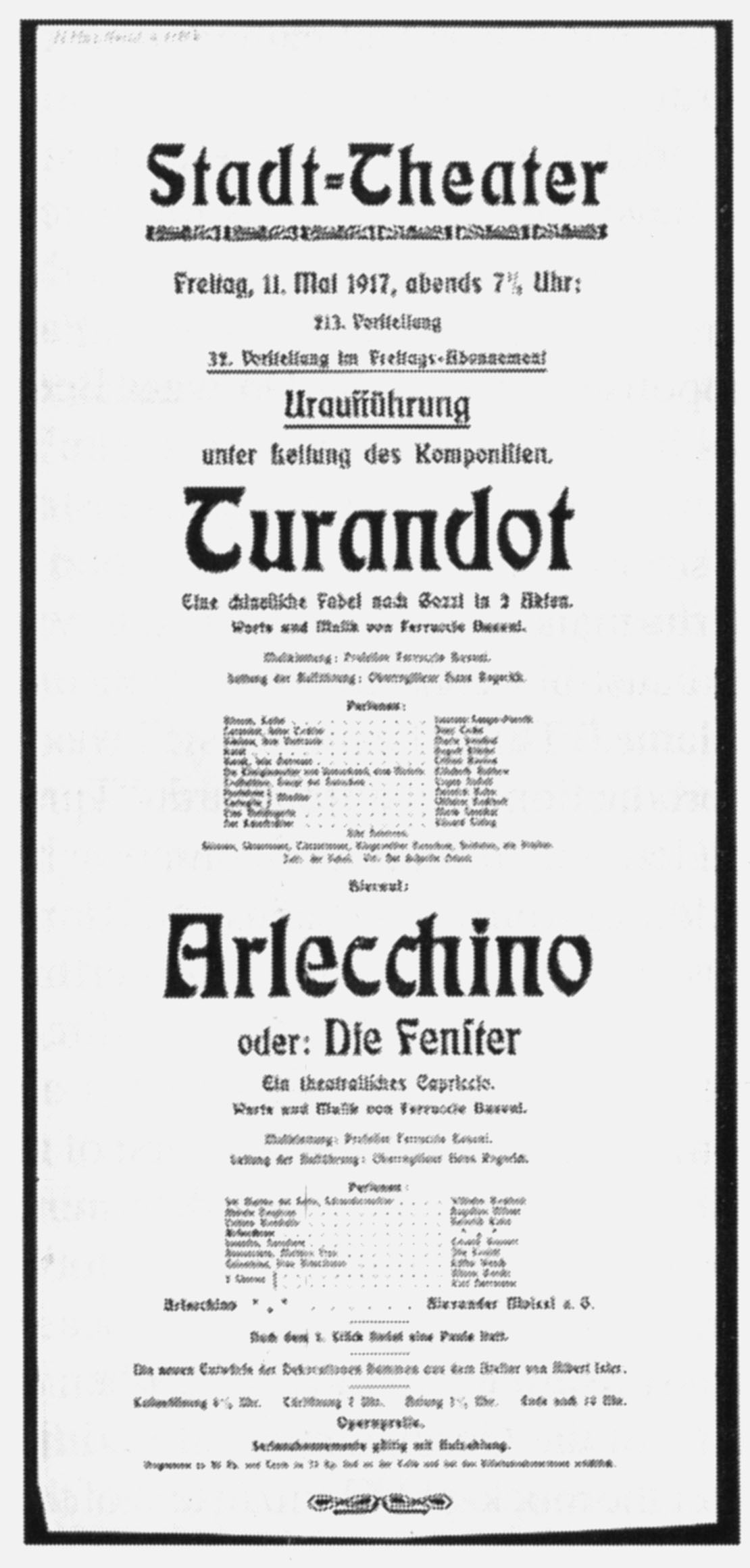
Premierenposter von Turandot

- 11. Mai: Die Oper Turandot. Eine chinesische Fabel von Ferruccio Busoni nach Carlo Gozzi wird gemeinsam mit dem Capriccio Arlecchino oder Die Fenster unter der Leitung des Komponisten am Stadttheater Zürich uraufgeführt.
- 12. Mai: Das Tanzspiel A fából faragott királyfi (Der holzgeschnitzte Prinz) des ungarischen Komponisten Béla Bartók auf ein Libretto von József Újfalussy nach Béla Balázs hat seine Uraufführung in Budapest.
- 12. Juni: Hans Pfitzners musikalische Legende Palestrina wird am Prinzregententheater in München unter dem Dirigat von Bruno Walter mit Karl Erb in der Titelrolle mit außerordentlichem Erfolg uraufgeführt.
- 18. Juni: Das Drama So ist es von Luigi Pirandello erlebt seine Uraufführung in Mailand.
- 25. August: Die Uraufführung der Operette Schwarzwaldmädel von Leon Jessel erfolgt in Berlin. Das Libretto stammt von August Neidhart.
- 6. Oktober: Am Theater am Nollendorfplatz in Berlin wird die Operette Drei alte Schachteln von Walter Kollo mit dem Libretto von Herman Haller uraufgeführt. Die Liedtexte stammen von Rideamus alias Fritz Oliven.
- 11. Dezember: Hans Pfitzners Werk Das Christ-Elflein wird in seiner zur Spieloper umgearbeiteten zweiten Fassung an der Dresdner Hofoper unter der Leitung von Fritz Reiner und mit Grete Merrem-Nikisch in der Titelrolle uraufgeführt. Die Originaldichtung stammt von Ilse von Stach. Die zweite Fassung wird im Gegensatz zu Pfitzners erster Version ein Erfolg.

### Gesellschaft
- 4. Juni: König George V. von Großbritannien stiftet den Order of the Companions of Honour als Auszeichnung für herausragende Leistungen in den Bereichen Kunst, Musik, Literatur, Naturwissenschaften, Politik, Industrie und Religion.
- 7. Juni: Der Geschäftsmann Melvin Jones gründet in Chicago den Lions Club.

### Religion

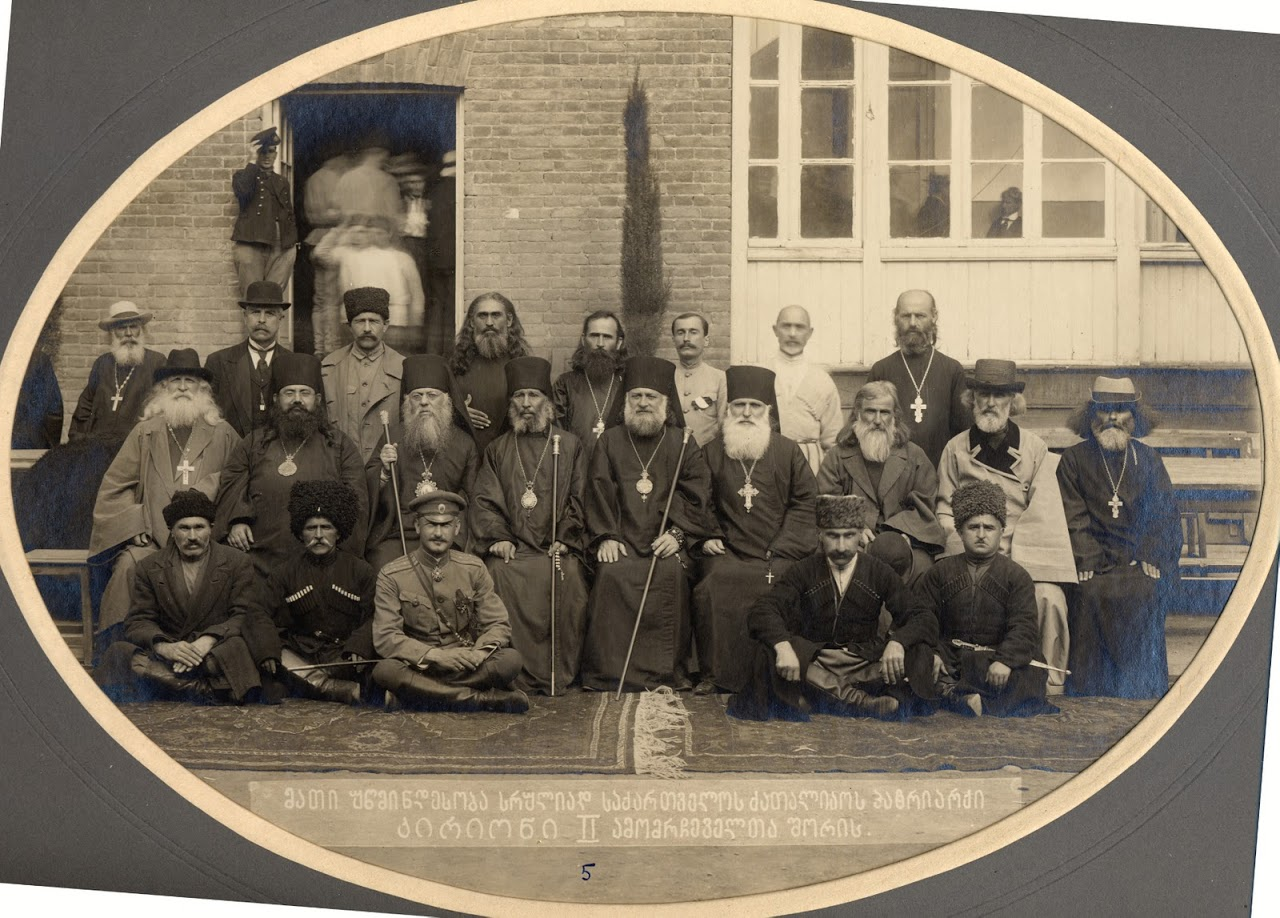
Erstes Konzil der wiederbegründeten Georgischen Orthodoxen Kirche 1917

- 12. Märzjul. / 25. Märzgreg.: Die Georgische Orthodoxe Kirche erklärt ihre Unabhängigkeit von der Russisch-Orthodoxen Kirche, der sie seit 1811 unterstellt ist. Am 15. Septemberjul. / 28. Septembergreg. wird mit Kyrion II. erneut ein Katholikos-Patriarch von ganz Georgien gewählt. Die wiederhergestellte Autokephalie der Georgischen Orthodoxen Kirche bleibt jedoch innerhalb der Orthodoxie noch über Jahrzehnte umstritten.

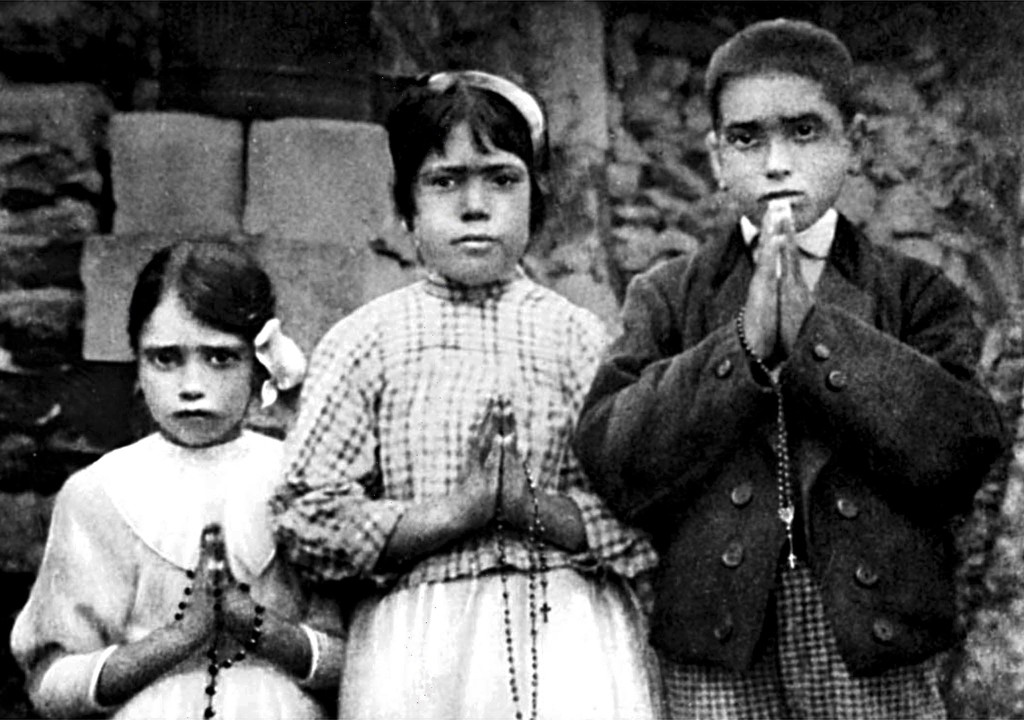
Jacinta, Lúcia und Francisco (v. l. n. r.) um 1917

- 13. Mai: Die drei Kinder Lúcia dos Santos, Jacinta und Francisco Marto haben im portugiesischen Fátima angeblich eine Marienerscheinung, der bis zum 13. Oktober noch vier weitere folgen.
- 27. Mai: Papst Benedikt XV. setzt den vom Ersten Vatikanischen Konzil angeregten, von Papst Pius X. in Auftrag gegebenen und von Pietro Gasparri maßgeblich erarbeiteten Codex Iuris Canonici in Kraft. Damit ist das lateinische Kirchenrecht erstmals in einem zentralisierenden Rechtsbuch kodifiziert. Die als Römischer Zentralismus kritisierte Stärkung der päpstlichen Rechtszuständigkeiten wurde vom Vatikan auch aus den niederschmetternden Erfahrungen päpstlicher Ohnmacht angesichts des Ersten Weltkriegs vorangetrieben. Unter anderem dürfen Bischofsweihen nicht mehr unter die Kontrolle nationaler Politik fallen.
- 13. Oktober: Zur Mittagszeit erscheint die Jungfrau Maria im portugiesischen Fátima zum letzten Mal den drei Schäferkindern Jacinta Marto, Francisco Marto und Lúcia dos Santos. Es findet in Anwesenheit von Zehntausenden von Menschen das Sonnenwunder statt.

### Katastrophen

#### Schiffskatastrophen
- 14. Januar: Der japanische Panzerkreuzer Tsukuba sinkt nach einem Brand und der Explosion der Munitionskammern in der Yokosuka-Bucht. 305 Tote unter der 817 Mann starken Besatzung sind die Folge.
- 30. August: Weil er wegen des Kriegszustands abgedunkelt fährt, kollidiert der französische Passagierdampfer Natal bei Marseille mit einem entgegenkommenden Frachtschiff und sinkt in nur zehn Minuten. Von 503 Passagieren und Besatzungsmitgliedern kommen 105 ums Leben.

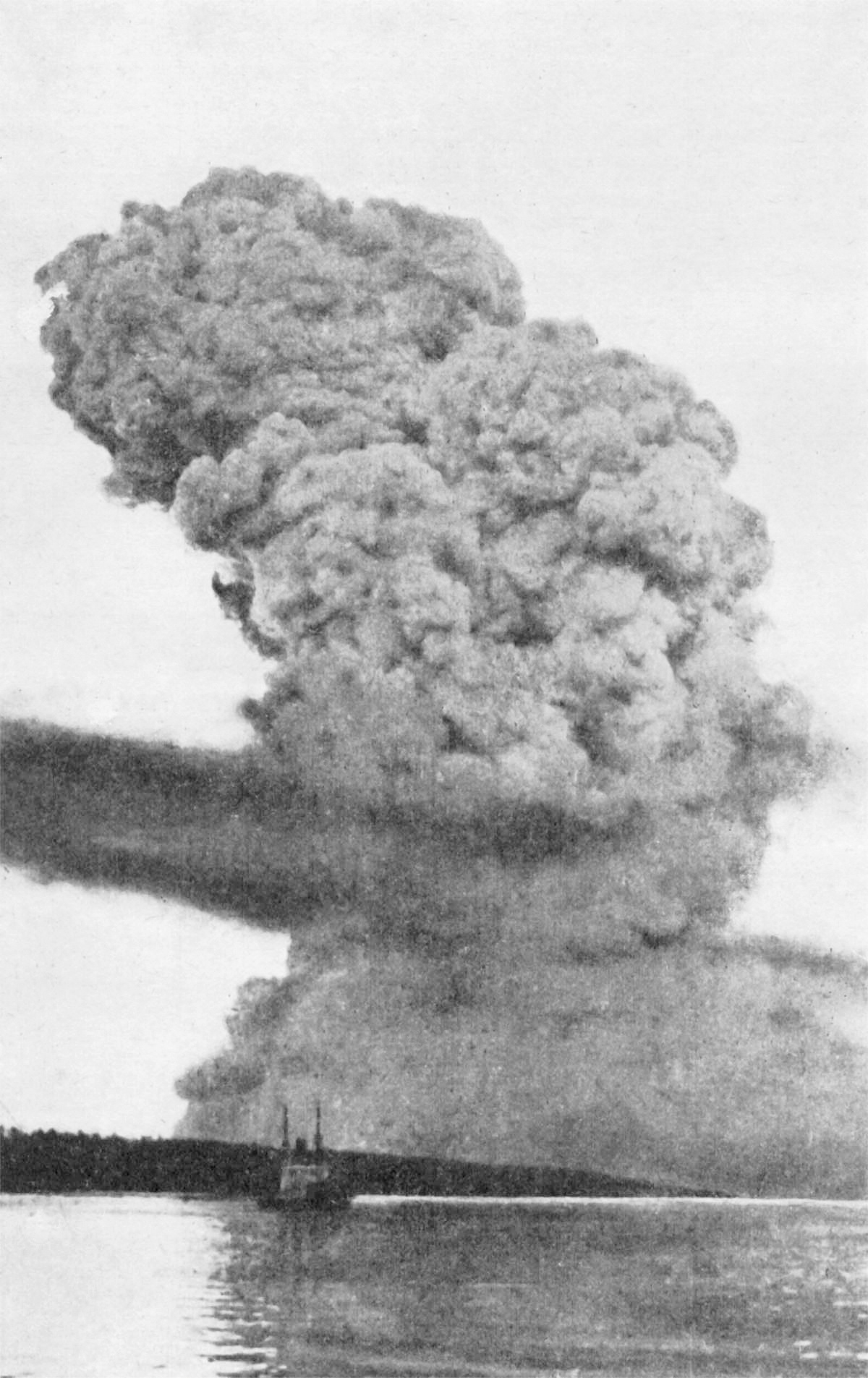
Rauchwolke der Explosion vom Bedfordbecken aus gesehen

- 6. Dezember: Im Hafen von Halifax an der kanadischen Ostküste ereignet sich die bislang größte unfallbedingt von Menschen verursachte Explosion. Dabei kollidiert der französische Munitionsfrachter Mont Blanc mit dem norwegischen Schiff Imo, gerät in Brand und explodierte. Bei dem Unglück werden mindestens 1.946 Personen getötet und viele weitere Tausend verletzt. Die Explosion ist so gewaltig, dass sie eine Flutwelle und heftige Erderschütterungen auslöst, während die enorme Druckwelle Bäume entwurzelt, Eisenbahnschienen verbiegt und zahlreiche Gebäude zerstört.

#### Erdbeben
- 21. Januar: Ein Erdbeben unbekannter Stärke auf Bali, Indonesien fordert ca. 15.000 Tote.
- 30. Juli: Ein Erdbeben der Stärke 6,5 in China fordert ca. 1.800 Tote.

#### Brandkatastrophen
- 21. Mai: In Atlanta entsteht ein Großbrand, der 1.938 Gebäude vernichtet und etwa 10.000 Menschen obdachlos macht. Es ist jedoch „nur“ ein Todesopfer zu beklagen.

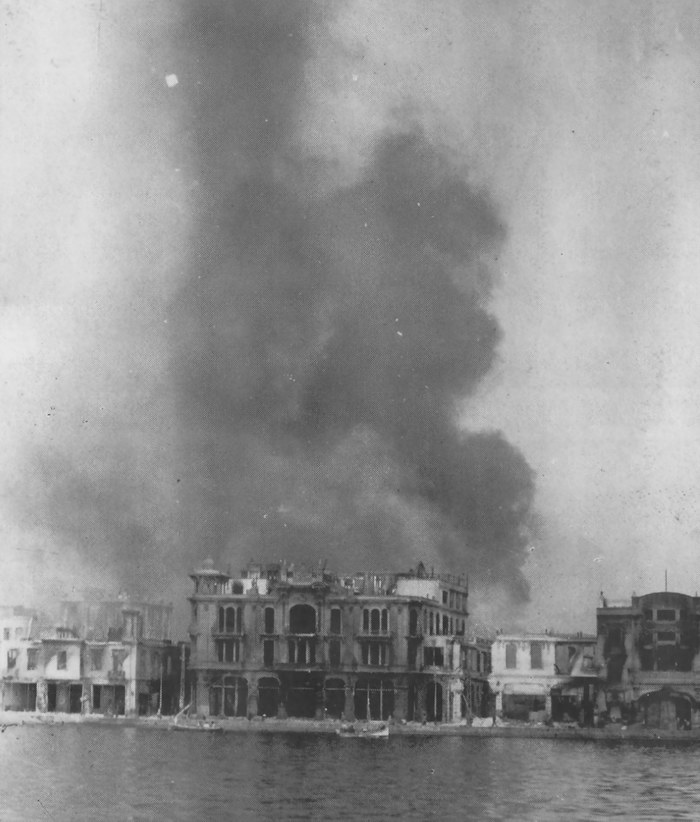
Brand des Luxushotels Splendid in Thessaloniki

- 18. August: Der Großbrand in Thessaloniki beginnt. Erst am Folgetag können die Flammen endgültig gelöscht werden. 32 Prozent der Stadt werden zerstört, etwa 70 Prozent der Arbeitsplätze durch das Feuer vernichtet. Tausende Einwohner werden obdachlos.

#### Andere Katastrophen

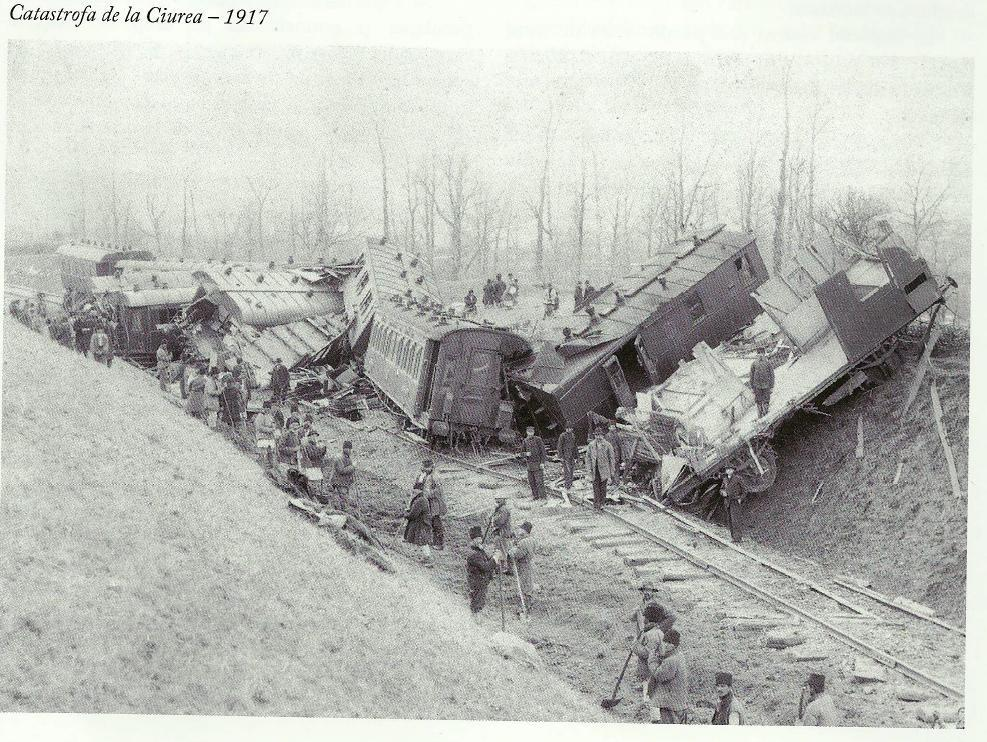
Der entgleiste Zug im Bahnhof von Ciurea

- 13. Januar: Bei einem der schwersten Eisenbahnunfälle weltweit entgleist ein mit verwundeten russischen Soldaten und Flüchtlingen überfüllter Zug im Bahnhof der rumänischen Ortschaft Ciurea. Der Unfall fordert zwischen 600 und 1000 Todesopfer.
- 4. August: Beim Bruch der Tigra-Talsperre in Indien kommt es zu einer Flutwelle, bei der rund 1000 Menschen ums Leben kommen.
- 10. Juli: Beim Eisenbahnunfall von Pragerhof explodiert im Bahnhof Pragerhof im heutigen Slowenien an der Bahnstrecke Spielfeld-Straß–Trieste Centrale ein mit Seeminen beladener Munitionstransport. 43 Menschen sterben, 75 weitere werden verletzt.
- 12. Dezember: Zugunglück bei Modane/Frankreich, mindestens 543 Tote

Kleinere Unglücksfälle sind in den Unterartikeln von Katastrophe und in der Liste von Katastrophen aufgeführt.

### Natur und Umwelt

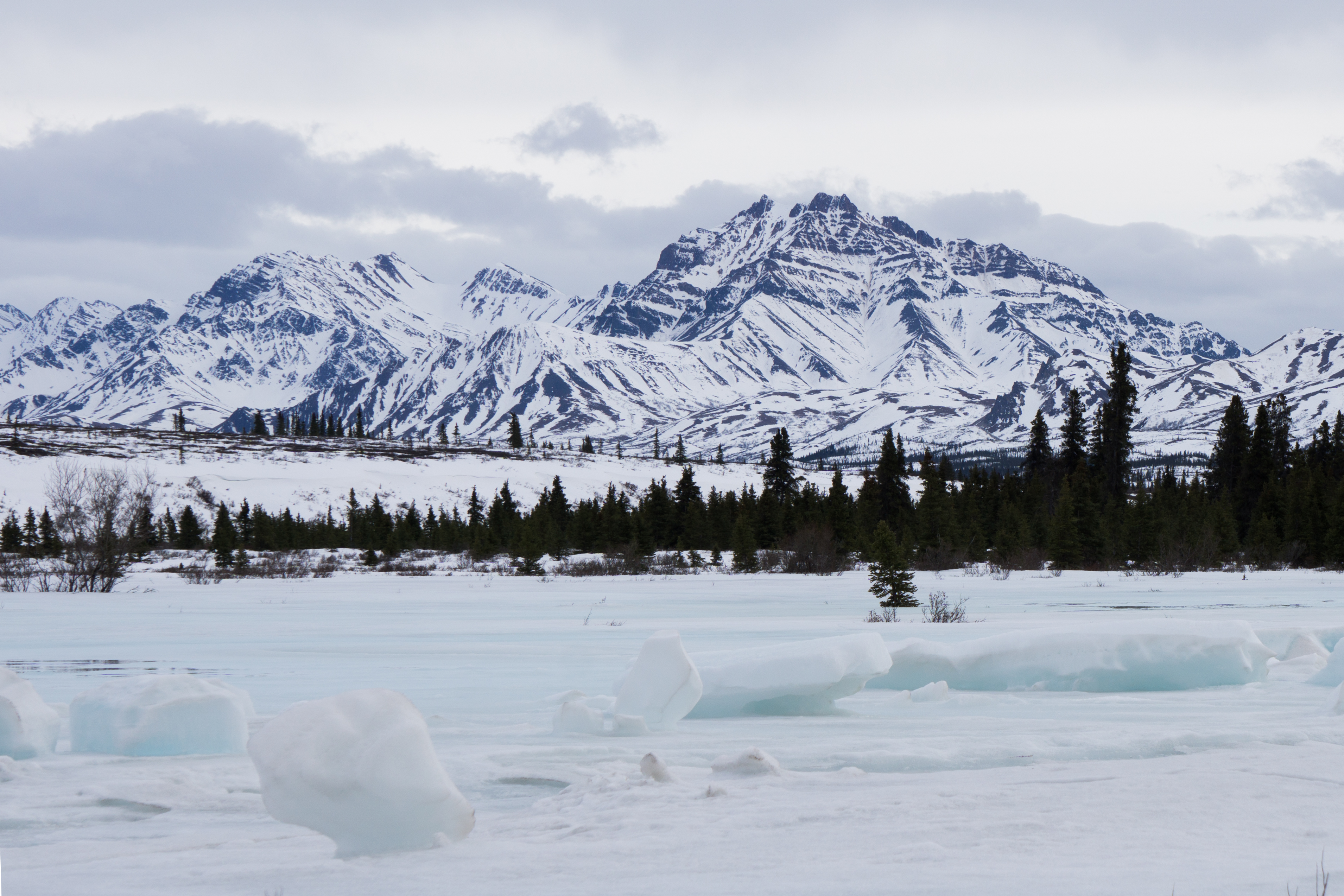
Der Nationalpark im Winter

- 26. Februar: Durch die Unterschrift des amerikanischen Präsidenten Woodrow Wilson wird in Alaska auf Initiative von Senator Key Pittman der Mount McKinley-Nationalpark geschaffen.

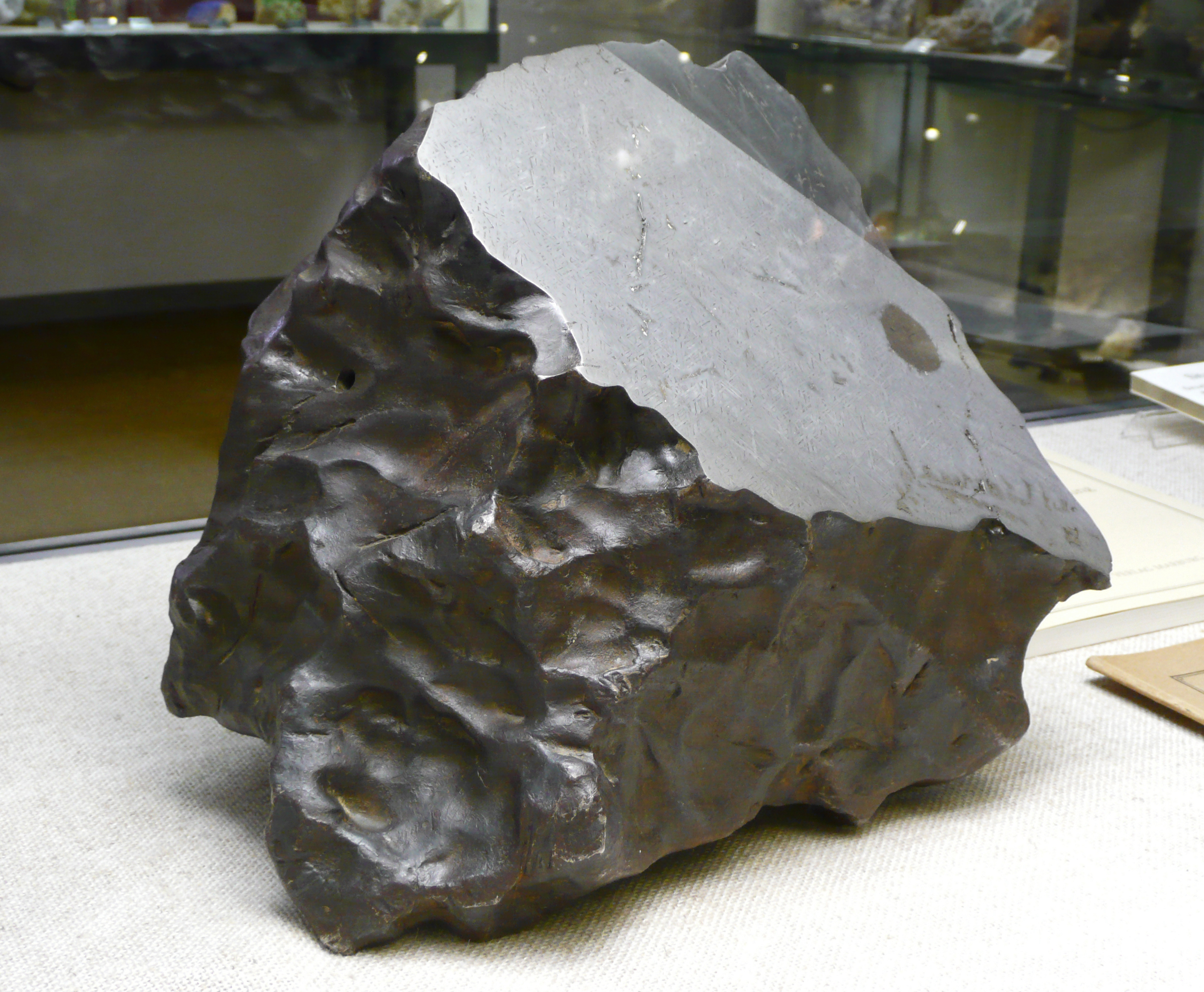
Meteorit von Treysa (Hauptstück)

- 5. März: Der knapp ein Jahr zuvor niedergegangene Meteorit von Treysa wird auf der Basis von Berechnungen von Alfred Wegener in einem Waldstück bei Rommershausen gefunden.

### Sport
- 9. Mai: Unter dem Namen Odd wird der norwegische Fußballklub Rosenborg Trondheim gegründet.

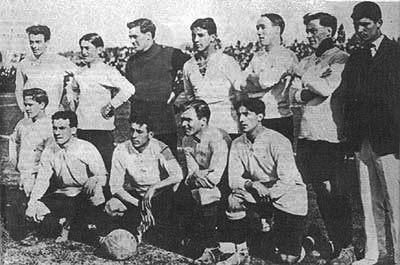
Südamerika-Meister Uruguay

- 30. September bis 14. Oktober: Uruguay verteidigt seinen Titel im Campeonato Sudamericano 1917.
- 29. Oktober: Der Berliner Oberturnwart Max Heiser gibt dem von ihm 1915 für Frauen entworfenen „Torballspiel“ feste Regeln und benennt das Spiel in Handball um.
- 22. bis 26. November: Wegen Unstimmigkeiten in der ostkanadischen National Hockey Association schließen sich die Verantwortlichen der Montréal Canadiens, Montreal Wanderers, Ottawa Senators und Québec Bulldogs zusammen und gründen nach mehreren Sitzungen die National Hockey League. Erster Spieltag der ersten Saison ist der 19. Dezember.

## Nobelpreise
| Preis                                   | Person                                                   | Land                   | Begründung für die Preisvergabe                                                                                                 | Bild                                              |
| --------------------------------------- | -------------------------------------------------------- | ---------------------- | --- | ------------------------------------------------- |
| Nobelpreis für Physik                   | Charles Glover Barkla (1877–1944) (verliehen 1918)       | Vereinigtes Königreich | „für seine Entdeckung der charakteristischen Röntgenstrahlung der Elemente“                                                     | Charles Glover Barkla                             |
| Nobelpreis für Chemie                   | nicht verliehen                                          |                        | |                                                   |
| Nobelpreis für Physiologie oder Medizin | nicht verliehen                                          |                        | |                                                   |
| Nobelpreis für Literatur                | Karl Gjellerup (1857–1919)                               | Dänemark               | „für seine vielseitige, reiche und von hohen Idealen getragene Dichtung“                                                        | Karl Gjellerup                                    |
| Nobelpreis für Literatur                | Henrik Pontoppidan (1857–1943)                           | Dänemark               | „für seine gehaltvolle Darstellung des heutigen dänischen Lebens“                                                               | Henrik Pontoppidan                                |
| Friedensnobelpreis                      | Internationales Komitee vom Roten Kreuz (gegründet 1863) | Sitz in Genf, Schweiz  | setzte sich für Kriegsgefangene und Verwundete ein sowie die Respektierung der Genfer Konvention während des Ersten Weltkrieges | Logo des Internationalen Komitees vom Roten Kreuz |

## Geboren

### Januar
- 01. Januar: Erwin Axer, polnischer Theaterregisseur († 2012)
- 01. Januar: Jule Gregory Charney, US-amerikanischer Meteorologe († 1981)
- 02. Januar: Zainab al-Ghazali, ägyptische islamische Propagandistin († 2005)
- 02. Januar: Pierre Salama, französischer Klassischer Archäologe und Epigraphiker († 2009)
- 03. Januar: Pauline Davis, US-amerikanische Politikerin († 1995)
- 03. Januar: Alexander Spoerl, deutscher Schriftsteller († 1978)
- 04. Januar: George Casalis, französischer evangelisch-reformierter Pastor († 1987)
- 04. Januar: Georg Schaeffler, deutscher Unternehmer († 1996)
- 05. Januar: Robert Antelme, französischer Schriftsteller († 1990)
- 05. Januar: Silvia Eisenstein, argentinisch-venezolanische Pianistin, Komponistin, Dirigentin und Musikpädagogin († 1986)
- 05. Januar: Wieland Wagner, deutscher Opernregisseur und Bühnenbildner († 1966)
- 05. Januar: Fred Wander, österreichischer Schriftsteller († 2006)
- 05. Januar: Jane Wyman, US-amerikanische Schauspielerin († 2007)
- 07. Januar: Ulysses Kay, US-amerikanischer Komponist († 1995)
- 07. Januar: Paul Limberg, deutscher Pflanzenbauwissenschaftler († 1997)
- 08. Januar: Len Younce, US-amerikanischer American-Football-Spieler († 2000)
- 10. Januar: Hilde Krahl, österreichische Schauspielerin († 1999)
- 11. Januar: Cornelius Brown, kanadischer Eishockeyspieler († 1996)
- 11. Januar: Max Lang, Schweizer Musiker, Komponist und Dirigent († 1987)
- 13. Januar: Sergio Grieco, italienischer Filmregisseur und Drehbuchautor († 1982)
- 16. Januar: Luigi Agustoni, Schweizer Theologe, Kirchenmusiker und Professor († 2004)
- 16. Januar: Justin Ahomadégbé, Präsident von Benin († 2002)
- 16. Januar: Ibrahim Shams, ägyptischer Gewichtheber († 2001)
- 17. Januar: M. G. Ramachandran, indischer Filmschauspieler und Politiker († 1987)
- 18. Januar: Robert Carricart, französisch-US-amerikanischer Schauspieler († 1993)
- 19. Januar: Rudolf Maros, ungarischer Komponist († 1982)
- 20. Januar: Bruno Heck, deutscher Politiker († 1989)
- 20. Januar: K-Ximbinho, brasilianischer Klarinettist, Komponist und Arrangeur († 1980)
- 22. Januar: Rainer Brambach, Schweizer Schriftsteller († 1983)
- 22. Januar: Peter Steiner, Schweizer Werbefigur und Musiker († 2007)
- 23. Januar: Lotte Buschan, deutsche Opernsängerin († 1994)

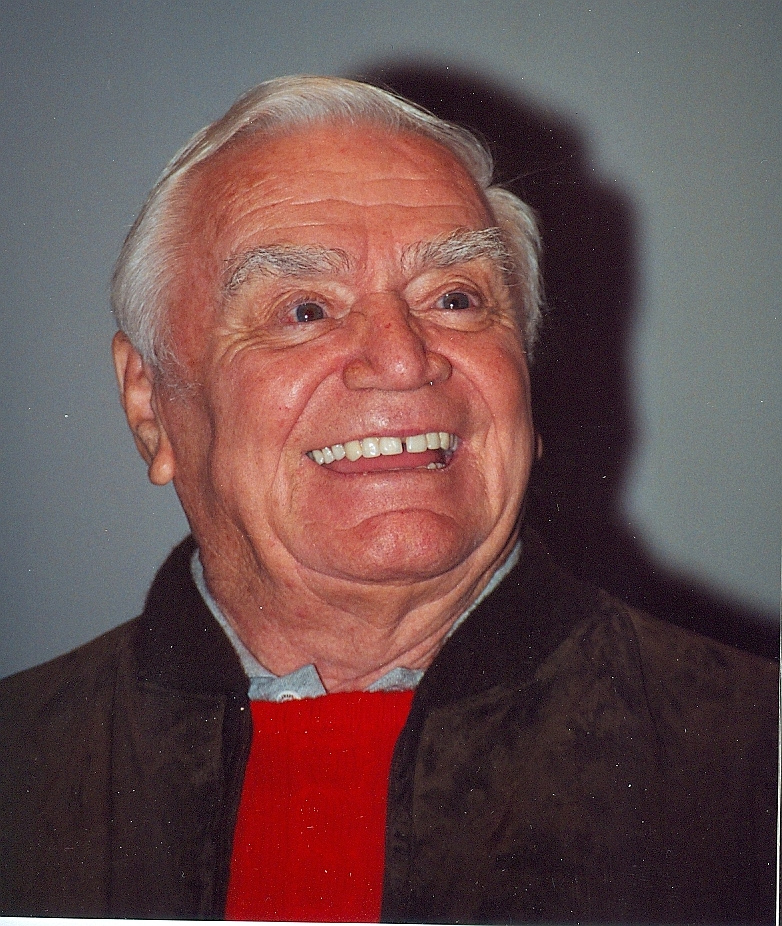
Ernest Borgnine (2000)

- 24. Januar: Ernest Borgnine, US-amerikanischer Schauspieler († 2012)
- 25. Januar: Jânio Quadros, Präsident von Brasilien († 1992)
- 25. Januar: Enrique Sáenz-Valiente, argentinischer Sportschütze und Automobilrennfahrer († 1956)
- 26. Januar: Edgar Barth, deutscher Automobilrennfahrer († 1965)
- 26. Januar: William Verity, US-amerikanischer Geschäftsmann und Politiker († 2007)
- 28. Januar: Abdel-Kader Zaaf, algerischer Radrennfahrer († 1986)
- 30. Januar: Paul Frère, belgischer Automobilrennfahrer, Journalist und Autor († 2008)
- 31. Januar: Hans Posegga, deutscher Komponist, Pianist und Dirigent († 2002)

### Februar
- 01. Februar: Ray Bray, US-amerikanischer American-Football-Spieler († 1993)
- 02. Februar: Herman Feshbach, US-amerikanischer Physiker († 2000)
- 02. Februar: Hans Friedrich, deutscher Politiker, MdB († 1998)
- 02. Februar: Karl Gass, Dokumentarfilmregisseur und Filmfunktionär der DDR († 2009)
- 02. Februar: Đỗ Mười, vietnamesischer Politiker († 2018)
- 04. Februar: Franz Josef Bach, deutscher Politiker und Bundestagsmitglied († 2001)
- 05. Februar: Otto Edelmann, österreichischer Sänger († 2003)
- 05. Februar: Yamada Isuzu, japanische Schauspielerin († 2012)
- 06. Februar: Emmanuela Aichinger, deutsche Äbtissin des Klosters Tettenweis († 2005)

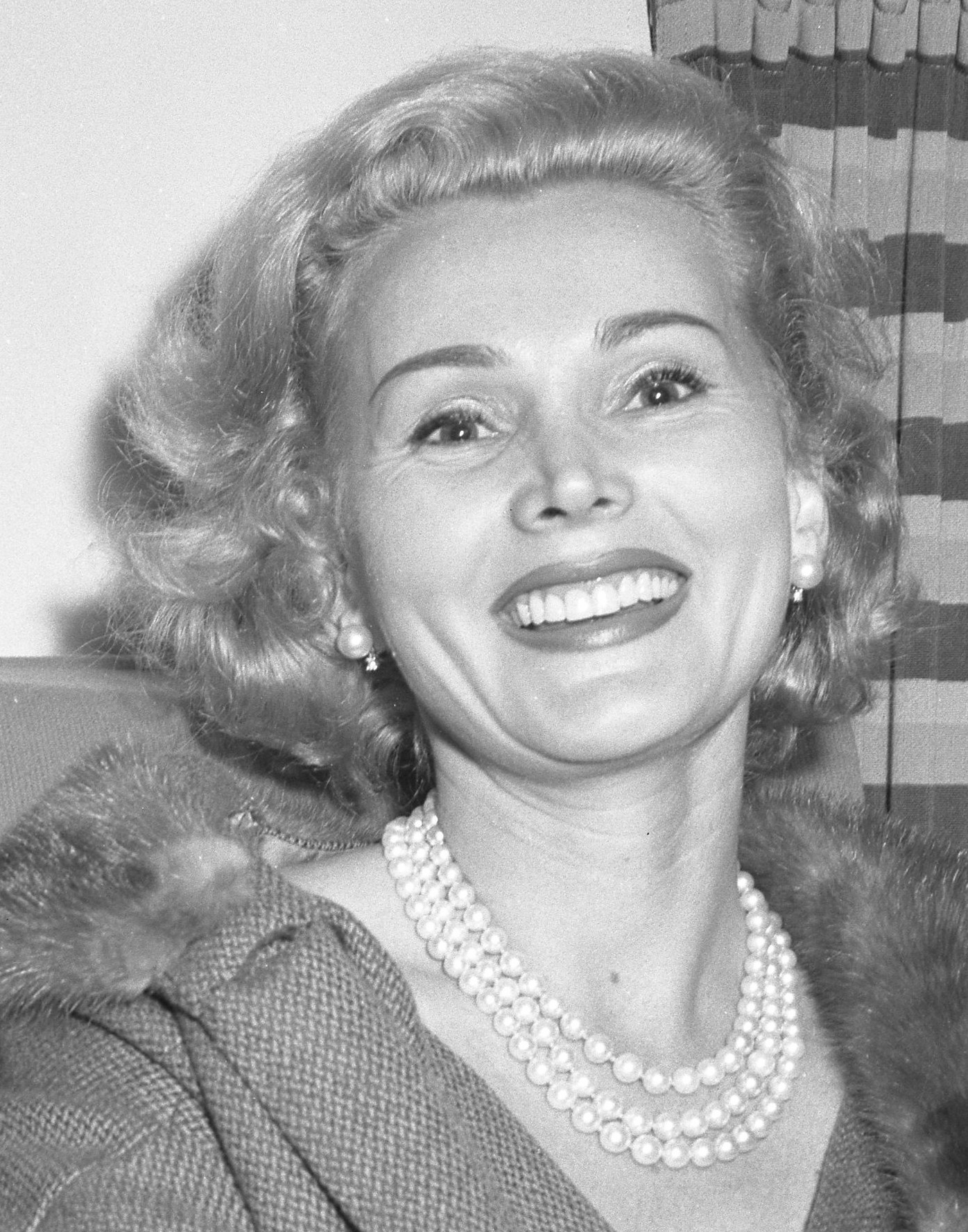
Zsa Zsa Gabor (1954)

- 06. Februar: Zsa Zsa Gabor, US-amerikanisch-ungarische Schauspielerin († 2016)
- 06. Februar: Arnold Spielberg, US-amerikanischer Elektroingenieur († 2020)
- 06. Februar: Hermann Schmidt, deutscher Politiker († 1983)
- 08. Februar: Wilhelm Karl Ferdinand Schubert, deutscher SS-Oberscharführer und Blockführer im KZ Sachsenhausen († 2006)
- 10. Februar: Danny Kladis, US-amerikanischer Automobilrennfahrer († 2009)
- 10. Februar: Syria Poletti, italienisch-argentinische Schriftstellerin und Journalistin († 1991)
- 11. Februar: Erwin Haack, deutscher Ingenieur und Technikjournalist († 1985)
- 12. Februar: Al Cervi, US-amerikanischer Basketballspieler und -trainer († 2009)
- 12. Februar: Karl Wilhelm Struve, deutscher Vor- und Frühgeschichtler († 1988)
- 12. Februar: Joseph Wresinski, französischer Geistlicher und Gründer der Menschenrechtsbewegung ATD Vierte Welt († 1988)
- 14. Februar: Herbert A. Hauptman, US-amerikanischer Mathematiker und Biophysiker († 2011)
- 15. Februar: Gösta Andersson, schwedischer Ringer († 1975)
- 16. Februar: Adalbert Pilch, österreichischer Maler und Graphiker († 2004)
- 16. Februar: Willi Weyer, deutscher Sportfunktionär († 1987)
- 18. Februar: Luigina Amendola, italienische Schauspielerin († 1968)
- 18. Februar: Philippe Charbonneaux, französischer Automobildesigner († 1998)
- 18. Februar: Hans Otto Lenel, deutscher Nationalökonom († 2016)
- 19. Februar: Carson McCullers, US-amerikanische Schriftstellerin († 1967)
- 19. Februar: Margarete Neumann, deutsche Lyrikerin und Schriftstellerin († 2002)
- 19. Februar: Fritz-Rudolf Schultz, deutscher Politiker († 2002)
- 20. Februar: Rémy Schläppy, Schweizer Lehrer und Politiker († 2003)
- 22. Februar: Louis Auriacombe, französischer Dirigent († 1982)
- 22. Februar: Jane Bowles, US-amerikanische Schriftstellerin († 1973)
- 23. Februar: Herbert Wunsch, österreichischer Tischtennisspieler († 1970)
- 24. Februar: Hans Hartwig, deutscher Komponist († 2012)
- 25. Februar: Anthony Burgess, britischer Schriftsteller († 1993)
- 26. Februar: Robert La Caze, französischer Automobilrennfahrer († 2015)
- 26. Februar: Robert Taft junior, US-amerikanischer Politiker († 1993)
- 27. Februar: John Connally, US-amerikanischer Politiker, Gouverneur von Texas, Finanzminister († 1993)
- 28. Februar: Ernesto Alonso, mexikanischer Schauspieler, Fernsehregisseur und -Produzent († 2007)
- 28. Februar: Josef Haiböck, österreichischer General († 2002)
- 28. Februar: Max Jones, britischer Jazzautor und Journalist († 1993)

### März
- 01. März: Robert Lowell, US-amerikanischer Dichter († 1977)
- 01. März: Cliffie Stone, US-amerikanischer Country-Musiker, Moderator und Produzent († 1998)
- 02. März: Desi Arnaz, kolumbianischer Musiker und Schauspieler († 1986)
- 02. März: Babiker Awadalla, sudanesischer Politiker († 2019)
- 03. März: Louis Eggen, belgischer Automobilrennfahrer († 1982)
- 06. März: Samael Aun Weor, kolumbianischer Okkultist († 1977)
- 06. März: Will Eisner, US-amerikanischer Comic-Zeichner († 2005)
- 06. März: Oswald Karch, deutscher Automobilrennfahrer († 2009)
- 07. März: Robert Erickson, US-amerikanischer Komponist († 1997)
- 08. März: Petar Christoskow, bulgarischer Komponist, Geiger und Musikpädagoge († 2006)
- 08. März: Leslie Fiedler, US-amerikanischer Literaturwissenschaftler und -kritiker († 2003)
- 09. März: Walter Hilsbecher, deutscher Schriftsteller († 2015)
- 09. März: Ian Watt, britischer Literaturkritiker und Literaturhistoriker († 1999)
- 11. März: Günter Goetzendorff, deutscher Politiker († 2000)
- 12. März: Leonard Chess, polnisch-US-amerikanischer Unternehmer († 1969)
- 12. März: Millard Kaufman, US-amerikanischer Drehbuchautor († 2009)
- 12. März: Googie Withers, US-amerikanische Schauspielerin († 2011)
- 14. März: Jack Davis, australischer Dramatiker und Dichter († 2000)
- 14. März: Gerhard Müller-Menckens, deutscher Architekt und Hochschullehrer († 2007)
- 15. März: Elfie Mayerhofer, österreichische Filmschauspielerin und Sängerin († 1992)
- 16. März: Louis C. Wyman, US-amerikanischer Politiker († 2002)
- 19. März: Dinu Lipatti, rumänischer Pianist und Komponist († 1950)
- 19. März: László Szabó, ungarischer Schachspieler († 1998)
- 20. März: Augustin Augustinović, kroatischer Ordenspriester, Missionar und Schriftsteller († 1998)
- 20. März: Jigael Jadin, israelischer Archäologe, Politiker und Generalstabschef der israelischen Armee († 1984)
- 20. März: Vera Lynn, britische Sängerin († 2020)
- 20. März: Gottfried Schädlich, deutscher Offizier und Schriftsteller († 2007)
- 21. März: Anton Coppola, US-amerikanischer Musiker und Komponist († 2020)
- 23. März: Oscar Shumsky, US-amerikanischer Geiger und Musikpädagoge († 2000)
- 23. März: Hans Trümpy, Schweizer Volkskundler († 1989)
- 24. März: Constantin Andreou, griechisch-französischer Maler und Bildhauer († 2007)
- 24. März: Otto Rösch, österreichischer Politiker und Jurist († 1995)
- 26. März: Rufus Thomas, US-amerikanischer Blues-Musiker († 2001)
- 26. März: Billy Wallace, US-amerikanischer Country-, Rockabilly-Musiker und Songschreiber († 1978)
- 27. März: Cyrus Vance, US-Außenminister unter Jimmy Carter († 2002)
- 30. März: Els Aarne, estnische Komponistin († 1995)
- 30. März: Thaddäus Schwabl, österreichischer Skirennläufer († 1993)
- 31. März: Dorothy DeLay, US-amerikanische Violinpädagogin († 2002)

### April
- 02. April: Maria Holst, österreichische Theater- und Filmschauspielerin († 1980)
- 02. April: Iris von Roten, Schweizer Juristin, Journalistin und Frauenrechtlerin († 1990)
- 03. April: Tibor Andrašovan, slowakischer Komponist und Dirigent († 2001)
- 03. April: Rembert van Delden, deutscher Politiker († 1999)
- 03. April: Fredy Reyna, venezolanischer Cuatrospieler und Musikpädagoge († 2001)
- 03. April: Stanley Solomon, kanadischer Bratschist und Musikmanager († 2015)
- 05. April: Robert Bloch, US-amerikanischer Autor († 1994)
- 05. April: Dorothea Buck, deutsche Autorin († 2019)
- 06. April: Leonora Carrington, britisch-mexikanische Malerin und Schriftstellerin († 2011)
- 07. April: R. G. Armstrong, US-amerikanischer Schauspieler († 2012)
- 07. April: Albert Sing, deutscher Fußballspieler und -trainer († 2008)
- 08. April; Winifred Alice Asprey, US-amerikanische Mathematikerin und Informatikerin († 2007)
- 09. April: Johannes Bobrowski, deutscher Lyriker, Erzähler, Nachdichter und Essayist († 1965)
- 09. April: Brad Dexter, US-amerikanischer Filmschauspieler und Filmproduzent († 2002)
- 09. April: Rolf Kauka, deutscher Comic-Künstler und Verleger (Vater von Fix und Foxi) († 2000)
- 10. April: Robert B. Woodward, US-amerikanischer Chemiker († 1979)
- 11. April: Morton Sobell, US-amerikanischer Sowjet-Agent († 2018)
- 12. April: Robert Manzon, französischer Automobilrennfahrer († 2015)
- 14. April: Valerie Hobson, britische Schauspielerin († 1998)
- 16. April: Charlotte Salomon, deutsche Malerin († 1943)
- 18. April: Shimao Toshio, japanischer Schriftsteller († 1986)
- 22. April: Leopold Abse, walisischer Anwalt, Politiker (Labour Party), Aktivist für die Rechte von Homosexuellen und Autor († 2008)
- 22. April: Åke Magnus Andersson, schwedischer Fußballspieler († 1983)
- 22. April: Erik Arnberger, österreichischer Kartograf († 1987)
- 22. April: Erna Steuri, Schweizer Skirennfahrerin († 2001)

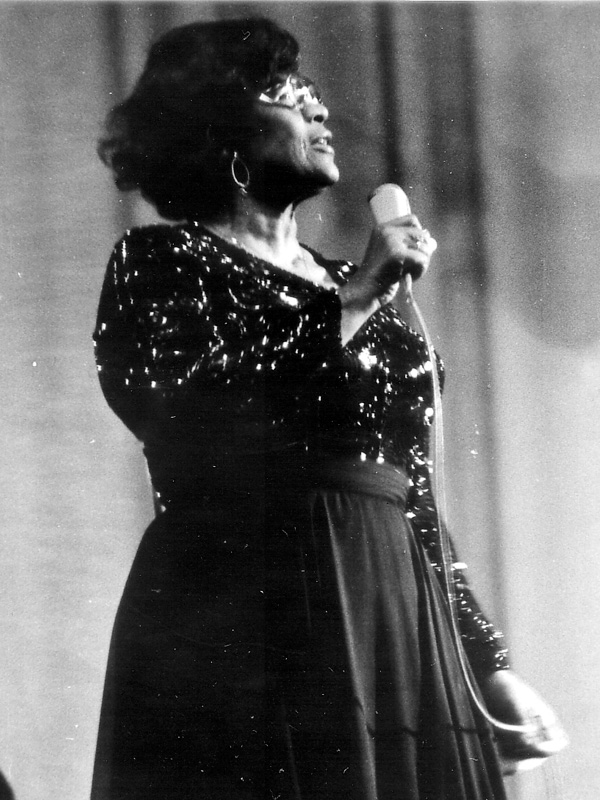
Ella Fitzgerald (1975)

- 25. April: Ella Fitzgerald, US-amerikanische Jazz-Sängerin († 1996)
- 25. April: Jean Lucas, französischer Automobilrennfahrer († 2003)
- 26. April: Ieoh Ming Pei, chinesisch-amerikanischer Architekt († 2019)
- 27. April: Denzil Best, US-amerikanischer Jazzmusiker († 1965)
- 28. April: Robert Woodruff Anderson, US-amerikanischer Schriftsteller, Dramatiker und Drehbuchautor († 2009)
- 29. April: Paul Affolter, Schweizer Zollbeamter († 2005)
- 29. April: Urie Bronfenbrenner, US-amerikanischer Entwicklungspsychologe († 2005)
- 29. April: Maya Deren, US-amerikanische Regisseurin († 1961)
- 29. April: Celeste Holm, US-amerikanische Schauspielerin († 2012)
- 30. April: Bea Wain, US-amerikanische Sängerin und Hörfunk-Moderatorin († 2017)

### Mai
- 01. Mai: Aimé Barelli, französischer Jazztrompeter und Bandleader († 1995)
- 01. Mai: Fjodor Chitruk, russischer Animator und Filmregisseur († 2012)
- 01. Mai: Danielle Darrieux, französische Schauspielerin († 2017)
- 01. Mai: Wendy Toye, britische Schauspielerin († 2010)
- 02. Mai: Albertus Casteleyns, belgischer Wasserballspieler und Bobfahrer († 1974)
- 02. Mai: Félix López, dominikanischer Songwriter († 1969)
- 03. Mai: Kiro Gligorov, mazedonischer Politiker († 2012)
- 07. Mai: Domenico Bartolucci, italienischer Kardinal und Chorleiter der Sixtinischen Kapelle († 2013)
- 07. Mai: David Tomlinson, britischer Schauspieler († 2000)
- 08. Mai: John Anderson Jr., US-amerikanischer Politiker († 2014)
- 08. Mai: Miguel Bernad, philippinischer Geistlicher und Journalist († 2009)
- 09. Mai: Fay Kanin, US-amerikanische Drehbuchautorin und Filmproduzentin († 2013)
- 10. Mai: Kurt Brand, deutscher Science-Fiction-Schriftsteller († 1991)
- 11. Mai: Thomas Burton Adams Jr., US-amerikanischer Politiker († 2006)
- 11. Mai: Wilhelm Auerswald, österreichischer Physiologe und Hochschullehrer († 1981)
- 11. Mai: Eva Garza, mexikanische Sängerin († 1966)
- 12. Mai: Rika Unger, deutsche Bildhauerin († 2002)
- 13. Mai: Marietheres Angerpointner, deutsche Schauspielerin († 2005)
- 14. Mai: Heinz Alisch, deutscher Komponist († 1993)
- 14. Mai: Lou Harrison, US-amerikanischer Komponist († 2003)
- 14. Mai: Norman Luboff, US-amerikanischer Komponist und Chorleiter († 1987)
- 16. Mai: George Gaynes, US-amerikanischer Schauspieler († 2016)
- 20. Mai: Tony Cliff, britischer Sozialist († 2000)
- 21. Mai: Raymond Burr, kanadischer Schauspieler († 1993)
- 23. Mai: Edward N. Lorenz, US-amerikanischer Meteorologe († 2008)
- 24. Mai: Florence Knoll, US-amerikanischen Designerin und Architektin († 2019)
- 24. Mai: Ross Thatcher, kanadischer Politiker († 1971)
- 25. Mai: Theodore Hesburgh, römisch-katholischer Priester und Universitätsprofessor († 2015)
- 25. Mai: Josef Rudnick, deutscher Unternehmer und Politiker († 2009)
- 26. Mai: Isabella Nadolny, deutsche Schriftstellerin († 2004)
- 28. Mai: Papa John Creach, US-amerikanischer Geiger († 1994)
- 29. Mai: Miguel Ablóniz, italienischer Gitarrist, Pädagoge und Komponist († 2001)

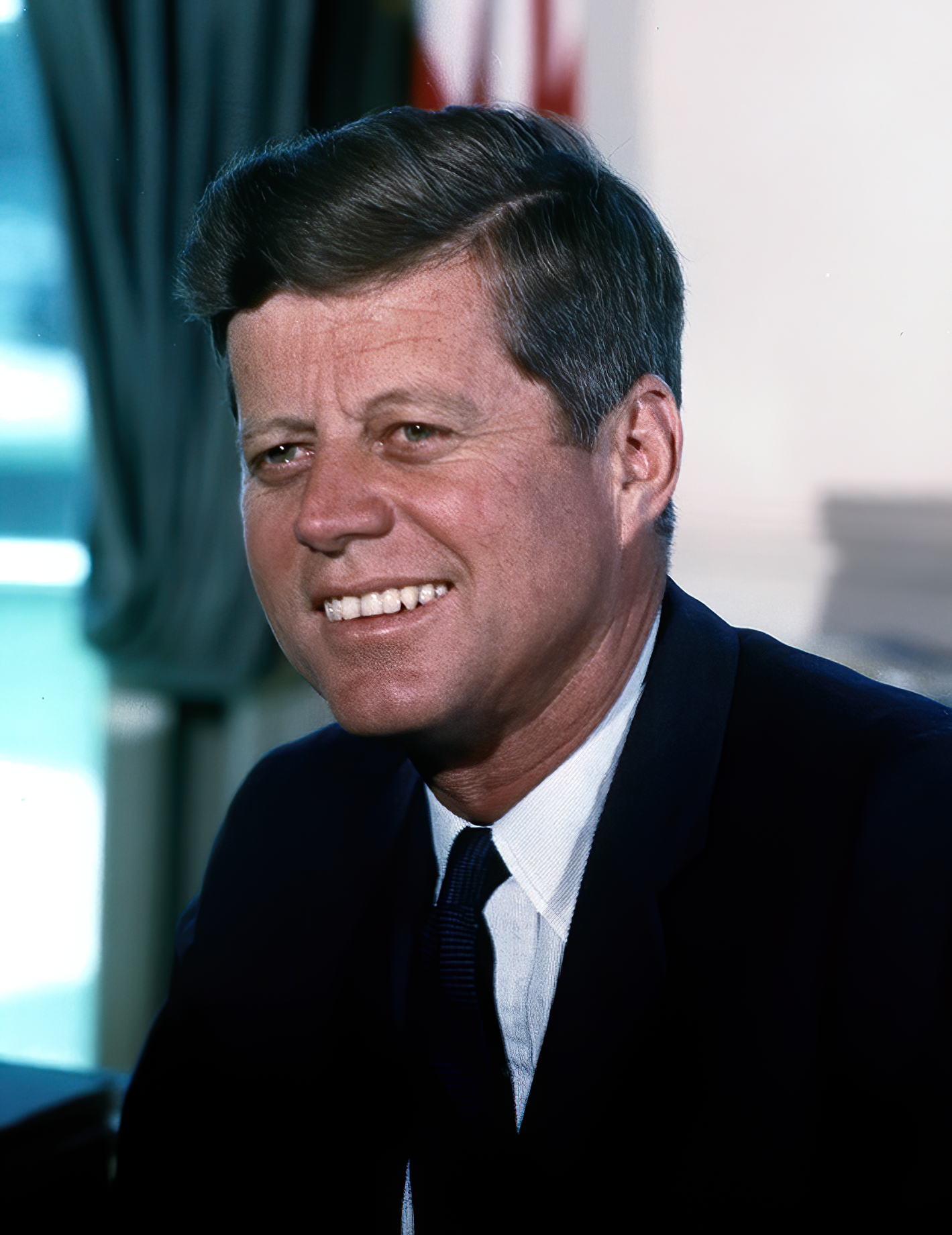
John F. Kennedy, 1963

- 29. Mai: John F. Kennedy, US-amerikanischer Politiker, 35. Präsident der USA († 1963)
- 29. Mai: Hansmartin Decker-Hauff, deutscher Historiker und Genealoge († 1992)
- 31. Mai: Jean Rouch, französischer Regisseur († 2004)

### Juni
- 01. Juni: Erich Aehnelt, deutscher Veterinärmediziner und Hochschullehrer († 1974)
- 01. Juni: Otto Esser, deutscher Arbeitgeberpräsident († 2004)
- 01. Juni: William S. Knowles, US-amerikanischer Chemiker († 2012)
- 02. Juni: Heinz Sielmann, deutscher Tierfilmer und Fernsehmoderator († 2006)
- 04. Juni: Robert Merrill, US-amerikanischer Opernsänger (Bariton) († 2004)
- 06. Juni: Kirk Kerkorian, US-amerikanischer Unternehmer und Milliardär († 2015)
- 07. Juni: Gwendolyn Brooks, US-amerikanische Schriftstellerin († 2000)
- 07. Juni: Francis Sullivan, kanadischer Eishockeyspieler und -trainer († 2007)
- 07. Juni: Alfred Charles Gimson, englischer Sprachwissenschaftler († 1985)

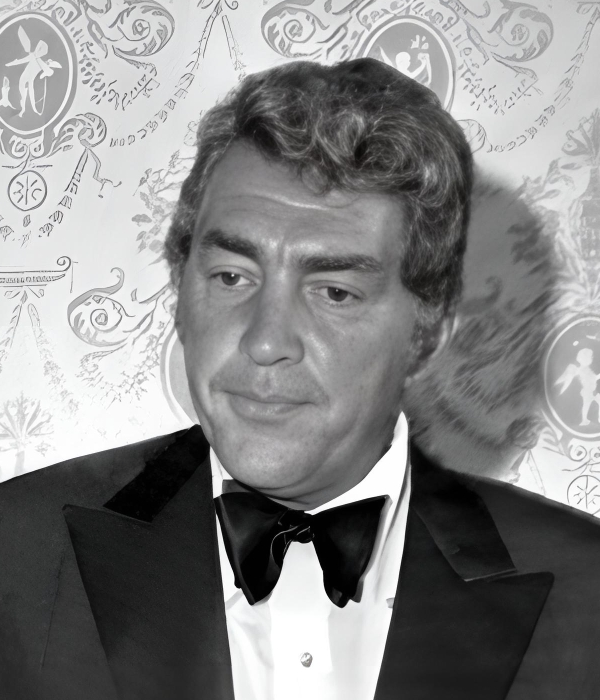
Dean Martin (1970)

- 07. Juni: Dean Martin, US-amerikanischer Sänger, Schauspieler und Entertainer († 1995)
- 08. Juni: Otto Betz, deutscher Theologe und Universitätsprofessor († 2005)
- 08. Juni: Jacques Labrecque, kanadischer Folksänger und Musikproduzent († 1995)
- 09. Juni: Eric Hobsbawm, britischer Historiker († 2012)
- 09. Juni: Norbert Neugebauer, kroatischer Filmregisseur und Szenarist († 1992)
- 11. Juni: Sture Hållberg, schwedischer Boxer († 1988)
- 11. Juni: Franz Hesse, deutscher evangelisch-reformierter Theologe und Hochschullehrer († 2013)
- 12. Juni: Gottfried Honegger, Schweizer Grafiker, Maler und Plastiker († 2016)
- 13. Juni: Augusto Roa Bastos, paraguayischer Romanautor († 2005)
- 14. Juni: Lise Nørgaard, dänische Journalistin, Schriftstellerin und Drehbuchautorin († 2023)
- 14. Juni: Atle Selberg, norwegischer Professor der Mathematik († 2007)
- 15. Juni: Lillian Bassman, US-amerikanische Malerin und Fotografin († 2012)
- 15. Juni: John B. Fenn, US-amerikanischer Chemiker und Nobelpreisträger († 2010)
- 15. Juni: Leon Payne, US-amerikanischer Country-Musiker († 1969)
- 15. Juni: Karl Steinbuch, deutscher Kybernetiker, Nachrichtentechniker und Informationstheoretiker († 2005)
- 16. Juni: Rudolf Keller, deutscher Schachspieler († 1993)
- 16. Juni: Aurelio Lampredi, italienischer Konstrukteur von Automobil- und Flugzeugmotoren († 1989)
- 16. Juni: Irving Penn, US-amerikanischer Fotograf († 2009)
- 17. Juni: Wolfgang Liebe, deutscher Apotheker († 2017)
- 18. Juni: Rudolf Angelides, österreichischer Architekt († 2000)
- 18. Juni: Cövdət Hacıyev, aserbaidschanischer Komponist († 2002)
- 18. Juni: Theo Schöller, deutscher Unternehmer († 2004)
- 19. Juni: Rolf Hachmann, deutscher Prähistoriker († 2014)
- 19. Juni: Dave Lambert, US-amerikanischer Jazzsänger († 1966)
- 19. Juni: Joshua Nkomo, simbabwischer Politiker († 1999)
- 20. Juni: Felice Filippini, Schweizer Schriftsteller und Maler († 1988)
- 20. Juni: Gerhard Meier, Schweizer Schriftsteller († 2008)
- 22. Juni: George Fonder, US-amerikanischer Automobilrennfahrer († 1958)
- 22. Juni: Jean Hubeau, französischer Komponist, Pianist und Musikpädagoge († 1992)
- 22. Juni: Walter Kröter, deutscher Schauspieler († 1992)
- 23. Juni: Dominic Ignatius Ekandem, Erzbischof von Abuja († 1995)
- 25. Juni: Nils Karlsson, schwedischer Skilangläufer († 2012)
- 26. Juni: Karin von Arronet, Kunstmalerin, Grafikerin und Kunsterzieherin († 2006)
- 26. Juni: Pawel Alexandrowitsch Solowjow, sowjetischer Triebwerkskonstrukteur († 1996)
- 28. Juni: Bert De Cleyn, belgischer Fußballspieler († 1990)
- 29. Juni: Hellmuth Gensicke, deutscher Historiker und Archivar († 2006)

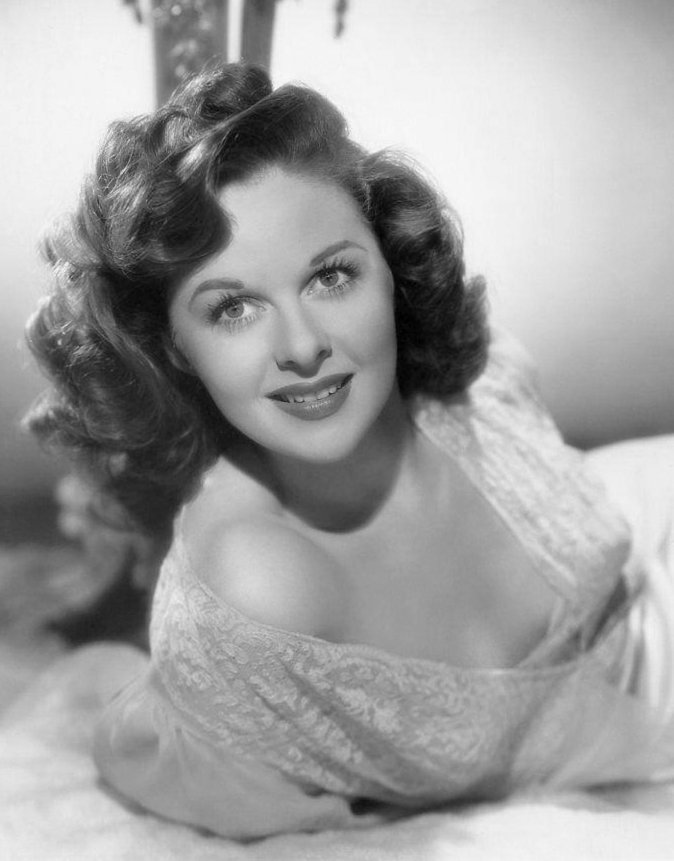
Susan Hayward (1944)

- 30. Juni: Susan Hayward, US-amerikanische Filmschauspielerin († 1975)
- 30. Juni: Lena Horne, US-amerikanische Sängerin († 2010)

### Juli
- 01. Juli: Rolf Rodenstock, deutscher Unternehmer, Vorsitzender des Bundesverbandes der Deutschen Industrie (1978–1984) († 1997)
- 06. Juli: Arthur Lydiard, neuseeländischer Leichtathletiktrainer († 2004)
- 07. Juli: Yakovos Bilek, deutscher Basketballtrainer († 2005)
- 07. Juli: Larry O’Brien, US-amerikanischer Manager, dritter Commissioner der NBA († 1990)
- 08. Juli: Eduardo Federico Acosta y Lara, uruguayischer Historiker und Anthropologe († 2014)
- 08. Juli: Lillian Barylli-Fayer, österreichische Fotografin († 2014)
- 09. Juli: Kay Aldridge, US-amerikanische Schauspielerin († 1995)
- 09. Juli: Antonino Janner, Schweizer Diplomat († 1982)
- 12. Juli: Andrew Wyeth, US-amerikanischer Maler († 2009)
- 14. Juli: Arthur Laurents, US-amerikanischer Schriftsteller, Drehbuchautor und Filmregisseur († 2011)
- 14. Juli: Ludwik Stefański, polnischer Pianist und Musikpädagoge († 1982)
- 15. Juli: Robert Conquest, britischer Historiker und Schriftsteller († 2015)
- 16. Juli: Jack Austin, britischer Pionier des europäischen Buddhismus († 1993)
- 16. Juli: Andy Marefos, US-amerikanischer American-Football-Spieler († 1996)
- 17. Juli: Gustavo Arriola, US-amerikanischer Comiczeichner († 2008)
- 17. Juli: Phyllis Diller, US-amerikanische Komikerin und Schauspielerin († 2012)
- 17. Juli: Kenan Evren, türkischer General und Staatspräsident († 2015)
- 17. Juli: Margarete Mitscherlich, dänisch-deutsche Psychoanalytikerin, Medizinerin und Autorin († 2012)
- 18. Juli: Paco Escribano, dominikanischer Humorist († 1960)
- 18. Juli: Yrsa von Leistner, deutsche Bildhauerin († 2008)
- 18. Juli: Henri Salvador, französischer Sänger († 2008)
- 19. Juli: William Scranton, US-amerikanischer Politiker († 2013)
- 19. Juli: Fulbert Youlou, kongolesischer Präsident († 1972)
- 21. Juli: Luigi Cantone, italienischer Fechter und Olympiasieger († 1997)
- 22. Juli: Jurij Chěžka, sorbischer Dichter († 1944)
- 22. Juli: Adam Malik, indonesischer Außenminister († 1984)
- 23. Juli: Gisela Voß, deutsche Leichtathletin († 2005)
- 25. Juli: Fritz Honegger, Schweizer Politiker († 1999)
- 26. Juli: Alberta Adams, US-amerikanische Bluessängerin († 2014)
- 26. Juli: Bertil Nordahl, schwedischer Fußballspieler († 1998)
- 27. Juli: Bourvil, französischer Schauspieler († 1970)
- 28. Juli: Brigitte Schröder, Ehefrau von Gerhard Schröder († 2000)
- 28. Juli: Gerhard Wollner, deutscher Schauspieler und Kabarettist († 1997)
- 29. Juli: Jean-Jacques von Allmen, Schweizer evangelischer Geistlicher und Hochschullehrer († 1994)
- 29. Juli: Rochus Misch, deutscher SS-Mann († 2013)

### August
- 03. August: Rudolf Gnägi, Schweizer Politiker († 1985)
- 03. August: Denis Harbour, kanadischer Sänger († 2009)
- 03. August: Antonio Lauro, venezolanischer Komponist und Gitarrist († 1986)
- 04. August: John Fitch, US-amerikanischer Automobilrennfahrer († 2012)
- 04. August: Karl Wlaschek, österreichischer Unternehmer († 2015)

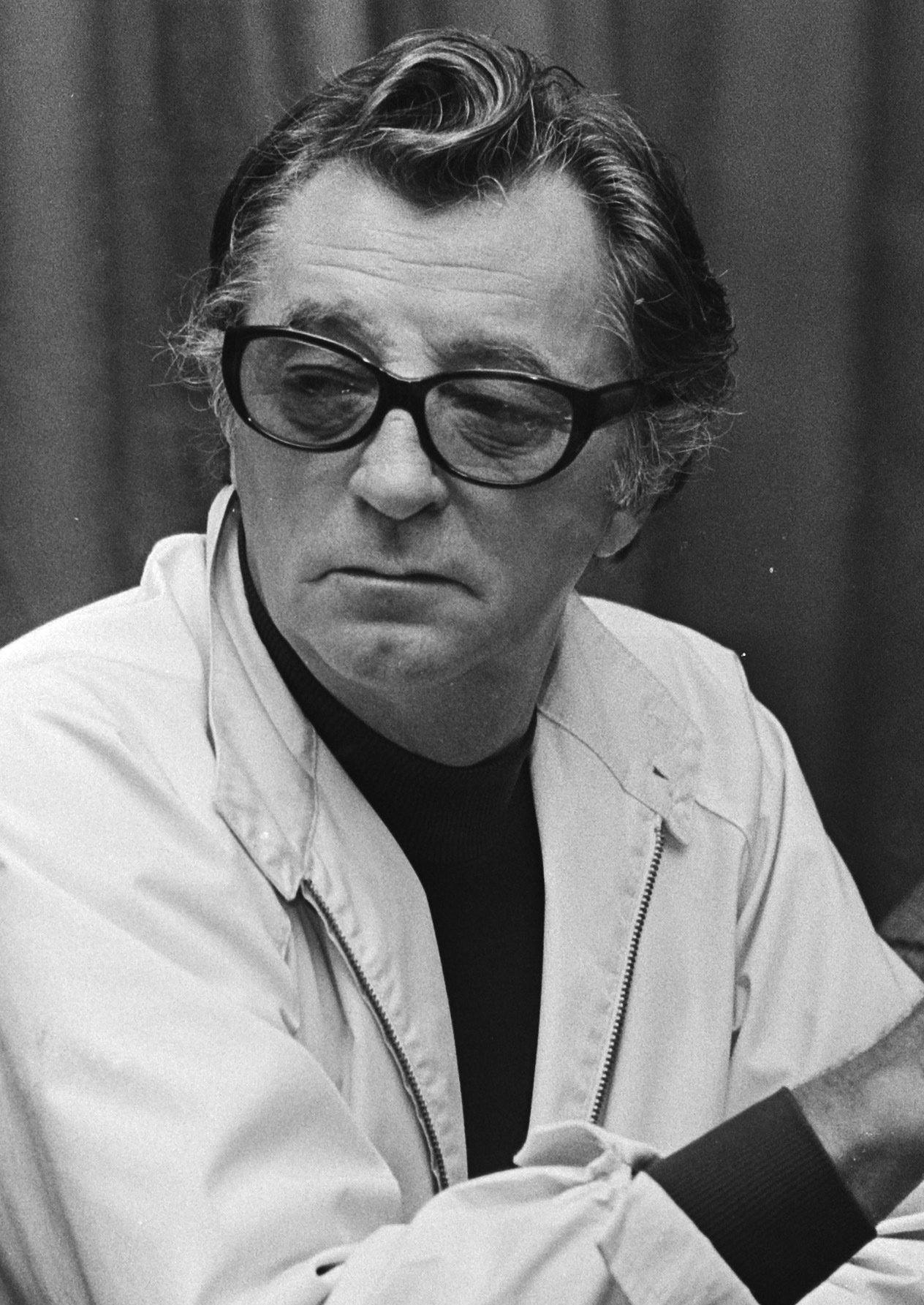
Robert Mitchum (1976)

- 06. August: Robert Mitchum, US-amerikanischer Schauspieler († 1997)
- 06. August: Christiane Volger, deutsche Forstwissenschaftlerin († 2008)
- 10. August: Bäiken Äschimow, sowjetischer Politiker († 2010)
- 11. August: Inge Aicher-Scholl, Kulturschaffende und Schriftstellerin; Schwester der Geschwister Scholl († 1998)
- 11. August: Dik Browne, US-amerikanischer Comiczeichner († 1989)
- 11. August: Spencer Mathews King, US-amerikanischer Diplomat († 1988)
- 12. August: Adolf Burger, Augenzeuge der Geldfälscherwerkstatt des KZ Sachsenhausen und Überlebender mehrerer KZ († 2016)
- 12. August: Ebba Haslund, norwegische Schriftstellerin († 2009)
- 13. August: Ulrich Hausmann, deutscher Archäologe († 1996)
- 15. August: Hans Bals, deutscher Politiker, MdB († 2004)
- 15. August: Oscar Romero, römisch-katholischer Bischof († 1980)
- 16. August: Luigi Accogli, italienischer Bischof und Vatikandiplomat († 2004)
- 16. August: Roque Cordero, panamaischer Komponist († 2008)
- 17. August: Gianni Agus, italienischer Schauspieler († 1994)
- 18. August: Caspar Weinberger, US-amerikanischer Politiker und Verteidigungsminister († 2006)
- 19. August: Laurence Aarons, australischer Politiker († 2005)
- 19. August: Hermann Aichinger, österreichischer Architekt († 1965)
- 19. August: Heinz Benthien, deutscher Tischtennisspieler († 1981)
- 20. August: Kenneth E. Hagin, US-amerikanischer Pfingstprediger und Autor († 2003)
- 21. August: Erkki Savolainen, finnischer Boxer († 1993)
- 22. August: Kō Arima, japanischer Fußballspieler und -trainer
- 22. August: Samuel Dolin, kanadischer Komponist und Musikpädagoge († 2002)
- 22. August: Per Anders Fogelström, schwedischer Schriftsteller († 1998)
- 22. August: John Lee Hooker, US-amerikanischer Bluesmusiker († 2001)
- 23. August: Itō Keiichi, japanischer Schriftsteller († 2016)
- 23. August: Tex Williams, US-amerikanischer Country-Sänger und Band-Leader († 1985)

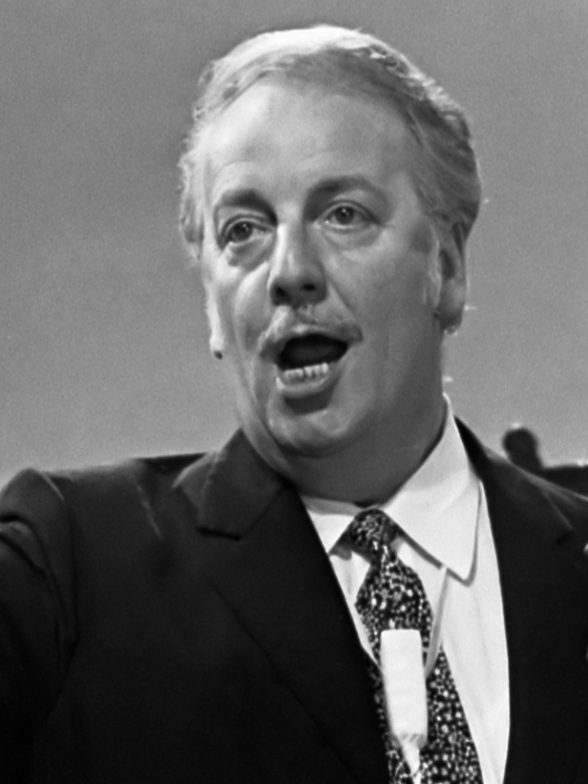
Lou van Burg, 1968

- 25. August: Lou van Burg, niederländisch-deutscher Showmaster und Entertainer († 1986)
- 25. August: Mel Ferrer, US-amerikanischer Schauspieler, Filmregisseur und -produzent († 2008)
- 25. August: Lisbeth Movin, dänische Schauspielerin und Regisseurin († 2011)
- 26. August: Walther Killy, deutscher Literaturwissenschaftler († 1995)
- 26. August: William French Smith, US-amerikanischer Jurist und Politiker († 1990)
- 28. August: Claire-Lise de Benoit, Schweizer Schriftstellerin († 2008)
- 28. August: Jack Kirby, US-amerikanischer Comiczeichner († 1994)
- 29. August: John Leonard King, britischer Wirtschaftsführer († 2005)
- 30. August: Denis Healey, britischer Politiker († 2015)
- 31. August: György Aczél, ungarischer Kulturpolitiker († 1991)
- 31. August: Lucrecia Kasilag, philippinische Komponistin († 2008)

### September
- 02. September: Laurindo Almeida, brasilianischer Jazz-Musiker († 1995)
- 02. September: Nazaire De Wolf, belgischer Komponist und Bandleader († 1983)
- 03. September: Paul Zoungrana, Erzbischof von Ouagadougou und Kardinal der römisch-katholischen Kirche († 2000)
- 04. September: Henry Ford II, Enkel von Henry Ford, Präsident der Ford Motor Company von 1945 bis 1960 († 1987)
- 04. September: Geoff Love, britischer Bandleader († 1991)
- 05. September: Jean Bertin, französischer Ingenieur der Luftfahrttechnik († 1975)
- 06. September: Philipp Freiherr von Boeselager, deutscher Widerstandskämpfer († 2008)
- 06. September: Hilde Sommer, deutsche Leichtathletin
- 07. September: Jenny Aloni, deutsch-israelische Schriftstellerin († 1993)
- 07. September: John W. Cornforth, australischer Chemiker († 2013)
- 09. September: Rolf Wenkhaus, deutscher Schauspieler († 1942)
- 10. September: Algirdas Savickis, litauischer Kunstmaler († 1943)
- 10. September: Miguel Serrano, chilenischer Politiker und Schriftsteller († 2009)
- 11. September: Herbert Lom, tschechisch-britischer Schauspieler († 2012)
- 11. September: Ferdinand Marcos, philippinischer Politiker und Staatspräsident († 1989)
- 12. September: Jürgen Seydel, deutscher Karateka († 2008)
- 12. September: Han Suyin, chinesische Ärztin und englischsprachige Schriftstellerin († 2012)
- 13. September: Joseph „Piney“ Armone, US-amerikanischer Mobster († 1992)
- 13. September: Robert Ward, US-amerikanischer Komponist († 2013)
- 14. September: Rudolf Baumgartner, Schweizer Violinist und Dirigent († 2002)
- 14. September: Mack Hellings, US-amerikanischer Automobilrennfahrer († 1951)
- 15. September: Richard Anthony Sayer Arnell, britischer Komponist und Dirigent († 2009)
- 15. September: Hilde Güden, österreichische Koloratursopranistin und Kammersängerin († 1988)
- 16. September: Alexander Schmorell, Mitbegründer der Widerstandsgruppe Weiße Rose († 1943)
- 17. September: Isang Yun, koreanischer Komponist († 1995)
- 18. September: József Asbóth, ungarischer Tennisspieler († 1986)
- 18. September: June Foray, US-amerikanische Synchronsprecherin († 2017)
- 19. September: James Bowes-Lyon, britischer Offizier († 1977)
- 20. September: Red Auerbach, US-amerikanischer Basketballtrainer († 2006)
- 20. September: Fernando Rey, spanischer Schauspieler († 1994)
- 20. September: Władysław Rubin, Weihbischof von Gnesen und Kardinal († 1990)
- 21. September: Vincas Bartuška, litauischer Kirchenrechtler, Professor für Kanonisches Recht, Apostolischer Protonotar und Monsignore († 2010)
- 21. September: Ernst Vasovec, österreichischer Schriftsteller († 1993)
- 24. September: Otto Günsche, SS-Hauptsturmführer und persönlicher Adjutant Hitlers († 2003)
- 25. September: Heimo Kuchling, österreichischer Kunsttheoretiker († 2013)
- 26. September: Jürgen Thimme, deutscher klassischer Archäologe († 2010)
- 27. September: Sally Amato, US-amerikanische Sängerin und Schauspielerin († 2000)
- 27. September: Louis Auchincloss, US-amerikanischer Schriftsteller († 2010)
- 29. September: Christoph Barth, Schweizer evangelischer Geistlicher und Hochschullehrer († 1986)
- 30. September: Buddy Rich, US-amerikanischer Jazz-Schlagzeuger († 1987)

### Oktober
- 01. Oktober: Cahal Daly, irischer Erzbischof und Kardinal († 2009)
- 02. Oktober: Christian de Duve, belgischer Biochemiker († 2013)
- 03. Oktober: Erich Apel, SED-Funktionär und Vorsitzender der Staatlichen Plankommission († 1965)
- 04. Oktober: Luis Carniglia, argentinischer Fußballspieler und -trainer († 2001)
- 04. Oktober: Violeta Parra, chilenische Folkloremusikerin († 1967)
- 05. Oktober: Robert Adams, britischer Bildhauer († 1984)
- 05. Oktober: Allen Ludden, US-amerikanischer Moderator und Schauspieler († 1981)
- 06. Oktober: Maria von Schmedes, österreichische Sängerin und Schauspielerin († 2003)

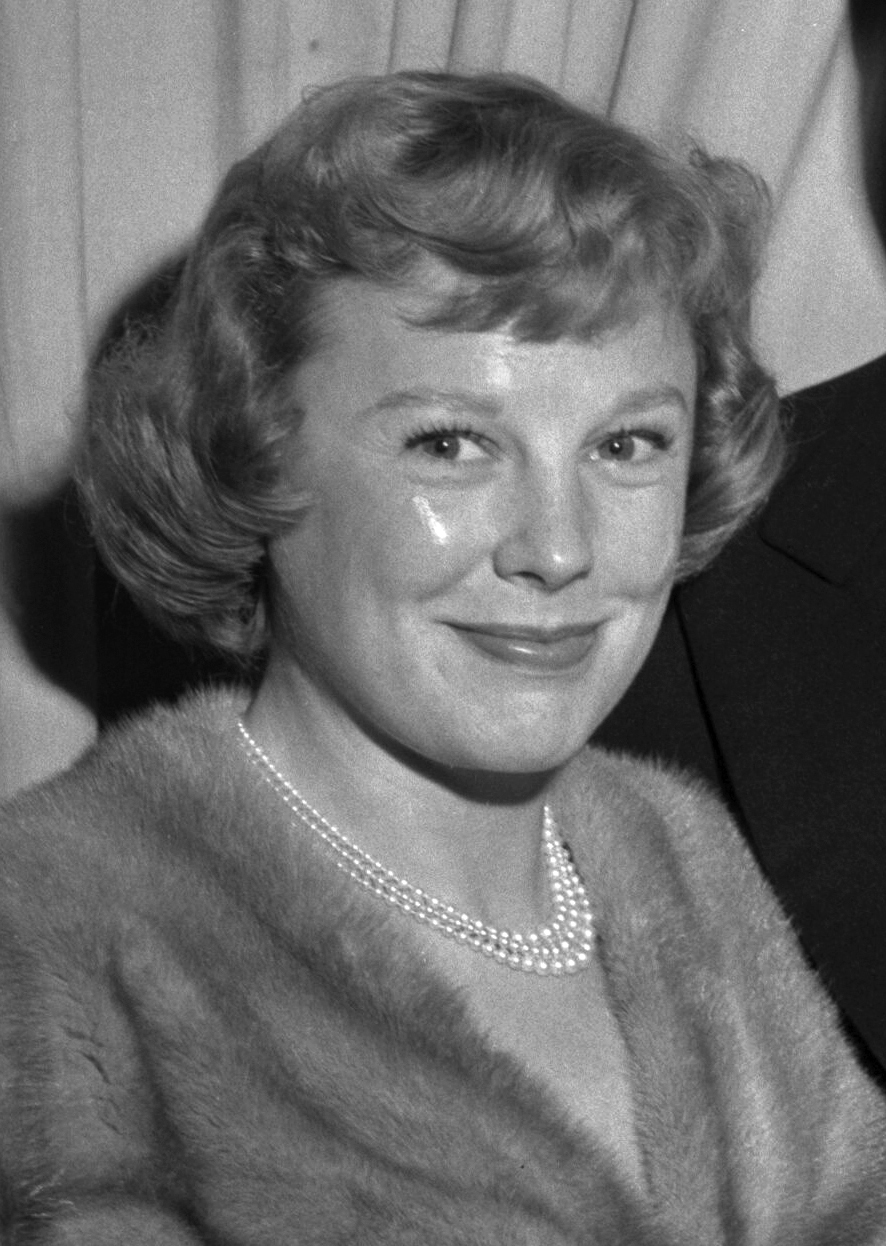
June Allyson (1950)

- 07. Oktober: June Allyson, US-amerikanische Schauspielerin († 2006)
- 08. Oktober: Rodney R. Porter, englischer Biochemiker († 1985)
- 08. Oktober: Franz Schädler, liechtensteinischer Skirennläufer († 2004)
- 10. Oktober: Thelonious Monk, US-amerikanischer Jazzpianist und -komponist († 1982)
- 11. Oktober: John Adriano Acea, US-amerikanischer Jazzpianist († 1963)
- 11. Oktober: José d’Angelo Neto, brasilianischer Erzbischof († 1990)
- 13. Oktober: Hugo Lindo, salvadorianischer Schriftsteller, Diplomat und Politiker († 1985)
- 13. Oktober: Ulrich Sahm, deutscher Diplomat und Botschafter († 2005)
- 15. Oktober: Arthur M. Schlesinger, US-amerikanischer Historiker († 2007)
- 17. Oktober: Marsha Hunt, US-amerikanische Filmschauspielerin († 2022)
- 19. Oktober: Kalcidon Agius, maltesischer Schriftsteller, Dramatiker und Politiker († 2006)
- 19. Oktober: Jewgenija Petrowna Antipowa, sowjetisch-russische Malerin und Kunstlehrerin († 2009)
- 19. Oktober: Walter Munk, US-amerikanischer Ozeanograph und Geophysiker († 2019)
- 20. Oktober: Stéphane Hessel, französischer Widerstandskämpfer, Diplomat und Autor († 2013)
- 20. Oktober: Jean-Pierre Melville, französischer Filmregisseur († 1973)
- 21. Oktober: Lindanor Celina, brasilianische Schriftstellerin († 2003)
- 21. Oktober: Dizzy Gillespie, US-amerikanischer Jazzmusiker, Komponist, Sänger und Bandleader († 1993)
- 21. Oktober: Heinz Oskar Vetter, deutscher Gewerkschafter und Politiker († 1990)

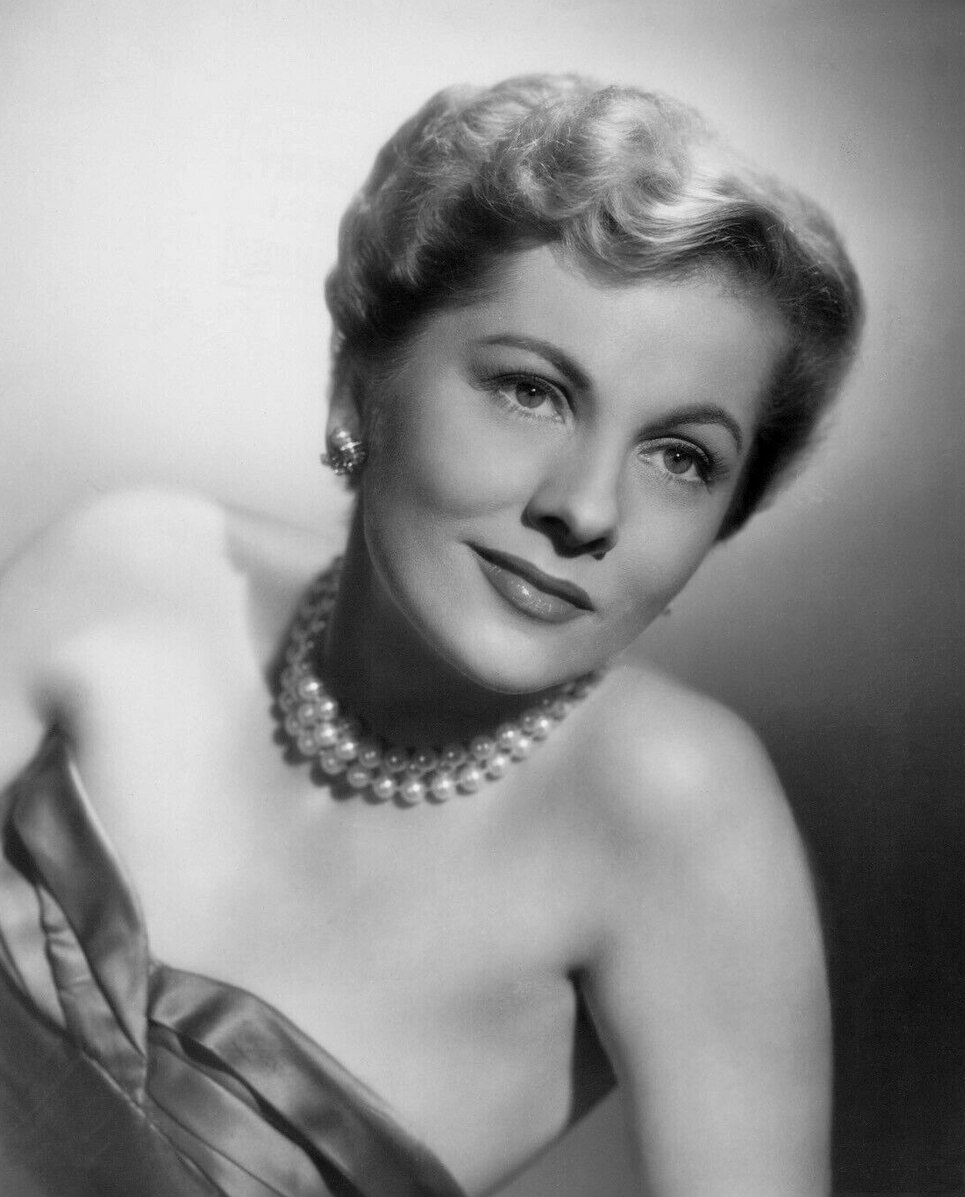
Joan Fontaine (1940er Jahre)

- 22. Oktober: Joan Fontaine, US-amerikanische Filmschauspielerin († 2013)
- 22. Oktober: John Tolan, US-amerikanischer Automobilrennfahrer († 1986)
- 24. Oktober: Ladislav Nižňanský, slowakischer Kommandeur († 2011)
- 25. Oktober: Lee MacPhail, US-amerikanischer Baseballfunktionär († 2012)
- 25. Oktober: Mary Elliott, US-amerikanische Schauspielerin († 2000)
- 27. Oktober: Arne Andersson, schwedischer Leichtathlet († 2009)
- 27. Oktober: Oliver Tambo, südafrikanischer Anti-Apartheids-Politiker († 1993)
- 28. Oktober: Harold Brown, kanadischer Pianist († 2011)
- 29. Oktober: Harold Garfinkel, US-amerikanischer Soziologe († 2011)
- 30. Oktober: Anna Marly, aus Russland stammende französische Sängerin und Songschreiberin († 2006)
- 30. Oktober: Maurice Trintignant, französischer Automobilrennfahrer († 2005)
- 31. Oktober: Heinz Musculus, deutscher Karikaturist, Zeichner und Illustrator († 1976)

### November
- 01. November: Wolfgang Ruge, deutscher Historiker († 2006)
- 02. November: Ann Rutherford, US-amerikanische Schauspielerin († 2012)
- 05. November: Jacqueline Auriol, französische Pilotin, durchbrach als erste Frau die Schallmauer († 2000)
- 06. November: András Mihály, ungarischer Komponist († 1993)
- 06. November: Edgar Whitcomb, US-amerikanischer Politiker († 2016)
- 07. November: Ján Arpáš, slowakischer Fußballspieler († 1976)
- 07. November: Lew Jefimowitsch Kerbel, sowjetischer Bildhauer († 2003)
- 07. November: Helen Suzman, südafrikanische Politikerin († 2009)
- 08. November: Gustav Georg Gunter Angenheister, deutscher Geophysiker († 1991)
- 10. November: Ion Cubicec, salvadorianischer Musikpädagoge und Komponist († 1998)
- 10. November: Lloyd Cutler, US-amerikanischer Anwalt († 2005)
- 11. November: Sepp Arnemann, deutscher Cartoonist († 2010)
- 12. November: Jo Stafford, US-amerikanische Sängerin († 2008)
- 14. November: Ansley Coale, US-amerikanischer Demograf († 2002)
- 14. November: Park Chung-hee, südkoreanischer Politiker († 1979)
- 15. November: John Whiting, britischer Dramatiker († 1963)
- 15. November: Hans Vießmann, deutscher Ingenieur und Unternehmer († 2002)
- 16. November: Giovanni Alberti, italienischer Automobilrennfahrer († 2019)

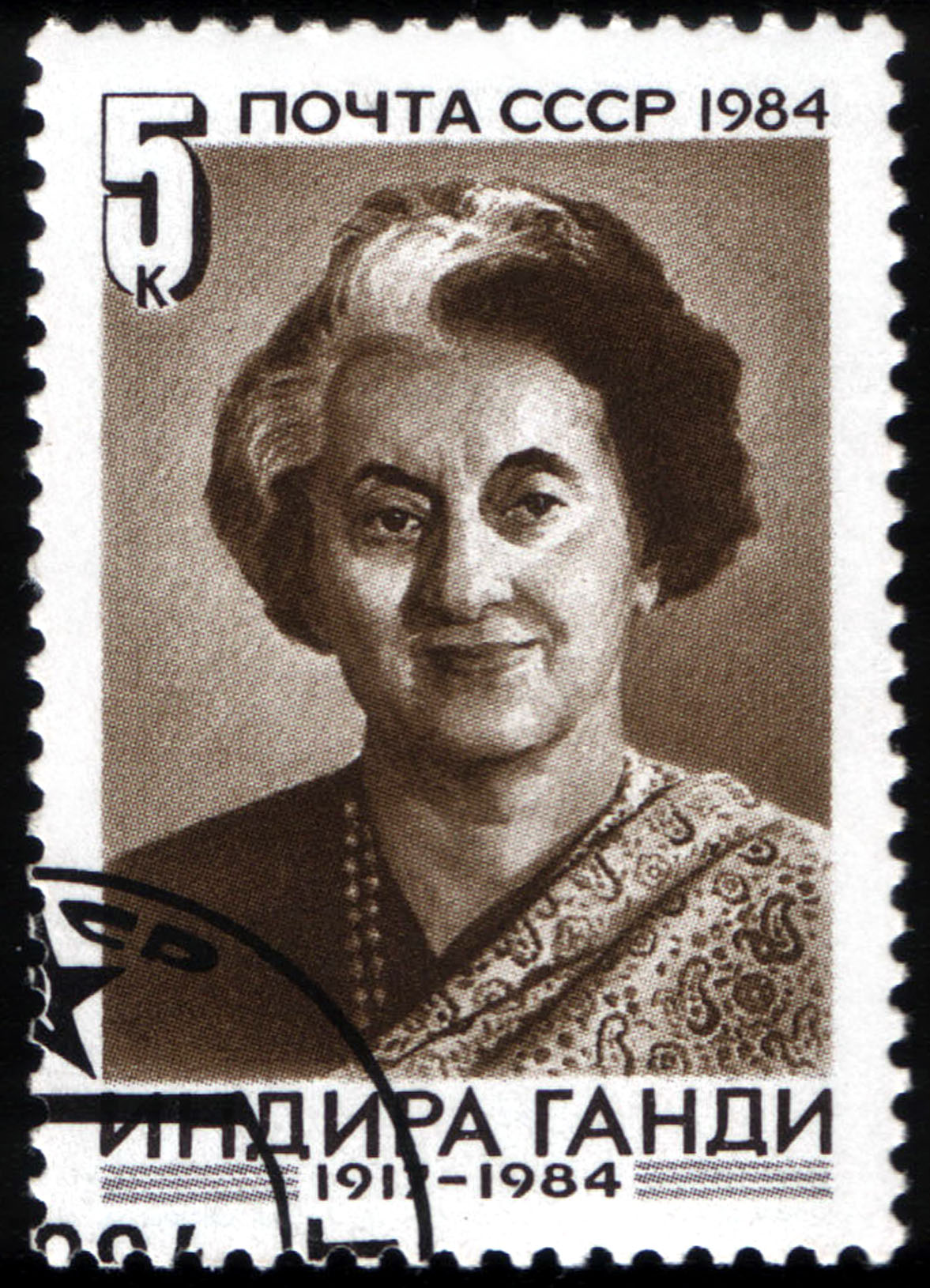
Indira Gandhi

- 19. November: Indira Gandhi, indische Politikerin und Premierministerin († 1984)
- 20. November: Robert Byrd, US-amerikanischer Politiker († 2010)
- 20. November: Heiner Gautschy, Schweizer Radio- und Fernsehjournalist († 2009)
- 22. November: Hugh Gregg, US-amerikanischer Politiker († 2003)
- 22. November: Fritz Hillebrand, deutscher Motorradrennfahrer († 1957)
- 22. November: Andrew Fielding Huxley, britischer Biophysiker und Physiologe, Nobelpreisträger († 2012)
- 22. November: Kurt Locher, Schweizer Staatsbeamter († 1991)
- 22. November: Jean-Etienne Marie, französischer Komponist († 1989)
- 23. November: John Newland, US-amerikanischer Filmregisseur, Schauspieler und Drehbuchautor († 2000)
- 23. November: Karl Wild, deutscher Eishockeyspieler und -trainer († 1975)
- 24. November: Novelle Hamilton Richards, antiguanischer Schriftsteller und Politiker († 1986)
- 25. November: Amal al-Atrasch, syrisch-drusische Sängerin und Schauspielerin († 1944)
- 25. November: Jean-Pierre Dautel, französischer Dirigent und Komponist († 2000)
- 25. November: Luigi Kardinal Poggi, italienischer Kurienkardinal († 2010)
- 28. November: Werner Krusche, deutscher evangelischer Theologe († 2009)
- 29. November: Pierre Gaspard-Huit, französischer Filmregisseur und Drehbuchautor († 2017)
- 29. November: Merle Travis, Country-Musiker und Songwriter († 1983)
- 29. November: Herbert Zimmermann, deutscher Radio-Reporter († 1966)

### Dezember
- 01. Dezember: Gerd Schmückle, deutscher General († 2013)
- 03. Dezember: Manuel Solís Palma, 41. Staatspräsident von Panama († 2009)
- 04. Dezember: Joachim Tzschaschel deutscher Brigadegeneral, Abteilungsleiter im Bundesnachrichtendienst († 2001)
- 05. Dezember: Ken Downing, britischer Automobilrennfahrer († 2004)
- 05. Dezember: Wenche Foss, norwegische Schauspielerin († 2011)
- 06. Dezember: Kamal Dschumblat, libanesischer Politiker († 1977)
- 06. Dezember: Hans Verbeek, Mitglied des Deutschen Bundestages († 1966)
- 07. Dezember: Ernst Siegfried Hansen, Chefredakteur und Generalsekretär des Bundes deutscher Nordschleswiger († 1980)
- 07. Dezember: Ottorino Volonterio, Schweizer Automobilrennfahrer († 2003)
- 08. Dezember: Albert Baldauf, deutscher Politiker und MdB († 1991)
- 09. Dezember: James Jesus Angleton, US-amerikanischer Agent († 1987)
- 09. Dezember: James Rainwater, US-amerikanischer Physiker († 1986)
- 12. Dezember: Joseph-Albert Malula, Erzbischof von Kinshasa und Kardinal († 1989)
- 14. Dezember: Walter Edwin Arnoldi, US-amerikanischer Maschinenbau-Ingenieur († 1995)
- 14. Dezember: Carl-Henrik Hermansson, schwedischer Politiker († 2016)
- 14. Dezember: Elyse Knox, US-amerikanische Schauspielerin († 2012)
- 15. Dezember: Karl-Günther von Hase, deutscher Diplomat und Intendant des ZDF († 2021)
- 15. Dezember: Hilde Zadek, deutsch-österreichische Opernsängerin († 2019)

Arthur C. Clarke

- 16. Dezember: Arthur C. Clarke, britischer Science-Fiction-Schriftsteller († 2008)
- 17. Dezember: Kriangsak Chomanan, Premierminister von Thailand (1977–1980) († 2003)
- 18. Dezember: Ossie Davis, US-amerikanischer Schauspieler († 2005)
- 18. Dezember: Eddie „Cleanhead“ Vinson, US-amerikanischer Jazzmusiker († 1988)
- 19. Dezember: Eduardo Catalano, argentinischer Architekt († 2010)
- 19. Dezember: Chucho Martínez Gil, mexikanischer Sänger und Komponist († 1988)
- 20. Dezember: David Bohm, US-amerikanischer Quantenphysiker († 1992)
- 21. Dezember: Diana Athill, britische Autorin und Literaturkritikerin († 2019)

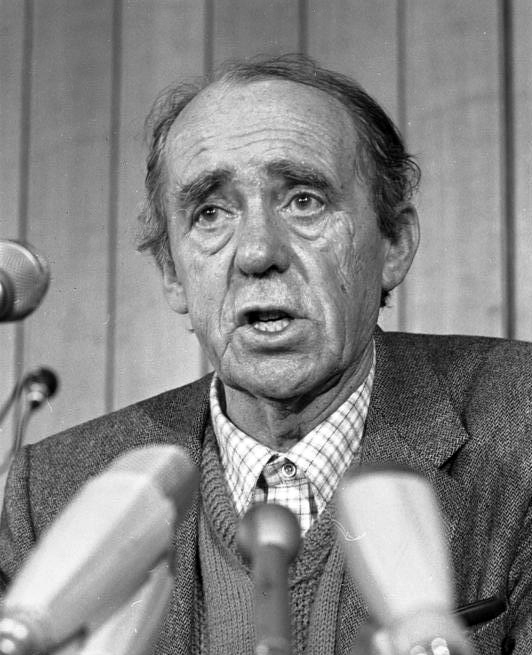
Heinrich Böll (1981)

- 21. Dezember: Heinrich Böll, deutscher Schriftsteller und Literatur-Nobelpreisträger († 1985)
- 21. Dezember: Ivor Dean, britischer Schauspieler († 1974)
- 22. Dezember: Marthe Gosteli, Schweizer Frauenrechtlerin († 2017)
- 26. Dezember: Joe Osmanski, US-amerikanischer American-Football-Spieler († 1993)
- 26. Dezember: Rose Mary Woods, US-amerikanische Sekretärin von Richard Nixon († 2005)
- 28. Dezember: Mouloud Mammeri, algerisch-kabylischer Schriftsteller, Anthropologe und Sprachwissenschaftler († 1989)
- 29. Dezember: David Hampshire, britischer Automobilrennfahrer († 1990)
- 30. Dezember: Wesley Tuttle, US-amerikanischer Country-Musiker († 2003)
- 31. Dezember: Italo Astolfi, italienischer Bahnradsportler († 2004)
- um 31. Dezember: Suzy Delair, französische Schauspielerin und Sängerin († 2020)

### Genaues Geburtsdatum unbekannt
- Karim Ahari, persischer Agraringenieur und Diplomat
- John James Atherton, englischer Fußballspieler († 1961)
- Mashal, afghanischer Miniaturmaler († 1998)

## Gestorben

### Januar/Februar
- 01. Januar: Agnes Dean Abbatt, US-amerikanische Malerin (* 1847)
- 01. Januar: Dominique Jules-Antoine, deutscher Tierarzt und Politiker (* 1845)
- 02. Januar: Edward Tylor, britischer Anthropologe (* 1832)
- 06. Januar: Carl Leonhard Becker, deutscher Maler und Kupferstecher (* 1843)
- 06. Januar: Hendrik Peter Godfried Quack, niederländischer Historiker und Ökonom (* 1834)

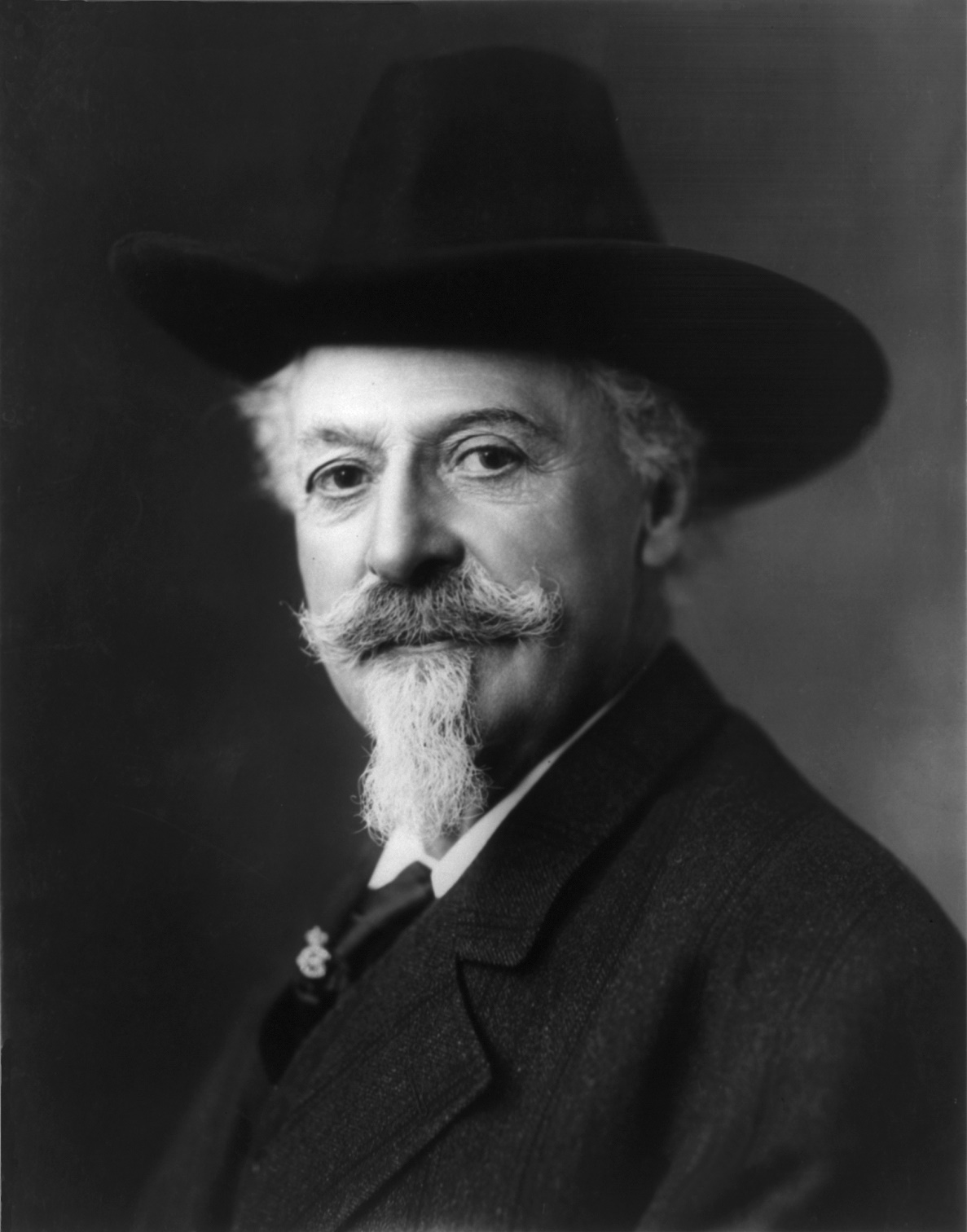
Buffalo Bill

- 10. Januar: William Frederick Cody, bekannt als Buffalo Bill, US-amerikanischer Bisonjäger und Schausteller (* 1846)
- 10. Januar: Martha Fontane, Tochter Theodor Fontanes und Vorbild mehrerer seiner Romanfiguren (* 1860)
- 11. Januar: Hans Chemin-Petit, deutscher Komponist (* 1864)
- 11. Januar: Wayne MacVeagh, US-amerikanischer Politiker (* 1833)
- 14. Januar: Carl Börger, deutscher Orgelbauer (* 1846)
- 15. Januar: Alfredo Lobos, chilenischer Maler (* 1890)
- 17. Januar: Viktor Gluth, deutscher Komponist und Musikpädagoge (* 1852)
- 17. Januar: Lionel Allen Sheldon, US-amerikanischer Politiker (* 1828)
- 18. Januar: Bernhard Schmidt, deutscher Altphilologe (* 1837)
- 20. Januar: Alejandro Ferrant y Fischermans, spanischer Maler (* 1843)
- 22. Januar: Emma Miller, britisch-australische Suffragette, Pazifistin, Gewerkschafterin und Gründungsmitglied der Australian Labor Party (* 1839)
- 23. Januar: Emil Eberhard Heinrich von Abel, deutscher Jurist und Politiker (* 1825)
- 23. Januar: Jesko von Puttkamer, deutscher Kolonialbeamter und Gouverneur von Kamerun (* 1855)
- 24. Januar: Hermann Schubert, deutscher Bildhauer (* 1831)
- 27. Januar: Petro Lewtschenko, ukrainischer Maler und Grafiker (* 1856)
- 27. Januar: Ernst Sars, norwegischer Historiker (* 1835)
- 29. Januar: Olga von Lützerode, deutsche Krankenpflegerin und Stifterin, Gründerin und Leiterin des Clementinenhauses (* 1836)
- 31. Januar: Otto Finsch, Kaufmann, Ethnologe, Ornithologe (* 1839)
- 01. Februar: Margarethe von Witzleben, Begründerin der Bewegung zur Selbsthilfe und Selbsterfahrung schwerhöriger Menschen in Deutschland (* 1853)
- 02. Februar: Sophie Beier, deutsche Schriftstellerin (* 1870)
- 03. Februar: Ulrich Meister junior, Schweizer Förster und Politiker (* 1838)
- 04. Februar: Frédéric de Rougemont der Jüngere, Schweizer evangelischer Geistlicher und Entomologe (* 1838)
- 05. Februar: Friedrich Hahn, deutscher Geograph (* 1852)
- 08. Februar: Henry E. Burnham, US-amerikanischer Politiker (* 1844)
- 10. Februar: Émile Pessard, französischer Komponist (* 1843)
- 10. Februar: John William Waterhouse, britischer Maler (* 1849)
- 11. Februar: Charlotte Lady Blennerhassett, deutsche Schriftstellerin und Historikerin (* 1843)
- 11. Februar: Bernhard Listemann, deutsch-amerikanischer Geiger und Musikpädagoge (* 1841)
- 16. Februar: Octave Mirbeau, französischer Schriftsteller (* 1848)
- 17. Februar: Emile Auguste Carolus-Duran, französischer Maler (* 1837)
- 17. Februar: Josef Riehl, maßgeblich an der Erschließung Tirols beteiligt (* 1842)
- 18. Februar: Ezequiel de Baca, US-amerikanischer Politiker (* 1864)
- 23. Februar: Jean Gaston Darboux, französischer Mathematiker (* 1842)

### März/April
- 01. März: Jaro Pawel, österreichischer Turnpädagoge und Germanist (* 1850)
- 03. März: Hermine Villinger, deutsche Schriftstellerin (* 1849)
- 07. März: Eugen von Aichelburg, österreichischer Politiker (* 1852)

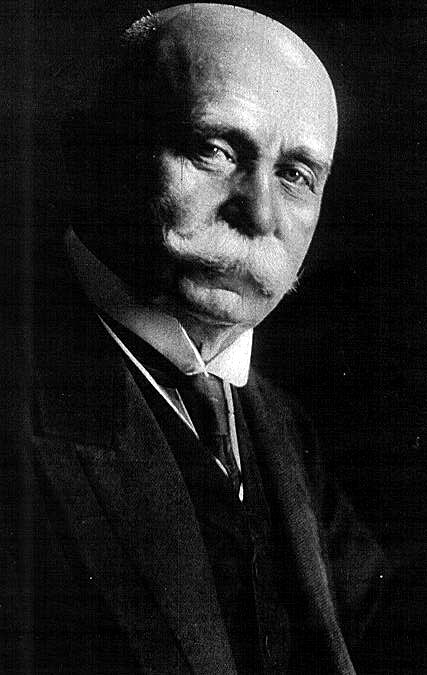
Ferdinand Graf von Zeppelin

- 08. März: Ferdinand Graf von Zeppelin, deutscher Luftschiffkonstrukteur (* 1838)
- 09. März: Hōshō Kurō, japanischer Nō-Schauspieler (* 1837)
- 09. März: Wilhelm Meyer, deutscher Altphilologe und Mediävist (* 1845)
- 14. März: Antonio Vanegas Arroyo, mexikanischer Verleger (* 1852)
- 14. März: Zenas Ferry Moody, US-amerikanischer Politiker (* 1832)
- 15. März: Paul Puget, französischer Komponist (* 1848)
- 15. März: Kristofer Randers, norwegischer Schriftsteller (* 1851)
- 16. März: Karl Heinrich Gisbert Gillhausen, deutscher Ingenieur und Politiker (* 1856)
- 17. März: Cæsar Peter Møller Boeck, norwegischer Dermatologe (* 1845)
- 17. März: Franz Brentano, deutscher Philosoph und Psychologe (* 1838)
- 19. März: Christian Schmidt, deutscher Fußballspieler (* 1888)
- 21. März: Alfred Einhorn, deutscher Chemiker (* 1856)
- 22. März: Charles Baïhaut, französischer Politiker (* 1843)
- 23. März: Adolf Ritter von Guttenberg, österreichischer Professor für Forstwirtschaft (* 1839)
- 23. März: Joseph Anton Friedrich August Freiherr von Hövel, deutscher Politiker und Regierungspräsident (* 1842)
- 23. März: Louis Schmeisser, deutscher Waffenkonstrukteur (* 1848)
- 26. März: Georg Froböß, deutscher evangelischer Geistlicher (* 1854)
- 30. März: Gottfried Karl Wilhelm Asselmann, deutscher Geistlicher und Heimatforscher (* 1851)

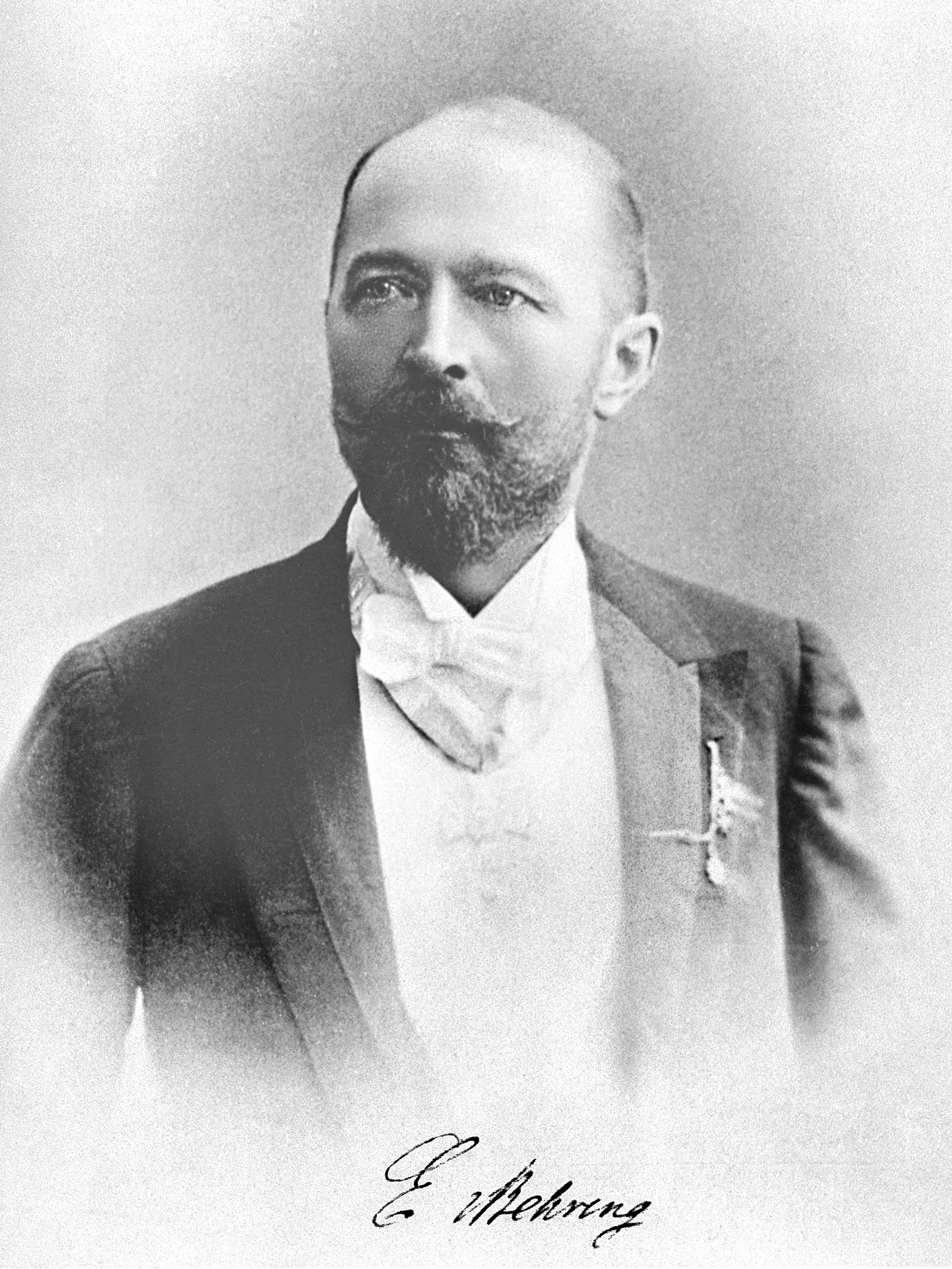
Emil Adolf von Behring

- 31. März: Emil Adolf von Behring, deutscher Mediziner und Nobelpreisträger (* 1854)
- 01. April: Scott Joplin, US-amerikanischer Musiker (Ragtime-Komponist) (* 1868)
- 02. April: Jindřich Kafka, tschechischer Komponist (* 1844)
- 05. April: Marie von Wartenberg, deutsche Malerin (* 1826)
- 08. April: Richard Olney, US-amerikanischer Politiker (* 1835)
- 12. April: Otto Stockmayer, deutscher evangelischer Pfarrer, Evangelist und Autor (* 1838)
- 14. April: Ludwik Lejzer Zamenhof, polnischer Augenarzt (Esperanto-Begründer) (* 1859)
- 14. April: William T. Watson, US-amerikanischer Politiker (* 1849)
- 15. April: Gerhard Moerner, deutscher Autor und expressionistischer Lyriker (* 1894)
- 20. April: Zygmunt Ajdukiewicz, polnischer Maler (* 1861)
- 21. April: Georg Pfaff, deutscher Unternehmer (* 1853)
- 23. April: Karl Altrichter, deutscher Schriftsteller (* 1844)
- 23. April: Robert Koehler, deutschamerikanischer Maler (* 1850)
- 24. April: Oscar Blumenthal, deutscher Schriftsteller und Bühnenautor (* 1852)
- 29. April: Richard Applin, britischer Jagdflieger (* 1894)

### Mai/Juni
- 01. Mai: William Knox D’Arcy, britischer Unternehmer (* 1849)
- 05. Mai: Richard Leopold Oskar Anders, deutscher Bildhauer und Hochschullehrer (* 1853)
- 07. Mai: Charles Johnson Brooke, weißer Raja von Sarawak (* 1829)
- 08. Mai: Thomas McArthur Anderson, US-amerikanischer Offizier (* 1836)
- 10. Mai: Joseph B. Foraker, US-amerikanischer Politiker (* 1846)
- 11. Mai: Otto Klauwell, deutscher Komponist (* 1851)
- 14. Mai: Joseph Choate, US-amerikanischer Jurist und Diplomat (* 1832)
- 14. Mai: Anders Montan, schwedischer Lithograf, Genre- und Interieurmaler (* 1845)
- 16. Mai: Fernand Halphen, französischer Komponist (* 1872)
- 18. Mai: Jules-Étienne Gazaniol, französischer Geistlicher und römisch-katholischer Bischof von Constantine (* 1845)
- 20. Mai: Friedrich „Fritz“ Ludwig Tilman Achelis, deutscher Kaufmann und Politiker (* 1840)
- 20. Mai: Ernest Leroux, französischer Buchhändler und Verleger (* 1845)
- 23. Mai: Ranavalona III., letzte Herrscherin des Königreichs Madagaskar (* 1861)
- 25. Mai: Édouard de Reszke, französischer Opernsänger (Bass) polnischer Herkunft (* 1853)
- 31. Mai: Carl Kopp, deutscher Zeichenlehrer und Amateurentomologe (* 1856)
- 02. Juni: Philipp Friedrich Mader, deutscher Theologe und Priester (* 1832)
- 02. Juni: Oscar Schuster, deutscher Mediziner und Alpinist (* 1873)
- 02. Juni: Emil Stadler, Schweizer Unternehmer, Oberstleutnant und Politiker (* 1853)
- 03. Juni: Louis Gathmann, Ingenieur und Erfinder (* 1843)
- 09. Juni: Thomas McKenny Hughes, britischer Geologe und Paläontologe (* 1832)
- 12. Juni: Teresa Carreño, venezolanische Pianistin und Komponistin (* 1853)
- 15. Juni: Friedrich Robert Helmert, deutscher Geodät und Mathematiker (* 1843)
- 17. Juni: Ernst Stöhr, österreichischer Maler, Dichter und Musiker (* 1860)
- 17. Juni: Karl Zilgas, deutscher Fußballspieler (* 1892)
- 20. Juni: James Mason Crafts, US-amerikanischer Chemiker (* 1839)
- 22. Juni: Jewgeni Franzewitsch Bauer, russischer Filmregisseur (* 1865)
- 26. Juni: Dragutin Dimitrijević, serbischer Offizier (* 1876)
- 27. Juni: Gustav von Schmoller, deutscher Ökonom und Sozialwissenschaftler (* 1838)
- 30. Juni: Jonathan Chace, US-amerikanischer Politiker (* 1829)

### Juli/August
- 01. Juli: Julius Falkenstein, deutscher Arzt und Afrikareisender (* 1842)
- 02. Juli: William Stevenson Hoyte, englischer Organist, Komponist und Musikpädagoge (* 1844)
- 02. Juli: Adolf Ferdinand Weinhold, deutscher Chemiker und Physiker (* 1841)
- 09. Juli: Wilhelm Langheld, deutscher Offizier (* 1867)
- 13. Juli: Oskar Telke, deutscher Mediziner (* 1848)
- 14. Juli: Octave Lapize, französischer Radrennfahrer (* 1887)
- 16. Juli: Philipp Scharwenka, deutscher Komponist und Musikpädagoge (* 1847)
- 17. Juli: Gustav Denhardt, deutscher Afrikaforscher (* 1856)
- 19. Juli: Franz Arndt, deutscher evangelischer Theologe (* 1848)
- 20. Juli: Iwan von Müller, deutscher Altphilologe (* 1830)
- 20. Juli: Ignaz Sowinski, österreichischer Architekt (* 1858)
- 27. Juli: Emil Theodor Kocher, Schweizer Mediziner und Nobelpreisträger (* 1841)
- 28. Juli: Alfred Victor Robert Auger, französischer Jagdflieger (* 1889)
- 28. Juli: Ernst Sandberg, deutscher Mediziner (* 1849)
- 01. August: Enric Prat de la Riba, der erste Präsident der Mancomunitat de Catalunya (* 1870)
- 01. August: Ludwig Rochus Schmidlin, Schweizer römisch-katholischer Geistlicher, Pädagoge und Kirchenhistoriker (* 1845)
- 01. August: Christian August Volquardsen, deutscher Althistoriker (* 1840)
- 03. August: Ferdinand Georg Frobenius, deutscher Mathematiker (* 1849)
- 06. August: Richard McBride, kanadischer Politiker (* 1870)
- 07. August: Edwin Harris Dunning, britischer Pilot (* 1892)
- 12. August: Gustav Kampmann, deutscher Maler und Grafiker (* 1859)

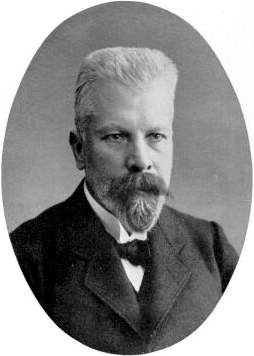
Eduard Buchner

- 13. August: Eduard Buchner, deutscher Chemiker, Nobelpreisträger (* 1860)
- 15. August: Philippine von Edelsberg, österreichische Opernsängerin (* 1838)
- 15. August: Gustav Körte, deutscher Archäologe (* 1852)
- 17. August: John W. Kern, US-amerikanischer Politiker (* 1849)
- 20. August: Alexander Georg Aster, deutscher Architekt und Sachbuchautor (* 1849)

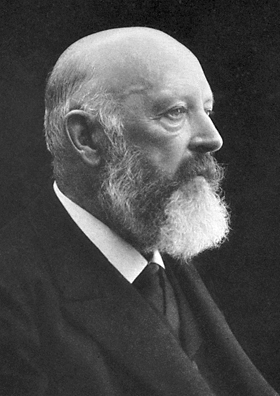
Adolf von Baeyer, 1905

- 20. August: Adolf von Baeyer, deutscher Chemiker (* 1835)
- 20. August: Robert von Mendelssohn, deutscher Bankier, Kunstsammler und Mäzen (* 1857)
- 29. August: Albert Grey, britischer Politiker und Staatsmann (* 1851)

### September/Oktober
- 05. September: Albin Köbis, deutscher Matrose und ein Führer des Matrosenaufstands (* 1892)
- 05. September: Max Reichpietsch, deutscher Matrose und ein Führer des Matrosenaufstands (* 1894)
- 05. September: Marie Schröder-Hanfstängl, deutsche Opernsängerin und Gesangspädagogin (* 1847)
- 08. September: Charles Lefèbvre, französischer Komponist (* 1843)
- 09. September: Madge Syers, britische Eiskunstläuferin, erste Weltmeisterin und Olympiasiegerin im Eiskunstlauf der Damen (* 1881)
- 12. September: Désiré André, französischer Mathematiker (* 1840)
- 15. September: Kurt Wolff, deutscher Jagdflieger im Ersten Weltkrieg (* 1895)
- 17. September: Warwara Alexejewna Morosowa, russische Unternehmerin und Mäzenin (* 1848)
- 20. September: José Gallegos y Arnosa, spanischer Maler, Bildhauer und Architekt (* 1859)
- 21. September: Grete Trakl, österreichische Pianistin und Schwester von Georg Trakl (* 1891)
- 25. September: Thomas Ashe, irischer Unabhängigkeitskämpfer (* 1885)
- 25. September: Heinrich Aufhäuser, deutscher Bankier (* 1842)
- 25. September: Bernhard von Gaza, deutscher Ruderer (* 1881)

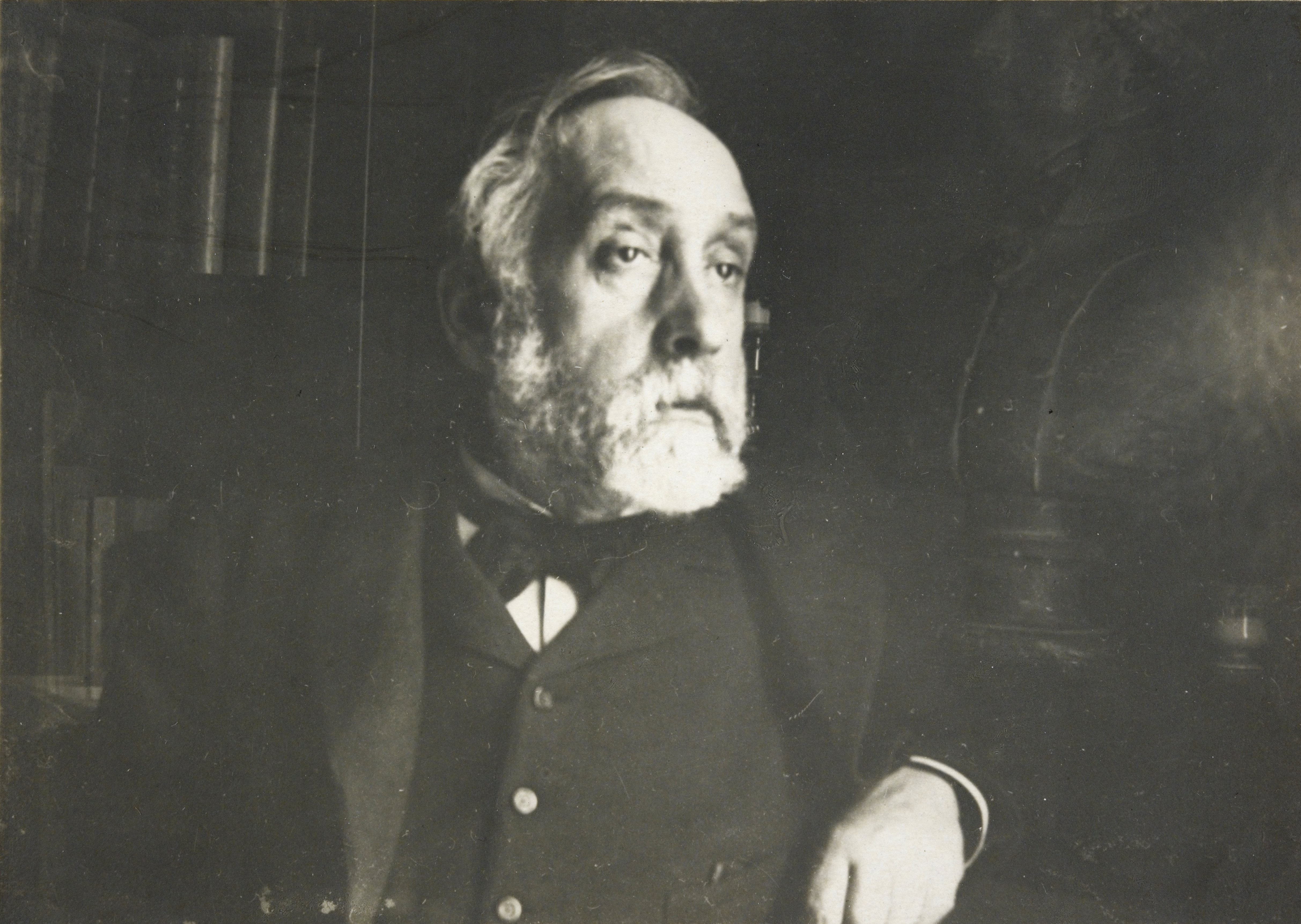
Edgar Degas

- 27. September: Edgar Degas, französischer Maler und Bildhauer (* 1834)
- 01. Oktober: Ivan Aguéli, schwedischer Wandersufi, Maler und Autor (* 1869)
- 04. Oktober: David Gallaher, neuseeländischer Rugby-Union-Spieler (* 1873)
- 09. Oktober: Hussein Kamil, Sultan von Ägypten und König des Anglo-Ägyptischen Sudan (* 1853)
- 09. Oktober: Duncan Mackinnon, britischer Ruderer (* 1887)
- 10. Oktober: Sarah Aaronsohn, jüdische pro-britische Spionin im Osmanischen Reich (* 1890)
- 13. Oktober: Florence La Badie, US-amerikanische Stummfilmschauspielerin (* 1888)
- 13. Oktober: Rudolf Schneider, deutscher Marineoffizier und U-Boot-Kommandant im Ersten Weltkrieg (* 1882)
- 14. Oktober: Robert von Diessbach, Schweizer Jurist, Heimatforscher und Tierschützer (* 1858)
- 15. Oktober: Donald M. Dickinson, US-amerikanischer Politiker (* 1846)
- 15. Oktober: Mata Hari, niederländische Tänzerin (* 1876)
- 16. Oktober: Walter Flex, deutscher Dichter (* 1887)
- 20. Oktober: Aleksander Eduard Thomson, estnischer Komponist (* 1845)
- 21. Oktober: Paul O. Husting, US-amerikanischer Politiker (* 1866)
- 27. Oktober: Georgine Galster, deutsche Theaterschauspielerin (* 1841)
- 27. Oktober: August Wilmanns, deutscher Altphilologe und Bibliothekar (* 1833)
- 30. Oktober: Heinrich Gontermann, deutscher Pilot im Ersten Weltkrieg (* 1896)
- 30. Oktober: Otokar Kopecký, deutscher Violinist (* 1850)
- 31. Oktober: Margarete Lenk, deutsche Schriftstellerin (* 1841)

### November/Dezember
- 01. November: Ferdinando Gianella, Schweizer Ingenieur, Architekt und Politiker (* 1837)
- 02. November: Rudolf Heinrich, deutscher Politiker (* 1845)
- 03. November: Léon Bloy, französischer Schriftsteller (* 1846)
- 11. November: Liliʻuokalani, hawaiische Königin (* 1838)
- 12. November: Hans Bachmann, Schweizer Maler (* 1852)
- 15. November: Hans Adam, bayerischer Offizier (* 1886)
- 15. November: Émile Durkheim, französischer Soziologe (* 1858)
- 15. November: John W. Foster, US-amerikanischer Politiker (* 1836)

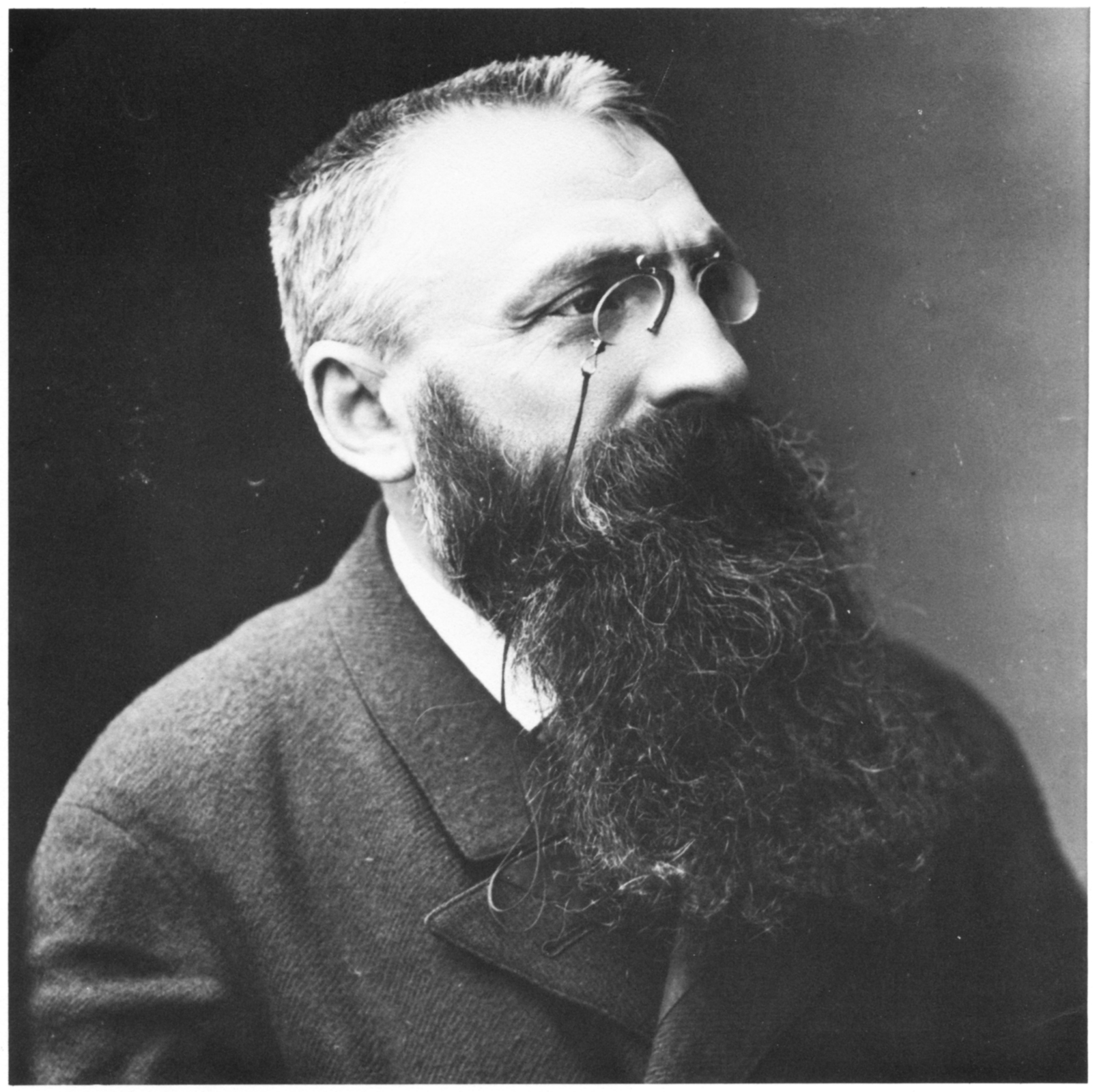
Auguste Rodin

- 17. November: Auguste Rodin, französischer Maler und Bildhauer (* 1840)
- 20. November: Frederick Herbert Torrington, kanadischer Organist, Dirigent, Komponist und Musikpädagoge (* 1837)
- 22. November: Teobert Maler, österreichischer Fotograf, Entdecker und Erforscher von Maya-Ruinen (* 1842)
- 23. November: James Peabody, US-amerikanischer Politiker (* 1852)
- 24. November: Hermann Vöchting, deutscher Botaniker (* 1847)
- 25. November: João Teixeira Pinto, portugiesischer Kolonialoffizier (* 1876)
- 26. November: Leander Jameson, britischer Arzt und Politiker (* 1853)
- 30. November: William E. Chandler, US-amerikanischer Politiker (* 1835)
- 01. Dezember: George A. Banker, US-amerikanischer Radrennfahrer, Weltmeister 1898 (* 1874)
- 08. Dezember: Alexander Kisch, Rabbiner (* 1848)
- 08. Dezember: Mendele Moicher Sforim, Schriftsteller (* 1836)
- 10. Dezember: Mackenzie Bowell, kanadischer Politiker (* 1823)
- 11. Dezember: Hedwig Arendt, deutsche Theaterschauspielerin (* 1856)
- 13. Dezember: Ebe W. Tunnell, US-amerikanischer Politiker (* 1844)
- 19. Dezember: Anna Magdalena Appel, deutsche Balletttänzerin und Großherzogin (* 1846)
- 20. Dezember: Lucien Petit-Breton, französischer Radrennfahrer (* 1882)
- 21. Dezember: Wilhelm Trübner, deutscher Landschaftsmaler (* 1851)
- 22. Dezember: Franziska Xaviera Cabrini, US-amerikanische Heilige (* 1850)
- 25. Dezember: Karl Voll, deutscher Kunsthistoriker (* 1867)
- 26. Dezember: Friedrich Lange, deutscher Journalist und Politiker (* 1852)
- 27. Dezember: Ernest Roche, französischer Politiker (* 1850)
- 28. Dezember: John Randolph Thornton, US-amerikanischer Politiker (* 1846)
- 30. Dezember: Rudolf Hirzel, deutscher Altphilologe (* 1846)
- 31. Dezember: Johannes Gallandi, preußischer Oberstleutnant und Genealoge (* 1843)
- 31. Dezember: Wilhelm Neumann-Torborg, deutscher Bildhauer (* 1856)

### Genaues Todesdatum unbekannt
- Reinold Aßmann, deutscher Jurist und Politiker (* 1822)
- Ludwig Auspitz, deutscher Theaterschauspieler und Opernsänger (* 1859)
- Sakurama Banma, japanischer Nō-Schauspieler (* 1835)